# Mapuches
Les Mapuches (littéralement « Peuple de la terre » en mapudungun) sont un groupe ethnique et peuple autochtone du Chili et d'Argentine formant plusieurs communautés, connues également sous le nom d'Araucans (cette dernière dénomination ayant été donnée par les Espagnols aux autochtones peuplant originellement la région historique d’Araucanie),. Au sens strict, le terme Mapuches désigne les Amérindiens habitant l’Araucanie ou Arauco, coïncidant grosso modo à l’actuelle région administrative chilienne d'Araucanie, c’est-à-dire les Araucans et leurs descendants ; dans un sens plus large, le terme englobe tous ceux qui parlent, ou parlaient naguère, la langue mapuche ou mapudungun, y compris divers groupes autochtones ayant subi entre les XVIIe et XIXe siècles le processus dit d’araucanisation par suite de l’expansion araucane à partir de l’Araucanie originelle (dans le Chili actuel) vers des zones sises à l’est de la cordillère des Andes (c’est-à-dire dans l’actuelle Argentine).
Selon le recensement officiel de 2002, les Mapuches représentent 4 % de la population chilienne (87,3 % du total des autochtones vivant au Chili), soit un peu plus de 600 000 personnes, mais d’autres statistiques donnent un nombre plus élevé. Ils vivent principalement dans les zones rurales de la région d’Araucanie ainsi que dans la région des Lacs et la région métropolitaine de Santiago (la capitale, Santiago du Chili). On estime à environ 200 000 leur nombre en Argentine, répartis principalement sur la province de Neuquén, mais aussi sur celle de Río Negro et de Chubut. Les autres populations autochtones du Chili, moins nombreuses, sont aymaras et rapa nuis.
Les Mapuches eurent à faire face d’abord aux visées expansionnistes des Incas, qui réussirent certes à soumettre les groupes mapuches septentrionaux, appelés Picunches par les historiens, mais furent ensuite bloqués par la résistance mapuche à la hauteur du fleuve Maule (à 250 km environ, à vol d'oiseau, au sud de Santiago), après la lourde défaite de Tupac Yupanqui à la fin du XVe siècle ; puis, au XVIe siècle, aux tentatives de conquête des conquistadors espagnols, qui venaient de renverser l’Empire inca (et du même coup assujetti les Picunches) et trouvèrent face à eux les autres Mapuches établis entre la vallée de l'Aconcagua et le centre de l’île de Chiloé. La résistance du chef mapuche Lautaro, qui avait appris la tactique et la stratégie militaires lorsqu’il était prisonnier des Espagnols, et dont les troupes possédaient une grande maîtrise du cheval, et plus tard la rébellion de Pelantaro en 1602, aboutirent à fixer la frontière militaire entre Espagnols et Mapuches au niveau de la rivière Biobío (à 470 km environ au sud de Santiago) ; depuis lors, les Espagnols hésitaient à se risquer en territoire mapuche.
Entre 1860 et 1880, les deux États de la région issus de la décolonisation, le Chili et l’Argentine, entreprirent à leur tour des guerres de conquête contre les Amérindiens (Mapuches et Patagons) qui vivaient au sud du continent dans des régions restées hors de leur contrôle et difficilement pénétrables, et viendront finalement à bout de la résistance mapuche, au terme de campagnes militaires connues respectivement sous le nom de Pacification de l'Araucanie et de Conquête du Désert, lesquelles entraînèrent la mort de milliers d’Amérindiens, en plus de la perte de leur territoire : les survivants furent en effet déportés vers des zones de faible superficie dénommées réductions (au Chili) ou réserves (reservaciones, en Argentine), tandis que le reste des terres fut déclaré bien national (en espagnol fiscal), puis vendu à l’encan. À signaler aussi que l’élection (ou l’autoproclamation), en novembre 1860, du juriste périgourdin Orélie Antoine de Tounens comme roi de l'Araucanie avait alarmé les autorités chiliennes qui craignaient que cette poussée d’indépendantisme coupe géographiquement le pays en deux. Les Mapuches se sont ensuite peu à peu intégrés à la nation chilienne, même si des foyers de résistance ont poursuivi la lutte armée jusqu'à la fin du XXe siècle.
Aux XXe et XXIe siècles, les Mapuches subiront un processus d’acculturation et d’assimilation aux sociétés des deux États (argentin et chilien), mais au rebours duquel se feront jour des manifestations de résistance culturelle et éclateront çà et là des conflits parfois violents (avec mort d’homme) centrés autour de la propriété des terres, de la reconnaissance de leurs organisations et de la pratique de leur culture. En effet, le processus de récupération présente deux aspects : d’une part un retour aux racines culturelles (réapprentissage de la langue, remise en honneur de l’artisanat traditionnel etc.) et d’autre part la réappropriation de terres qualifiées d’ancestrales, mais détenues aujourd’hui, sur la foi de titres de propriété officiels sur les terrains concernés, par de grands domaines agricoles (haciendas), des sociétés d’exploitation forestière (surtout au Chili), et par des multinationales du textile (telles que Benetton en Argentine),. La population mapuche se plaint de discrimination raciale et sociale dans ses rapports avec le reste de la société,,,,, et selon les statistiques officielles, leur indice de pauvreté est plus élevé que la moyenne nationale chilienne,,.
Le système économique traditionnel, basé sur la chasse et l’horticulture, a cédé le pas, aux XVIIIe et XIXe siècles, à une économie agricole et d’élevage, les Amérindiens se convertissant dès lors, après l’implantation forcée sur des terrains à eux assignés par le Chili et l’Argentine, en un peuple de paysans voué à l’heure actuelle (2018) à une grande fragmentation culturelle, à un morcellement de la propriété, et à une migration vers les grandes villes par les générations plus jeunes, qui a eu pour effet de faire des Mapuches une population aujourd’hui majoritairement urbaine, établie principalement à Santiago du Chili et à Temuco, quoique préservant des liens plus ou moins serrés avec ses communautés d’origine.

## Étymologie
Le mot par lequel les Araucans se désignent eux-mêmes dans leur propre langue (le mapuche ou le mapudungún) est Mapuche, ou mapunche, terme composé de mapu, « terre, pays », et de che, « personne, gens », soit donc « gens de la terre », « natif ». À l’opposé, les étrangers arrivés d’Europe ainsi que leurs descendants sont appelés wingka. En certains endroits, les termes de Mapuche et de mapunche s’utilisent avec une légère différence de sens[Laquelle ?]. Jusqu’au XVIIIe siècle aurait également existé chez les membres de l’ethnie l’autodénomination che, « gens », et Mapu, « terre », Peuple de la terre.
La dénomination aucas proviendrait du mot quechua awqa, « sauvage » ou « rebelle », « ennemi », qui leur aurait été appliqué par les Incas ou par les Espagnols ; selon les chroniqueurs, les Incas avaient déjà nommé purumauca la population habitant au sud du río Cachapoal, et les Espagnols auraient, pour désigner celle-ci, simplement adopté la dénomination auca.
La désignation Araucans,, a été le terme prédominant dans l’historiographie pendant toute la période s’étendant des premiers contacts avec les Espagnols jusqu’au XIXe siècle approximativement, et continue d’être en usage, mais n’est pas acceptée par les Mapuches eux-mêmes. Le nom Araucan constitue sans doute le gentilé des habitants d’Arauco, nom donné par les Espagnols au territoire qu’ils habitaient alors en peuple indépendant et dont l’étymologie reste discutée. Il a été postulé que Arauco résulte d’une hispanisation du mot mapuche ragko, « eau gréseuse », que les Espagnols auraient utilisé pour les habitants d’un site ainsi appelé et qui par la suite aurait été étendu, par métonymie, à toutes les autres peuplades de la zone ; aujourd’hui encore, la région chilienne à proximité de Concepción, au sud du fleuve Biobío, s’appelle officiellement province d'Arauco.
Les Mapuches rejettent l’usage du nom Araucan, car il s’agit d’une dénomination étrangère, attribuée par leurs ennemis. En revanche, le mot awqa fut bien adopté par les Mapuches, sous la forme awka, avec le sens d’« indomptable, rebelle, vaillant », les Mapuches acceptant cette fois de l’appliquer à eux-mêmes.

## Composition et répartition géographique actuelles

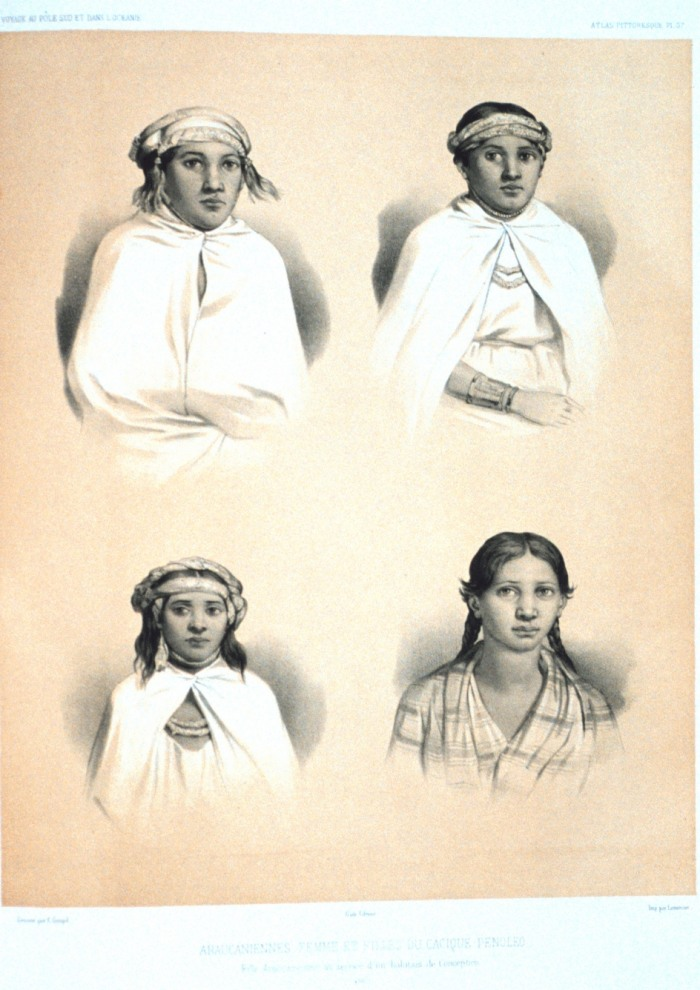
Portrait de femmes mapuches brossé par l’explorateur français Dumont D'Urville en 1842.

### Au Chili
D’après le recensement chilien de la population de 2002, 604 349 personnes dans ce pays se déclaraient appartenant au peuple mapuche, ce qui représente approximativement 4 % de la population totale et 87,3 % de la population amérindienne totale du pays. Ils vivent principalement en Araucanie (33,6 %) et dans la région métropolitaine de Santiago (30,3 %) et, en moindre nombre, dans les régions du Biobío (8,8 %), des Lacs et des Fleuves (16,7 % pour ces deux dernières prises ensemble).
Cependant, le recensement de 1992 avait enregistré 932 000 Mapuches (de plus de 14 ans ; si l’on avait inclus les personnes en dessous de cet âge, le chiffre se serait élevé à 1 281 651). Cette baisse de quelque 30 % de la population mapuche en une décennie a fait l’objet de diverses tentatives d’explication : certains soutiennent qu’il s’agit d’un « génocide statistique », alors que pour d’autres, ce serait là un « génocide bureaucratique » visant à délégitimer les revendications autochtones, mais pour d’autres encore, cette chute d’effectifs s’expliquerait par des différences dans les questions du recensement, sans intentions socio-politiques.
D’après plusieurs ONG, la population mapuche résidant actuellement au Chili se situerait entre 800 000 et 1 400 000 personnes, selon que l’on inclut ou non ceux uniquement qui ont conservé leur culture ou revendiquent leur héritage. Ainsi p.ex. l’enquête officielle Casen (acronyme de Encuesta de Caracterización Socioeconómica Nacional), organisée tous les deux ou trois ans par le ministère chilien des Affaires sociales, ne comptabilisa-t-elle que 625 005 Mapuches en 2006. Les organisations autochtones pour leur part estiment à un million et demi le nombre de Mapuches au Chili.

### En Argentine
En Argentine, les Mapuches ou Araucans constituent le peuple autochtone le plus nombreux, encore que leurs effectifs soient environ dix fois inférieurs à ceux du Chili.
Il a été calculé sur la base de l’Enquête complémentaire sur les peuples autochtones (en espagnol Encuesta Complementaria de Pueblos autochtones, sigle ECPI) de 2004-2005, effectuée sur demande de l’État argentin par l’Institut national argentin de statistique et de recensement (l’INDEC, selon son acronyme en espagnol), que le nombre de personnes qui appartiennent au peuple mapuche ou sont des descendants de Mapuches de première génération se chiffre à près de 105 000. De ces personnes, 73 % vivent dans les provinces de Chubut, de Neuquén et de Río Negro.
Selon l’ECPI, 78 534 Mapuches se revendiquent tels dans les provinces de Chubut, Neuquén, Río Negro, Santa Cruz et Terre de Feu, dont 13 237 vivaient dans des communautés autochtones. À Buenos Aires et dans les 24 partidos du Grand Buenos Aires, 9 745 personnes se reconnaissent comme Mapuches, comme c’est le cas aussi de 20 527 individus dans le reste de la province de Buenos Aires et dans la province de La Pampa, individus dont cependant aucun ne vivait en communauté. Le décompte pour l’ensemble du pays donna comme résultat 113 680 personnes se déclarant Mapuche, de qui 13 430 vivaient en communauté.
Lors de la préparation du recensement argentin de 2001, des représentants mapuches formulèrent quelques critiques sur la conception et l’exécution de ce recensement, lui reprochant de ne pas garantir une participation adéquate des peuples premiers, de reproduire le stéréotype partial de « l’autochtone », de sous-estimer la migration mapuche vers les villes, et de s’appuyer sur des fonctionnaires manquant à leurs engagements juridiques et politiques. La Commission de juristes autochtones en Argentine (la CJIA) introduisit un recours d’amparo, par lequel elle requérait que fût différé le recensement de 2001, alléguant qu’elle n’avait pas bénéficié de son droit de participation tel que fixé dans la Convention 169 de l’OIT et à l’article 75, alinéa 17, de la Constitution nationale argentine. La controverse finit par conduire une partie de ces représentants à occuper les installations de l’Institut national des affaires autochtones (INAI). Lors de la réalisation du recensement de 2001, une intervention directe d’enquêteurs et d’assesseurs autochtones avait été prévue dans quelques provinces. Ce nonobstant, beaucoup contestent la validité de cette enquête.
Contredisant les chiffres de l’INDEC, une publication officielle du gouvernement argentin communiqua qu’il existait 200 000 Mapuches habitant le territoire national. D’autres sources en revanche, non officielles, évoquaient le nombre de 90 000 et de 200 000 personnes.
La communauté mapuche elle-même, en fort désaccord avec le recensement de l’INDEC, estime que les effectifs de la population mapuche en Argentine s’élèvent à 500 000 individus,. Des calculs effectués en 1998-2000 permirent d’estimer que vivaient alors en Argentine jusqu’à 300 000 Mapuches, dont quelque 70 000 étaient établis dans la seule province de Neuquén.
Les critiques mapuches à propos de la méthodologie argentine de recensement furent semblables à celles formulées contre le recensement chilien. Sur la foi d’une enquête de l’ECPI, les populations des provinces de Neuquén et de Chubut seraient respectivement à 7 % et à 5 % de souche Mapuche.
Le recensement national argentin de la population de 2010 mit au jour l’existence, dans l’ensemble du pays, de 205 009 personnes se reconnaissant comme Mapuches, dont 39 869 dans la province de Río Negro, 39 634 dans celle de Neuquén, 36 706 dans l’intérieur de la province de Buenos Aires, 31 771 dans la province de Chubut, 21 041 dans l’agglomération de Buenos Aires, 6806 dans la ville de Buenos Aires, 6132 dans la province de Mendoza, 4973 dans celle de Córdoba, 4408 dans celle de Santa Cruz, 4261 dans celle de La Pampa, 3084 dans celle de Santa Fe, 1280 dans celle de San Luis, 975 dans celle de Terre de Feu, 923 dans celle d’Entre Ríos, 562 dans celle de Misiones, 437 dans celle de Tucumán, 417 dans celle de San Juan, 325 dans celle de La Rioja, 302 dans celle de Catamarca, et enfin 220 dans celle de Corrientes,.
Dans la province de Buenos Aires, dans les partidos de General Viamonte (Los Toldos) et de Rojas, respectivement à 280 et 220 km à l’ouest de Buenos Aires, subsiste une communauté mapuche semi-acculturée descendant du boroano Ignacio Coliqueo, qui fut reconnu comme « cacique principal des Mapuches amis et colonel de l’armée nationale » argentine et qui se vit accorder, lui et toute sa tribu, la propriété de deux lieues de terre,. Dans cette communauté, la Guillatún (cérémonie propitiatoire traditionnelle) a cessé de se pratiquer et seuls quelques-uns parlent encore le mapuzungun ; toutefois, les Mapuches de cette zone ont engagé un processus de récupération de leurs racines et une des trois écoles primaires de la communauté enseigne la langue Mapuche.
La Confédération mapuche de Neuquén, fondée en 1970, regroupe les communautés rurales mapuches de la province de Neuquén, et ses autorités sont élues lors d’un trahun (« parlement ») tous les deux ans. Particulièrement importante est leur présence dans le Parc national Lanín, où vivent entre 2500 et 3 000 personnes, répartis dans 7 communautés (Aigo, Cañicul, Cayún, Curruhuinca, Lefimán, Ñorquinko et Raquithue), sur des territoires qui s’étendent sur quelque 24 000 ha et qu’ils considèrent comme les leurs propres.
La liste des communautés rurales araucanes existant dans la province de Neuquén en 2003 s’établit comme suit, :
- Département d'Aluminé : Aigo, Catalán, Currumil, Lefiman (*), Ñorquinko, Plácido Puel (*), Puel, Salazar, Tayiñ Rakizuam (*).
- Département de Catán Lil : Cayulef, Cayupán, Filipin, Paineo, Rams, Zúñiga.
- Département de Collón Curá : Ancatruz, Namuncurá.
- Département de Confluencia : Kaxipayiñ, Paynemil, Purrán (*), Ragiñ Ko.
- Département de Huilliches : Atreuco, Cañicul, Chiuquilihuin, Linares, Painefilu, Raquithue.
- Département de Lácar : Cayún, Curruhuinca, Vera.
- Département de Loncopué : Kilapi, Mellao Morales, Millaín.
- Département de Minas : Antiñir Pilquiñan.
- Département de Ñorquín : Colipilli, Manqui, Maripil (*).
- Département de Picún Leufú : Marifil.
- Département de Picunches : Cheuquel, Milaqueo.
- Département de Zapala : Antipan, Gelay Ko (*), Gramajo, Kalfucurá, Quinchao, Wiñoy Folil (*), Zapata.

(*) communautés de constitution récente.
Dans la province de Río Negro, les communautés mapuches se sont groupées dans la Coordination du parlement du peuple mapuche de Río Negro (en espagnol Coordinadora del Parlamento del Pueblo Mapuche de Río Negro). Fin 2002, les communautés rurales et urbaines de cette province s’énuméraient comme suit : Cañumil ; Anekon Grande ; Cerro Bandera (Quimey Piuke Mapuche) ; Quiñe Lemu (Los Repollos) ; Wri Trai ; Tripay Antu ; Ranquehue ; Monguel Mamuell ; Pehuenche (Arroyo Los Berros) ; Makunchao ; Centro Mapuche Bariloche ; Trenque Tuaiñ ; San Antonio ; Los Menucos ; Putren Tuli Mahuida ; Ngpun Kurrha ; Peñi Mapu ; Cerro Mesa-Anekon Chico ; Lof Antual ; Wefu Wechu (Cerro Alto) ; Cañadón Chileno ; Lof Painefil ; Cai–Viedma ; Fiske Menuco ; Kume Mapu ; Aguada de Guerra ; Tekel Mapu ; Carri Lafquen Chico Maquinchao ; Laguna Blanca ; Río Chico ; Yuquiche ; Sierra Colorada.
Dans la province de Chubut réside la communauté Limonao et des groupes métissés de Mapuches et de Tehuelches, produits de l’araucanisation, qui se nomment eux-mêmes Mapuche-Tehuelche.
La province de Santa Cruz compte également des communautés Mapuche-Tehuelche, au nombre de quatre : à Caleta Olivia (Willimapu), à Río Gallegos (Aitué), à Río Turbio (Millanahuel) et à Puerto Santa Cruz (Fem Mapu),.
Par suite de la campagne militaire dite Conquête du Désert, les Pehuenches disparurent virtuellement en tant que peuple sur le territoire argentin, nombre d’entre eux ayant probablement franchi la Cordillère des Andes à destination du Chili.
Dans la province de Mendoza, des groupes pehuenches ont commencé à s’organiser à partir de 2007, en élisant un werkén (« porte-parole ») et en mettant sur pied deux lofs (« communautés ») dans le département de Malargüe, auxquelles la personnalité juridique fut accordée en 2009; ce sont :
- Kupan Kupalme (ou Juan Cupalme, dans la zone est de la Payunia)[51].
- Malal Pincheira (dans les Castillos de Pincheira et sur la rivière Buta Mallín)[52].

À partir de 1995, par le biais d’une inscription officielle dans le Registre national des communautés autochtones (Renaci), l’Institut national des affaires autochtones (INAI) commença à attribuer la personnalité juridique à des communautés autochtones, en particulier mapuches :
- Dans la province de Chubut :

Communauté autochtone Emilio Prane (2 décembre 1996), Communauté autochtone Huisca Antieco (dans le département de Futaleufú, 7 novembre 1996), Communauté autochtone Huangelén Puelo (dans le département de Cushamen, 28 septembre 2000), Communauté mapuche Motoco Cárdenas (dans le département de Cushamen, 10 juin 2004), Communauté mapuche Enrique Sepúlveda (dans le département de Cushamen, 23 février 2005), Communauté mapuche Fentren Peñi (sur les sites Mina de Indio et Colonia Pastoril Cushamen (Colonie pastorale Cushamen), département de Cushamen, 27 novembre 2013).
- Dans la province de Neuquén :

Groupement mapuche Cañicul (26 juin 1996), Communauté autochtone Cayun (3 juillet 1996), Communauté autochtone Raquitue (26 juillet 1996), Communauté Kallfukura (dans le département de Zapala, 15 octobre 1997), Communauté Kaxipayiñ (dans le département d'Añelo, 15 octobre 1997), Communauté autochtone Ñorkinko (8 juillet 1997), Communauté mapuche Lof Gelay Ko (dans le département de Zapala, 19 juillet 2002), Communauté Lof Lefiman (dans le département d'Aluminé, 19 juillet 2002), Communauté Lof Lonko Purran (dans le département de Zapala, 19 juillet 2002), Communauté lof Maripil (dans le département de Ñorquín, 19 juillet 2002), Communauté Lof Wiñoy Folil (dans le département de Zapala, 19 juillet 2002), Communauté Lof Wiñoy Tayin Rakizuam (dans le département d'Aluminé, le 19 juillet 2004), Lof Kinxikew (dans le département de Los Lagos, 9 janvier 2006), Lof Zuñiga (dans le département de Catán Lil, 9 janvier 2006), Lof Paichil Antreao (dans le département de Los Lagos, 5 juin 2007), Communauté Huenctru Trawel Leufú (dans le département de Picún Leufú, 22 avril 2008), Lof Newen Mapu (dans le département de Confluencia, 12 novembre 2009).
- Dans la province de Río Negro :

Communauté autochtone du peuple mapuche Thripan Anty (dans le département de Bariloche, 10 août 1998), Communauté mapuche Lof-Leufuche (dans le département d'El Cuy, 31 août 2000), Communauté mapuche Lof Wiritray (dans le département de Bariloche, 22 mars 2000), Communauté mapuche Lof Ranquehue (dans le département de Bariloche, 28 avril 2003), Communauté mapuche Tequel Mapu (dans le département de Bariloche, 13 janvier 2005).
- Dans la province de La Pampa :

Communauté ranquel Manuel Baigorrita (dans le département de Loventué, 15 septembre 1999).
- Dans la province de Mendoza :

Communauté mapuche Mapudungun (dans le département de Las Heras, 6 juin 2002), Lof Kupan Kupalme (dans le département de Malargüe, 19 mai 2009), Lof Malal Pincheira (dans le département de Malargüe, 19 mai 2009), Lof Poñiwe (sur le site El Alambrado, département de Malargüe, 11 mars 2014), Lof Buta Mallín, site Buta Mallín dans le département de Malargüe, 18 mars 2014).
- Dans la province de Buenos Aires :

Communauté urbaine Peñi Mapu - Hermanos de la Tierra (dans le partido d'Olavarría, 25 septembre 2003), Communauté mapuche de Junín (dans le partido de Junín, 6 janvier 2004), Communauté mapuche Gualmes de Malvinas Argentinas (dans le partido de Malvinas Argentinas, 27 janvier 2004), Lof Kuripan-Kayuman (dans le partido de Bahía Blanca, 19 août 2005), Communauté Antu Ruca (dans le partido de Patagones, 20 juillet 2009), Communauté mapuche Ñuque Mapu del Campo La Cruz (dans le partido de Junín, 28 janvier 2009).
- Dans la province de Santa Cruz :

Communauté mapuche Millaqueo (à Las Heras et sur le site Villa Picardo dans le département de Deseado, 25 mars 2014), Communauté mapuche Limonau (à Las Heras et à Laguna Sirven, département de Deseado, 20 décembre 2012).
- Dans la province de Mendoza (entités mapuche-pehuenche) :

Lof El Altepal (sur les rives du fleuve Malargüe, département de Malargüe, 11 mars 2014), Lof Laguna Iberá, sur le site El Morro, département de Malargüe, 18 mars 2014).
- Dans la province de Santa Cruz (entités mapuche-Tehuelche) :

Communauté Nehuen Mulfuñ (à Pico Truncado dans le département de Deseado, 25 mars 2014).
- Dans la province del Chubut (entités mapuche-Tehuelche) :

Communauté autochtone Vuelta del Río (dans le département de Cushamen, 24 février 1997).
- Dans la province de Río Negro (entités mapuche-Tehuelche) :

Communauté autochtone Río Chico (dans le département de Ñorquincó, 1er septembre 2000).
- Dans la province de Buenos Aires (entités mapuche-Tehuelche) :

Tehuelche Callvu Shotel (dans le partido de La Plata, 18 mai 2010).
Depuis 2009, la Province de Santa Fe recense les communautés autochtones dans le Registre spécial des communautés aborigènes de la province de Santa Fe (en espagnol Registro Especial de Comunidades Aborígenes, acronyme RECA) de l’Institut provincial des aborigènes de Santa Fe, leur octroyant à l’échelon provincial la personnalité juridique, et ainsi notamment à une communauté mapuche : la Communauté Xavn Inay Leufv (dans la ville de Rosario, département de Rosario, 26 novembre 2015).

## Identités territoriales et ethnies

La Guñelve (es) symbolise l’étoile de l'aube (étoile d’Arauco, la planète Vénus)[56]
Ancien drapeau mapuche avec l’Étoile d’Arauco  utilisé par Lautaro et dont allait s’inspirer plus tard O'Higgins pour concevoir l’actuel drapeau du Chili
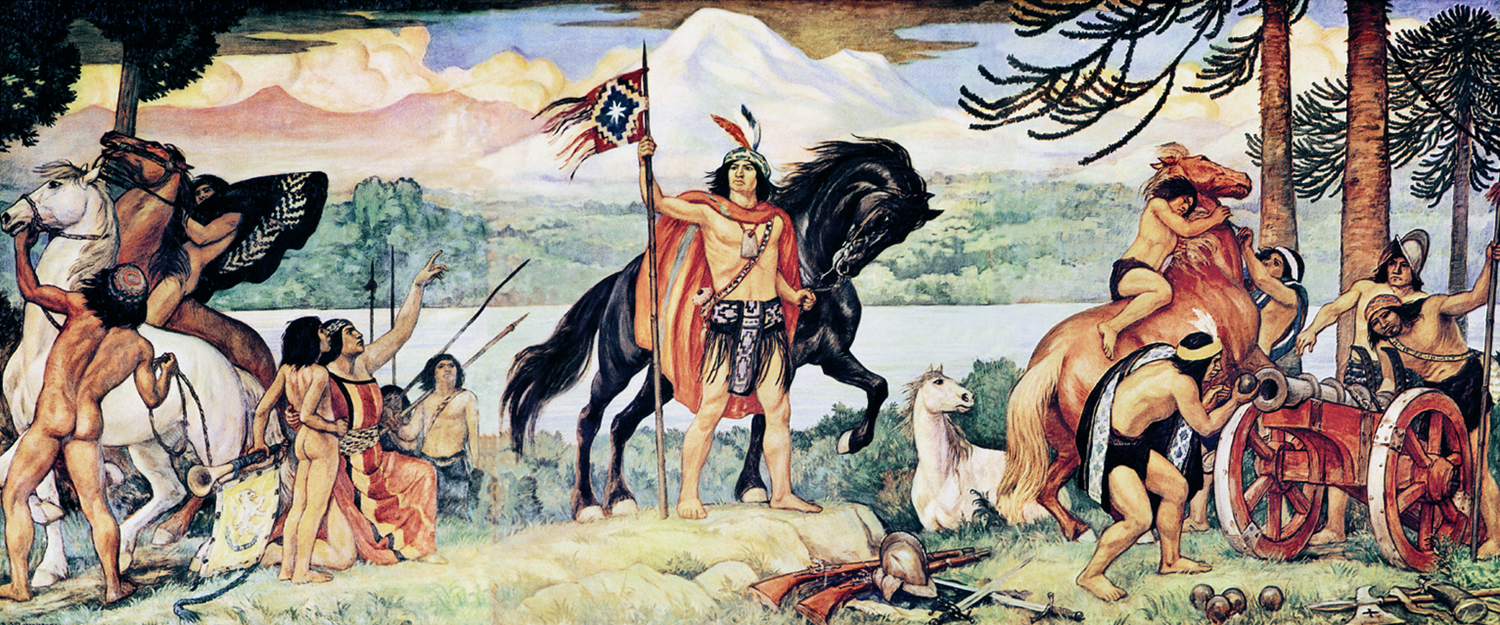
Pedro Subercaseaux, Le jeune Lautaro brandissant le drapeau à la Guñelve
Symbole Meli Witran Mapu (les quatre points cardinaux de la cosmogonie mapuche)
Le drapeau Wenufoye (es), créé en 1992 par le Conseil de toutes les terres

### Principaux groupes
Quelques études contemporaines répartissent les autochtones de langue mapuche en plusieurs groupes selon le territoire qu’ils occupent et sur la base de certaines différences culturelles dérivées de cette localisation.
Néanmoins, pour l’ensemble des chercheurs, tous sont Mapuches, et ne se différencient plus guère, ainsi qu’il appert de la liste ci-dessous, que par le lieu géographique où ils sont établis. 
Les dénominations assignées à ces groupes sont déictiques et s’entendent par rapport au point de référence que sont les Mapuches d’Araucanie :
- Picunches (gens du nord) : établis entre les fleuves Choapa et Maule (territoire ayant pour nom Pikun Mapu). Une partie de ce groupe, les Promaucaes (es), s’était autrefois pacifiquement mélangé à l’Empire inca[57]. Leur principale activité économique était l’agriculture, pratiquée selon un système d’agriculture itinérante. Ils s’adonnaient en outre à l’élevage de lamas et connaissaient la poterie en grès. Ils se constituèrent comme peuple par acculturation et métissage avec les colonisateurs espagnols ; de ce mélange est issue la majeure partie de la population qui habite la zone centrale du Chili. D’autres groupes identifiés par les Espagnols, en plus des Promaucaes, étaient les Mapochoes, les Maules et les Cauquenes.
- Araucans ou Mapuches (au sens strict) : établis entre le fleuve Maule et le lac Llanquihue. D’après les chroniques, ils furent les protagonistes de la guerre d'Arauco, résistant avec succès aux tentatives de conquête, d’abord des Incas, puis des Espagnols. Les Mapuches de l’autre versant des Andes les nommaient les Moluches (nguluche) (‘gens de l’ouest’)[58].
- Huilliches (gens du sud) : établis entre le lac Llanquihue et la grande île de Chiloé. Leur économie (et leur alimentation principale) était basée sur la culture de la papa, du maïs et du haricot, mais ils s’adonnaient aussi à la chasse et à la pêche, et récoltaient des fruits de mer et des algues marines sur le littoral de l’océan Pacifique et sur les plages de la mer intérieure de Chiloé. Les Huilliches dans le sud, de la même manière que les Promaucaes dans le nord, se mélangèrent à d’autres peuples autochtones parlant un idiome différent, les Chonos[57].

Les Huilliches allaient certes continuer à parler le mapudungun, mais avec des différences de prononciation et de vocabulaire, et la forme moderne de ce dialecte, parlée sur la côte d’Osorno, est connue aujourd’hui sous le nom de chesungun. Certains Huilliches ont été appelés Cuncos (dans la zone du canal de Chacao), Juncos (dans les plaines d’Osorno), et Payos (originaires du sud de l’île de Chiloé). Ce dernier groupe se composait alors d’agriculteurs et de pêcheurs, parlant la langue mapuche, mais formant soit une branche des Huilliches, soit un groupe au départ distinct ayant ensuite assimilé la culture mapuche.
- Pehuenches (gens du pehuén) : au XVIe siècle, les dénommés Pehuenches anciens occupaient les régions montagneuses des deux côtés de la cordillère des Andes ; lors de l’expansion mapuche, ces tribus furent les premières à adopter la langue et une partie des coutumes mapuches. Jusqu’à la fin du XIXe siècle, la région était peuplée uniquement d’individus de langue mapuche et de culture mixte[59].

Les Pehuenches anciens sont décrits de haute taille, minces, agiles, et de teint sombre. Ils avaient de nombreux rapports avec leurs voisins huarpes, apprenant d’eux les techniques de la vannerie. Leurs vêtements ont pu être confectionnés en cuir et s’orner de plumes de nandous ou d’autres oiseaux.
La mise en place des États argentin et chilien amena les autorités de ces deux jeunes pays à instaurer un contrôle plus serré à leur frontière commune, entravant ainsi la libre circulation des autochtones. À l’heure actuelle, cette peuplade est installée entre la VIIIe et la IXe région du Chili, et toujours dans la cordillère. En fonction de la saison, ils occupent des positions plus en hauteur ou plus en aval des montagnes. En hiver, par exemple, ils évitent les températures basses en descendant vers les vallées. Leurs moyens de subsistance sont les cueillettes estivales et les produits obtenus par l’élevage.
- Lafquenches (es) (gens de la côte ou de la mer) : le territoire lafquenche est constitué des eaux côtières de l’océan Pacifique chilien, de la bande littorale, des pentes de la Cordillère côtière et des abords du lac Budi[60],[61].

Actuellement, il subsiste des communautés lafkenches dans le sud de la province d’Arauco. Elles parlent espagnol et mapudungun et se vouent principalement à la pêche artisanale.

Drapeau huilliche de Chiloé
Drapeau pehuenche
Drapeau lafquenche

### Principaux peuples araucanisés
À partir du milieu du  XVIIe siècle, après que la guerre d’Arauco se fut faite moins intense, le commerce entre Araucans et criollos (colons espagnols nés dans les colonies) commença à se développer. Le bétail dérobé et le sel extrait dans la pampa étaient vendus par les Araucans aux criollos du Chili et de Buenos Aires, ce qu’ils étaient en mesure de faire grâce à un autre apport de l’Espagne : l’utilisation du cheval. Au moyen du cheval, les Mapuches pouvaient faire parcourir au bétail, en un temps relativement court, l’immensité de la pampa, vaste territoire herbu et presque inhabité.
En même temps, les Mapuches se mirent à pratiquer l’élevage d’ovins et de bovins, animaux sur lesquels ils avaient réussi à mettre la main par des malones (razzias) tant aux dépens des Espagnols que des Tehuelches et des Pampas. Ils nouèrent aussi des liens commerciaux avec les peuples habitant à l’est des Andes, avec qui ils échangeaient du bétail et des marchandises, principalement le sel.
Les migrations de peuples autochtones, notamment celles des peuples mapuche et Tehuelche, étaient motivées en grande partie par le commerce, tant avec d’autres autochtones qu’avec les criollos. Il arrivait que des peuples différents se disputent la maîtrise des principales routes commerciales, mais le processus de « mapuchisation » a pour origine, dès avant le milieu du XVIIIe siècle, le fait totalement pacifique que des foires se tenaient à El Cayrú et à Chapaleofú, dans les montagnes de la pampa humide (actuelle Argentine), lieux d’une très importante activité commerciale et d’échange de produits entre les habitants des plaines pampéennes et des montagnes de l’actuelle province de Buenos Aires, ceux de la Patagonie septentrionale et ceux des deux versants de la cordillère des Andes. 
Lors des foires d’El Cayrú et de Chapaleofú (appelées « ferias de los ponchos » par les jésuites de l’époque qui les ont consignées, comme p.ex. Thomas Falkner) s’échangeaient divers types de marchandises, allant de produits de l’élevage et de l’agriculture aux produits vestimentaires, tels que les ponchos. 
El Cayrú se trouvait dans la partie la plus occidentale du Système de Tandilia (sur le territoire de l’actuel partido d’Olavarría), tandis que Chapaleofú fait référence à la zone le long de la rivière homonyme coulant dans l’actuel partido de Tandil. 
Ainsi se produisit-il, dès le milieu du XVIIIe siècle et parallèlement à ces mouvements de personnes dans le cadre des échanges de marchandises, une certaine interpénétration culturelle entre différents peuples habitant des territoires s’étendant de la pampa humide jusqu’à la zone bordant la cordillère des Andes (sur son versant tant oriental qu’occidental) et jusqu’au littoral pacifique, en passant par la Patagonie septentrionale. 
Ces déplacements seront l’amorce de l’échange culturel et de mouvements migratoires entre les différents peuples, dont en particulier les Tehuelches, les Ranquels et les Mapuches. 
Cette influence mapuche, commerciale à l’origine, puis reposant sur des alliances, finit par exercer un fort impact culturel sur les Tehuelches et d’autres peuples, et donnera lieu à qu’on la nomme aujourd’hui « mapuchisation » ou « araucanisation » des Pampas et de la Patagonie. 
Une bonne part des Tehuelches allaient faire siennes tout un ensemble de coutumes des Mapuches, de même aussi que leur langue, pendant que les Mapuches pour leur part allaient adopter pour partie le mode de vie Tehuelche (comme p.ex. s’abriter dans des tolderías, campements de tentes), par suite de quoi les différences entre les deux groupes s’estomperont progressivement, à telle enseigne que leurs descendants s’appellent eux-mêmes aujourd’hui Mapuche-Tehuelches. 
L’araucanisation, c’est-à-dire l’assimilation et le métissage par les Mapuches des peuples vivant à l’est des Andes, fut un processus complexe et graduel, s’étendant sur plusieurs générations.
Cependant, l’araucanisation fut aussi en partie la conséquence de guerres de conquête. 
Avec l’adoption de l’élevage, et le nouveau mode de vie qui en résulta, les peuples des pampas virent leurs effectifs de population augmenter, ce qui provoqua entre des groupes rivaux une série de conflits autour des ressources. 
Cela facilita la guerre de conquête des Mapuches et la subséquente acculturation de nombreuses tribus à ces mêmes Mapuches.
Si, à partir du XVIe siècle, les Tehuelches avaient su, grâce au cheval, réaliser depuis le sud une expansion en propageant leur culture par toute la pampa, ce processus d’expansion territoriale et culturelle fut bloqué vers le milieu du XVIIIe siècle par l’arrivée des Araucans.
Vers 1820 eut lieu la plus grande migration de Mapuches vers l’actuel territoire argentin, lorsqu’environ 40 000 Borogas franchirent les Andes, conséquence indirecte de la Guerre à mort entre les troupes royalistes espagnoles et les forces patriotes dans le sud du Chili.
Les principaux peuples araucanisés s’énumèrent comme suit :
- les Chonos : vivant au sud de Chiloé (archipel des Chonos), emmenés par les missionnaires vers les îles et ayant adopté le mode de vie huilliche. Il est conjecturé que les Payos pourraient avoir été des Chonos ultérieurement mapuchisés.
- les Poyas, y compris les Vuriloches, plus tard « poyuche », habitant, et leurs descendants habitent encore, les étendues montagneuses dans le sud de la province argentine de Neuquén et dans le nord-ouest de la province de Río Negro, principalement.
- les Puelches (gens de l’est) : si les Mapuches donnaient ce nom à différents groupes à l’est des Andes, il est néanmoins d’usage en espagnol de désigner par ce terme ceux que se nomment eux-mêmes gününa küne. Ils se groupaient en familles étendues, dirigées par un cacique. Les familles pratiquaient la monogamie, quoique les caciques et les individus importants fussent autorisés à avoir plusieurs épouses. Ils étaient de haute stature et de visage allongé, qu’ils avaient coutume de déformer artificiellement chez leurs bébés. Leur mode de vie était nomade et leur alimentation principale était obtenue à partir du guanaco et du nandou, qu’ils chassaient à l’arc et à la flèche et au moyen de boleadoras. D’autre part, ils cueillaient des racines et des semences et savaient préparer des boissons alcoolisées. Ils s’abritaient dans des toldos (tentes) faites de peaux, et leur vêtement était le quillango, pelisse confectionnée avec la peau du guanaco, le poil tourné en dedans, qu’ils ornaient de dessins géométriques sur sa face extérieure. Ils assujettissaient leur chevelure avec un bandeau et se chaussaient de mocassins de cuir. Ils avaient aussi coutume de se peindre le visage à certaines occasions.
- les Ranqueles (rangkülche, ‘gens des cannes’ ou ‘gens du roseau’) : les Ranquels surgirent de la mapuchisation de groupes apparemment liés aux Puelches. Au XIXe siècle, en particulier au temps du cacique Calfucurá, ils jouèrent un rôle très actif dans les guerres et les incursions contre la population argentine de la province de Buenos Aires.
- les Tehuelches : ils vivaient en Patagonie, au nord du détroit de Magellan, majoritairement sur l’actuel territoire argentin. Les Mapuches désignaient tous les Tsoneks, appelés Patagons par les Espagnols, du nom de Chewelche, « gens vaillants », en raison de la résistance qu’ils opposèrent à  l’expansion mapuche à l’est des Andes. Leur structure socio-politique était lignagère, c’est-à-dire reposait sur la reconnaissance de lignages, dirigés chacun par un chef, et s’appuyait sur des chamanes. Leurs croyances religieuses simples postulaient la présence dans leur monde d’esprits bienveillants à l’origine de la joie et d’esprits malveillants provoquant dommages et maladies. Ils inhumaient les défunts, et avec eux leurs possessions, dans des tombes creusées dans le sol ou dans des cavernes qu’ils couvraient de pierres. Leur économie était tributaire de la chasse au guanaco et au nandou, pour laquelle ils faisaient usage de leurs fameuses boleadoras, et de la cueillette de tous types de racines et de semences sylvestres. Ils s’habillaient de capes en peau de guanaco serrées à la taille par un bandeau, et se couvraient les pieds avec une sorte de mocassins de cuir très épais.

Certains auteurs classent les Patagons comme ramification mapuche ; d’autres au contraire considèrent que les différences culturelles, comme p. ex. celles linguistiques, entre Patagons et Mapuches sont rédhibitoirement importantes. Il est certain que la relation entre Tehuelches et Araucans en fut une continuellement belliqueuse. Les Tehuelches septentrionaux, inférieurs en nombre et en tactique de combat, n’eurent d’autre issue, devant l’invasion mapuche de Comahue et de la région pampéenne, que de se replier vers le sud ; les survivants demeurés sur place seront majoritairement acculturés.
Vers 1870, les Patagons continuaient à livrer de farouches combats contre les Araucans dans les environs du fleuve río Chubut, zone qui restera la limite méridionale de l’expansion mapuche. Cette guerre entre Tehuelches (ou Patagons) et Mapuches (ou Araucans) a pu être regardée comme une sorte de génocide perpétré par les seconds contre les premiers.
Au XXIe siècle, les subdivisions retenues pour les groupes autochtones apparaissent légèrement différentes. Le point de référence des dénominations sera désormais toujours l’angle de vue des Mapuches de la IXe Région chilienne, plus particulièrement de la province de Cautín :
- Le terme de Mapuche est à présent d’usage général, avec des distinctions faites occasionnellement entre les ramifications ethniques. On continue à confondre Mapuche et Araucan, tandis que le mot moluche est tombé en désuétude.
- Il n’existe plus de représentants du peuple picunche, vu qu’ils ont été totalement acculturés pendant l’époque espagnole, constituant aujourd’hui dans une large mesure l’un des substrats originaires de la population de la vallée centrale du Chili, cependant que les Mapuches continuent d’utiliser ce terme, dans son sens littéral, pour désigner une communauté établie plus au nord que le locuteur.
- Dans les provinces chiliennes d’Osorno et de Chiloé est implanté le peuple huilliche. Occasionnellement, les Huilliches de Chiloé préfèrent nommer Veliches aussi bien eux-mêmes que la variante de la langue mapudungun qu’ils utilisaient jusqu’à la fin du XIXe siècle.
- Dans les provinces chiliennes de Malleco et de Cautín sont utilisés les noms de Nagche (gens d’en bas), pour les habitants de la Vallée centrale et Wenteche (gens d’en haut), pour ceux habitant dans la précordillère andine ; ces deux dénominations ont une signification territoriale plutôt que culturelle.

## Territoire historique

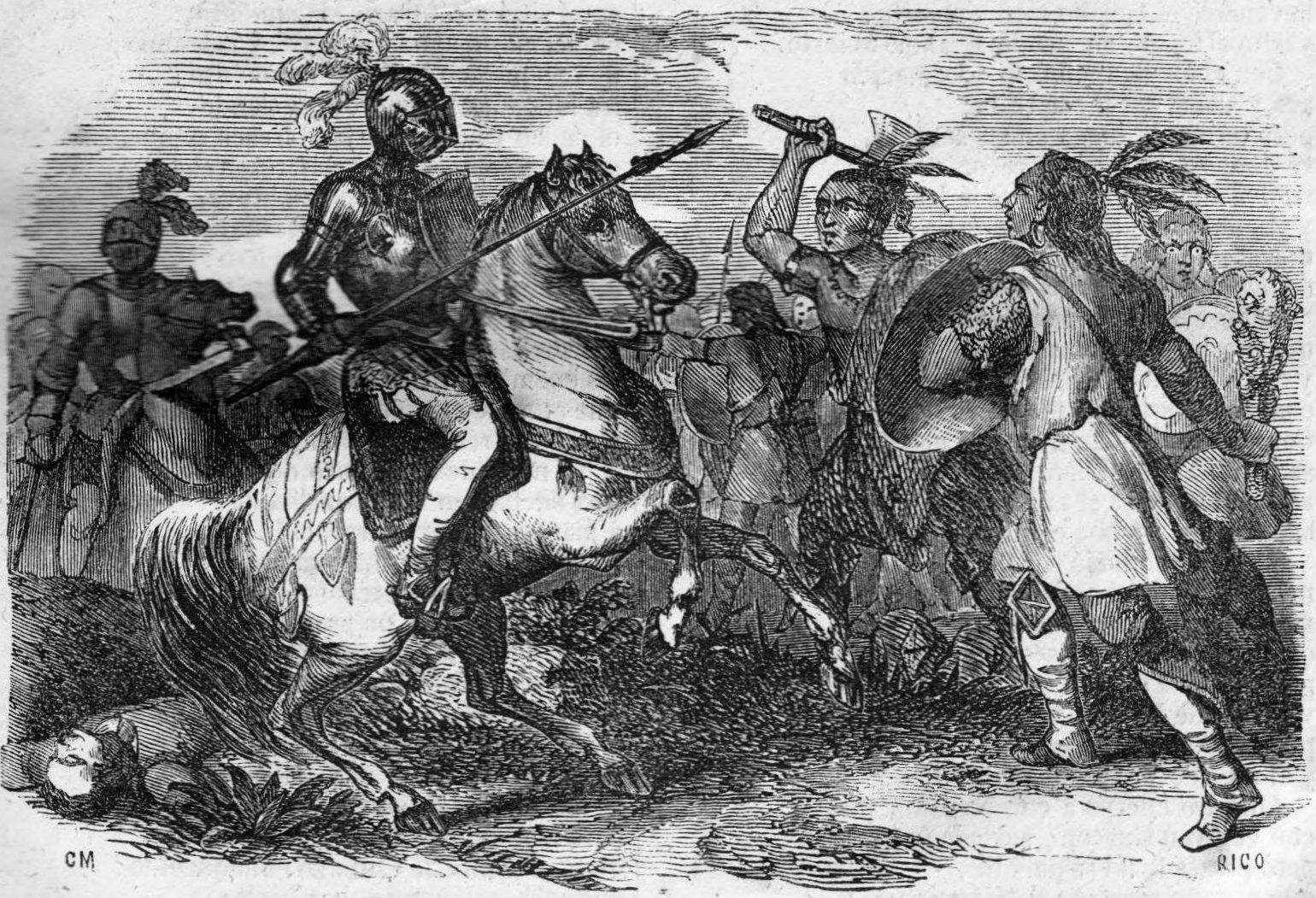
Combat inégal entre Espagnols et Mapuches durant la Guerre d'Arauco.

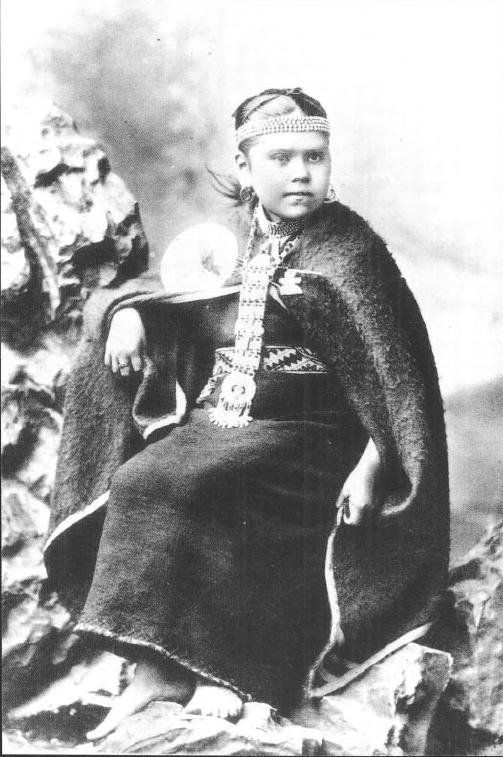
Fille du lonco Quilprán en 1868. Photographie parue dans l’Annuaire du Chili en 1900.

Les Mapuches (ou Araucans) n’ont jamais formé un peuple uni, mais se présentaient plutôt comme une juxtaposition de tribus parlant une langue commune, le mapudungun. Le concept de nation mapuche ne commença à apparaître que vers la fin du XIXe siècle, au cours du processus de conquête des territoires mapuches par le Chili et l’Argentine,.
Le territoire revendiqué par les Mapuches est appelé par ceux-ci Mapuche Wallontu Mapu, ou plus simplement Wallmapu ('terre entourante, ceinturante'), et se divise en deux parties, séparées par le Pire Mapu (ou cordillère des Andes) : le Ngulu Mapu et le Puel Mapu. Ces deux parties se subdivisent à leur tour en portions de territoire dénommées fütanmapus (ou butanmapus), qui coïncident jusqu’à un certain point avec les butanmapus (confédérations militaires) de la guerre d'Arauco.

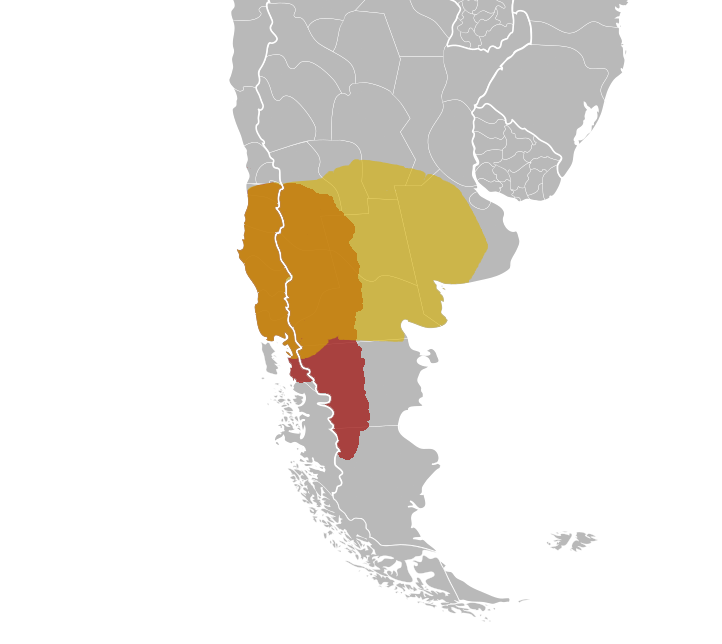
Territoire du peuple mapuche : Wallmapu

### Ngulu Mapu
Le Ngulu Mapu (terre de l’ouest), qui fait partie de l’actuel Chili et qu’habitent les Nguluches, s’étend du río Limarí au nord jusqu’à l’île de Chiloé et l’anse de Reloncaví au sud, et entre l’océan Pacifique (ou Füta Lafken) à l’ouest et la cordillère des Andes à l’est.
Le Ngulu Mapu se subdivise en les fütanmapu suivants :
- le Pikun Mapu (terre du nord)[74] : sis entre les fleuves Limarí et Biobío, il fut autrefois habité par les Picunches (gens du nord), peuplade aujourd’hui éteinte, dont les effectifs se situaient entre 110 000 et 220 000 personnes[75],[76].
- le Nag Mapu (terre d’en bas) ou Lelfun Mapu (terre des plaines)[77] : délimitée par les fleuves Biobío et Toltén, cette portion de territoire était habitée par les Nagches, « ceux d’en bas », « ceux des plaines » (ces plaines étant celles de la Vallée centrale), qui étaient au nombre de 227 000 environ en 1545, dont 45 000 guerriers[78]. Ce sont eux qui eurent à supporter la plus grande part de l’effort de guerre contre les Européens, les batailles tendant en effet à se concentrer dans le Purén et dans la province d'Arauco. Leurs principaux rivaux étaient les Wenteches, avec lesquels Espagnols et criollos les confondaient volontiers[79].
- le Wente Mapu (terre des vallées)[77] : cette zone, située sur les hauteurs de la pré-cordillère des Andes, dans les provinces de Malleco et de Cautín, à l’est de la cordillère de Nahuelbuta, accueillait les Moluches et les Wenteches, qui étaient environ 227 000 en 1545[78].
- le Lafken Mapu (terre maritime)[80] : région sise entre les fleuves Biobío et Toltén, dans la province de Cautín, et entre les baies de Mehuín et de Corral, dans la province de Valdivia. Elle était peuplée par les Lafkenche ou « gens de la mer », établis dans la région côtière à l’ouest de la cordillère de Nahuelbuta. Ils pourraient avoir compté jusqu’à 500 000 habitants, si l’on en croit les sources espagnoles faisant état d’armées mapuches côtières de 100 000 guerriers.
- le Inapire Mapu (terre confinant aux neiges) ou Wichan Mapu (terre des mornes) : zone de la précordillère entre les fleuves Biobio et Toltén, peuplée par quelque 227 000 individus en 1545.
- le Pewen Mapu (terre des araucarias) ou Pire Mapu (terre des neiges)[81] : sis dans le haut Biobío et, en Argentine, dans le sud de la province de Mendoza et le nord de celle de Neuquén, ce territoire était habité par les Pehuenches ou gens du Pehuén. Ils étaient au nombre de 40 000 personnes[82].
- le Willi Mapu (terre du sud)[83] : habité par les Huilliches ou « gens du sud », entre le fleuve Toltén, l’anse de Reloncavi et Chiloé. Sa population est estimée à 180 000 autochtones en 1535.
- le Futa Willi Mapu (grand territoire du sud) ou Chawra kawin (ensemble de la chaura)[84] : la région au sud du fleuve Río Bueno. Quelques historiens incluent dans l’ethnie mapuche les Cuncos, pour la raison qu’ils parlaient mapuzungun. Il s’agit ici de 100 000 personnes encore[85].

Distribution des populations pré-hispaniques au Chili (carte pivotée de 90° ; le nord est à droite).

### Puel Mapu
Le Puel Mapu (terre de l’Est), qui fait partie de l’actuelle Argentine et était habité par les Puelches (au sens géographique, non historique), s’étend entre les rivières Cuarto et Diamante au nord, et les fleuves Limay et Negro au sud, et entre la cordillère des Andes à l’ouest et le fleuve río Salado de Buenos Aires (ou, vers 1750, la ligne des fortins et villages de San Nicolás de los Arroyos, San Antonio de Areco, Luján et Merlo) et l’océan Atlantique (Ka Füta Lafken) à l’est.
Le Puel Mapu se compose des butanmapus suivants :
- le Mamüll Mapu (terre des mornes)[86] : habitée par les Mamulches ou gens des bosquets de mesquites et des algarrobos, cette zone correspond à la partie sud-ouest de l’actuelle province de Córdoba, à la partie sud-est de celle de San Luis et à la partie centrale et centre-nord-ouest de celle de La Pampa. Ses habitants se mélangèrent aux Ranquels au début du XIXe siècle, sous l’autorité de Carripilún.
- le Rangkül Mapu (terre des roselières) : région peuplée par les Ranquels, « gens des roselières », qui côtoyaient les Mamulches à l’est. Dès le début du XIXe siècle, ils absorbèrent les Mamulches, les Chadiches et d’autres peuples, et leur territoire s’était ainsi agrandi jusqu’à couvrir l’ouest de la province de Buenos Aires, le sud de la province de Santa Fe, le sud de la province de Córdoba, le sud de la province de San Luis, le sud-est de la province de Mendoza, la totalité de la province de La Pampa, et le nord de la province de Río Negro[87].
- le Chadi Mapu (terre des lacs salés) : région située autour du lac Urre Lauquen, dans la zone de dépression dans le sud de la province de La Pampa, et peuplée par les gens de la terre du sel ou sauniers, appelés également Chadiches, qui se laissèrent absorber par les autres peuplades mapuches.
- le Puel Willi Mapu (terre du sud-est)[88] : habitée par les gens du sud-est, les pommiers ou Puelches, cette zone correspond aux territoires de l’ouest du Chubut et du sud du Río Negro et vit se mélanger les peuples mapuche, pehuenche et Tehuelche.

Ces différentes peuplades autochtones établies dans les pampas et parlant mapudungun totalisaient jusqu’à 150 000 personnes avant leur soumission par les troupes argentines.
- le Boroa ('lieu aux ossements') : ses habitants, qui s’étaient déplacés aux alentours de 1820 de l’Araucanie vers les pampas, étaient environ 40 000.

## Histoire

### Origine
L’origine des Mapuches n’a pu être établie avec certitude. La théorie la plus couramment admise, dite autochtoniste, postule une apparition autonome de la culture mapuche au Chili, sans exclure des échanges ultérieurs avec les peuples environnants, y compris avec la sphère incaïque. En effet, vers le Ve siècle existaient déjà dans la Dépression intermédiaire de l’actuel Chili des foyers de civilisation dont on peut suivre le cheminement jusqu’à l’époque moderne, et qui ont pu être les ancêtres de la culture mapuche ; ont ainsi été évoqués, comme possibles prédécesseurs des Mapuches, les groupes à l’origine des cultures bato, El Vergel, llolleo, pitrén et — hypothèse récente (2007) — molle. Des théories plus anciennes tendant à situer l’origine des Mapuches dans la Pampa, dans la zone péruvienne, en Amazonie, voire en Amérique centrale, ont été écartées, faute d’éléments archéologiques, ethnologiques, linguistiques et génétiques pour les appuyer.

#### Hypothèses anciennes
Plusieurs théories concernant l’origine des Mapuches ont eu cours anciennement, dont les trois plus connues, toutes actuellement très contestées cependant, sont les suivantes :
- l'hypothèse de l’archéologue autrichien Osvaldo Menghin, qui proposa en 1909 que les Mapuches seraient originaires de l’Amazonie et qu’ils auraient émigré vers l’Araucanie, en traversant le centre de l’actuelle Argentine pour ensuite franchir la cordillère des Andes. Menghin s’appuyait sur la similitude entre les traits de la civilisation mapuche et ceux d’un sous-groupe ethnique de l’Amazonie.
- la théorie de l’archéologue, ethnologue et folkloriste anglo-chilien Ricardo Latcham Cartwright, laquelle postule que des mouvements migratoires auraient conduit les Mapuches à quitter la Pampa argentine et à venir s’établir, en empruntant les cols andins, sur l’actuel territoire chilien, entre les fleuves Biobío et Toltén[90],[91]. Cette même thèse affirmait que ce faisant les Mapuches, peuple guerrier semi-nomade, s’étaient enfoncés comme un coin entre les Picunches et les Huilliches, peuplades au contraire pacifiques et sédentaires, et jusque-là unis culturellement et territorialement. Selon le même auteur, il y aurait eu deux foyers de peuplement : un premier de pêcheurs et rabouilleurs installés le long de la ligne côtière, qui aurait évolué vers une culture de chasseurs-cueilleurs, et un second, au premier peuplement duquel se serait joint une peuplade venue du nord, beaucoup plus civilisée et maîtrisant bien le travail agricole et l’élevage, en plus du tissage et de la poterie. Au gré des migrations successives, ces groupes se seraient déplacés vers le sud de l’Amérique et auraient dominé les communautés primitives du Chili en leur imposant leurs coutumes, leur religion et leur langue, le mapudungun, encore qu’il y ait des auteurs pour admettre que les envahisseurs aient adopté la langue et une partie de la culture de leurs voisins. Plus tard, l’hypothèse de Latcham fut soutenue par l’historien Francisco Antonio Encina, ce qui la popularisera, car elle passa du coup dans les livres d’histoire des écoles chiliennes.
- la thèse de Tomás Guevara, formulée en 1925, postulant un déplacement du nord vers le sud de groupes de pêcheurs et rabouilleurs ayant des affinités avec la culture Tiahuanaco (implantée sur l’actuel territoire bolivien). Les différences culturelles entre les groupes mapuches du nord, du centre et du sud s’expliqueraient par le contact avec des peuples étrangers envahisseurs, en l’espèce les Incas au XVe siècle et les Espagnols au XVIe siècle. L’universitaire argentin Roberto Edelmiro Porcel s’est rallié à l’hypothèse d’une « origine péruvienne » des Mapuches, les caractérisant comme des Aymaras qui se seraient déplacés vers le sud du Chili à la suite des guerres opposant l’Anti Suyu et le Kunti Suyu (deux des quatre subdivisions de l’Empire inca)[92].

La thèse de Latcham saura s’imposer jusqu’à la seconde moitié du XXe siècle, bien qu’il n’y eût pour la soutenir aucun élément de preuve ni archéologique, ni ethnographique, ni linguistique solide. À l’heure actuelle, il existe un certain consensus en faveur de la théorie dite « autochtoniste », qui tient que l’origine mapuche doit être cherchée dans l’actuel territoire chilien lui-même.

#### Éléments archéologiques, linguistiques et génétiques

##### Données archéologiques
Sur le territoire historique des Mapuches au Chili ont existé autrefois plusieurs cultures anciennes attestées archéologiquement :
- le complexe archéologique d’El Vergel, dont la date est à situer entre les XIIe et XVIe siècles, possède des caractéristiques propres aux cultures de la période agrocéramique tardive du Chili. Compte tenu de la proximité chronologique avec la première apparition de Mapuches documentée historiquement et de la coïncidence géographique, il apparaît quasi certain que le complexe d’El Vergel doit, dès ses origines, être attribué à des hommes de langue mapudungun. Cette culture a un prédécesseur plus ancien encore, à savoir :
- la culture Aconcagua qui, remontant à une période entre les Xe et XVIe siècles, était une civilisation néolithique tardive[93] (à ranger plus spécifiquement dans la période agrocéramique intermédiaire tardive du Chili[94]) et occupait au moment de l’arrivée des Espagnols la région comprise entre les fleuves Aconcagua au nord, plus particulièrement l’étendue appelée vallée de l'Aconcagua, et Cachapoal au sud[95],[96]. Cette culture avait été à son tour précédée par :
- la culture Pitrén, qui se manifesta à partir du VIIe siècle, et par là appartient à la période agrocéramique précoce du Chili. Les communautés classées sous cet intitulé étaient implantées entre le Bío Bío et le lac Llanquihue, dans l’actuelle région des Lacs[97].

##### Données ethnographiques et linguistiques

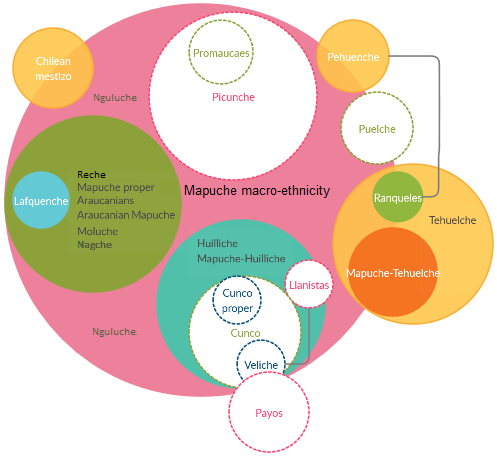
Macro-ethnicité mapuche.

Les Mapuches historiques n’étaient parfaitement homogènes ni culturellement ni linguistiquement, quelques différences mineures se manifestant en effet parmi eux. Les Mapuches au sens large étaient liés aux dénommés Huilliches (groupes méridionaux) et Picunches (groupes septentrionaux), cependant que, ethnologiquement, le peuple mapuche se subdivise en plusieurs sous-groupes, lesquels, pour rappel, s’énumèrent comme suit :
- Picunches :
  - Huaycoches (es), ou Mapochoes, Picunches de la vallée de Santiago du Chili ;
  - Promaucaes (es), Picunches des bassins du Maipo et du Maule.
- Mapuches (au sens propre) ou Araucans :
  - Lafkenches (Mapuches du littoral, du Biobío à Valdivia) ;
  - Nguluches (Mapuches des vallées de l’Araucanie et de l’actuelle province de Valdivia).
- groupes araucanisés (Chili oriental et Argentine) :
  - Pehuenches (peuples araucanisés des Andes) ;
  - Ranquels (Tehuelches et Hets aracaunisés).
- Huiliches :
  - Cuncos (es), sous-groupe mapuchisé.

La langue des Mapuches, le mapudungun (avec sa variété méridionale appelée chesungun) constitue un isolat, c’est-à-dire qu’il n’y a pas de parenté prouvée avec d’autres langues, ni dans la région même, ni en dehors d’elle. Un certain nombre de propositions ont pu être faites sur de possibles apparentements, en particulier avec le gününa yajich ou avec les langues chon, toutefois ces propositions ne résistent pas à un examen critique, et aucune parenté avec les langues circonvoisines n’a finalement pu être retenue. D’autres propositions d’apparentement, qui n’ont jamais été que médiocrement acceptées et ont été depuis lors complètement écartées, comprennent celles formulées par Louisa Stark et Eric Hamp au début des années 1970, en l’espèce avec des langues de Mésoamérique, ou celle, également abandonnée, qui considère le mapudungun comme appartenant au groupe des langues yungas. Le linguiste américain Lyle Campbell, qui a analysé ces hypothèses, a apporté des éléments péremptoires propres à devoir les rejeter. Plus récemment (1978), Mary R. Key a mis en avant un possible lien de parenté avec d’autres langues du Chili méridional, notamment le kawésqar et le yagan (en outre, les thèses de Key mettent ces idiomes en relation avec des langues de Bolivie et du Pérou, thèses qui ne reçurent pas davantage l’adhésion des spécialistes). Joseph Greenberg reprendra sans grand succès quelques-unes des conjectures antérieures en postulant un groupe andin dans lequel il a classé le mapuche aux côtés de quelques-uns des groupes mentionnés ci-dessus. À l’heure actuelle, la plupart des spécialistes considèrent que le mapudungun n’est apparenté à aucune autre langue connue, ce qui tend à appuyer la thèse d’une ethnogenèse distincte du reste des peuples amérindiens d’Amérique du Sud.

##### Données génétiques
Les populations autochtones andines et chiliennes présentent, par rapport à celles de la partie orientale de l’Amérique du Sud, une surreprésentation de certains allèles peu fréquents. Ce phénomène, qui se produit quand la population d’une région est en augmentation constante, s’accorde avec le fait que la région andine avait les plus fortes densités de population depuis l’apparition de sociétés agricoles complexes vers 4000 av. J.-C., tandis que les populations du reste du continent étaient plus fragmentées et avaient en général un niveau plus faible de développement socio-économique et démographique.
Les données archéologiques et génétiques suggèrent que les populations humaines ont pénétré en Amérique du Sud pendant le pléistocène. En outre, les données sur la diffusion génétique laissent supposer que la région andine devait, depuis des temps très reculés, être la plus peuplée, ce que suggèrent également les données archéologiques. D’autre part, ces données indiquent que les populations mapuches, de même que celles du sud du Chili, ont avec les populations autochtones des régions hautes du Pérou une plus grande proximité que, p. ex. les autochtones des zones basses de Bolivie ou de l’Amazonie.

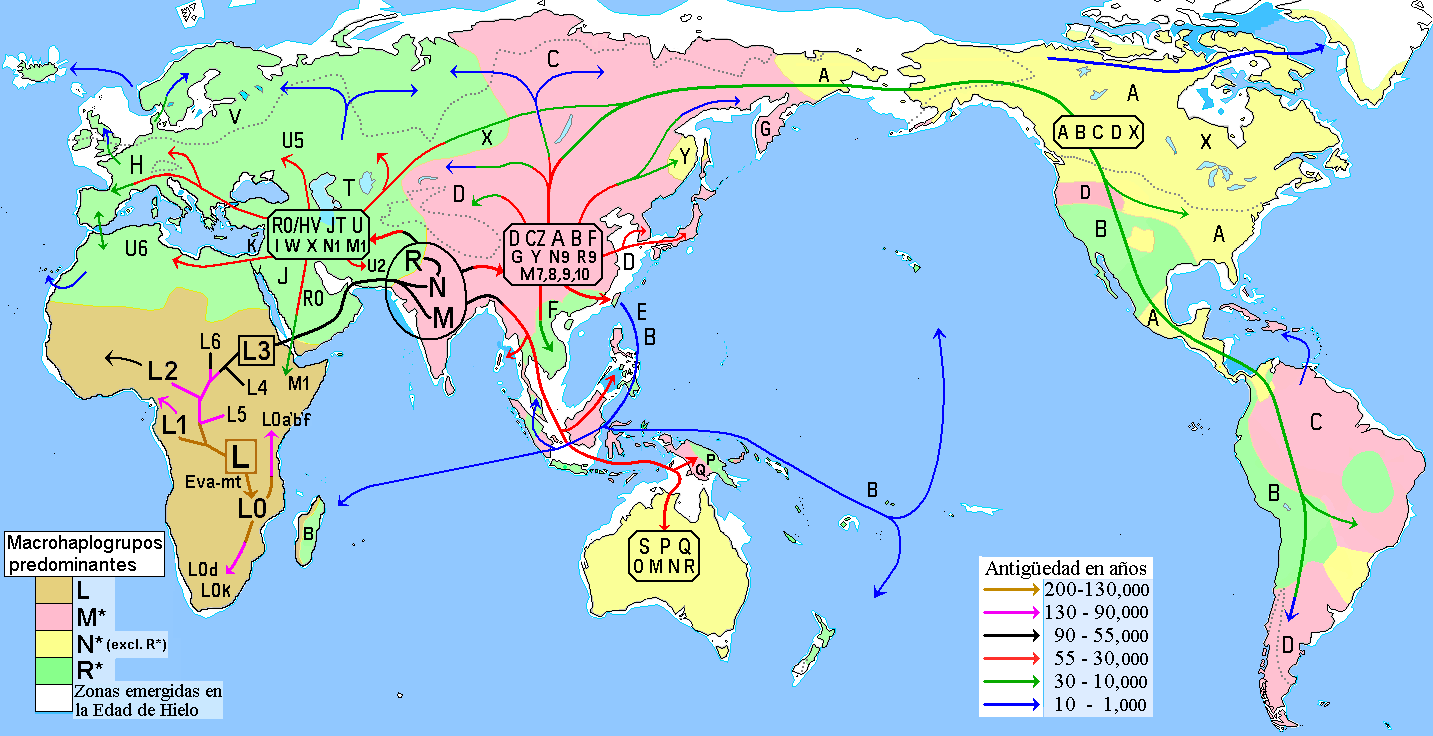
Aires de prédominance du haplogroupe B (en vert) chez les populations natives d’Amérique et d’Extrême-Orient.

Des données complémentaires ont montré que les Mapuches et les Yaghan ne présentent presque jamais l’haplogroupe A (ADNmt), et ne présentent l’haplogroupe B (ADNmt) que rarement, alors que chez les Pehuenches au contraire ces haplotypes sont très présents. Cela tend à prouver que les Pehuenches ont une origine en partie différente des Mapuches, ce qui s’accorde avec la thèse que les Pehuenches constituent au moins partiellement un groupe araucanisé. Cependant, même ainsi, Pehuenches et Mapuches présentent entre eux, pour le reste des haplogroupes identifiés, une dissimilitude moindre qu’avec les populations du Chili méridional.

#### Théorieautochtoniste
Aucune des anciennes hypothèses n’apparaissant concluante ni démontrée, de nombreuses études archéologiques ont ensuite été menées, qui ont permis d’achever d’invalider les thèses situant l’origine des Mapuches dans les pampas, dans le Chaco ou en Amazonie. Comme exemple de ces études archéologiques sont à mentionner en particulier les fouilles de l’anthropologue américain Tom Dillehay, qui mit au jour de nouveaux gisements archéologiques, comprenant notamment de grands tumulus de terre nommés cuel (ou kwel).
Les recherches archéologiques de Grete Mostny et de Carlos Aldunate Solar ont apporté la confirmation que dans l’unité culturelle mapuche précoce aucun élément pampéen n’est détectable, à l’opposé de ce qui avait été anciennement postulé par Latcham. Aussi d’autres hypothèses nouvelles sur l’origine de l’ethnie mapuche ont-elles été formulées, portant que l’actuel territoire chilien aurait été habité, avant l’avènement de la culture mapuche, par des groupes de cueilleurs qui, sans avoir de lieu de résidence fixe, occupaient certaines zones de façon stable et vivaient de la chasse au guanaco et à l’huemul, en plus de collecter des mollusques, des fruits et des graines. Il fut postulé que ces groupes étaient le socle du peuplement mapuche, et que l’un de ces groupes prit le dessus sur le reste et sut imposer sa langue et ses croyances. Cependant, l’on n’est pas en mesure encore d’indiquer avec précision comment cette ethnie s’est constituée, les éléments de preuve disponibles permettant de préciser seulement qu’aux environs des années 500 et 600 avant. J.-C., il existait une culture que l’on peut avec certitude suivre dans le temps jusqu’aux Mapuches des siècles ultérieurs.
Selon l’anthropologue et historien José Bengoa, « les Mapuches, comme tous les peuples originaires, furent les premiers à nommer les paysages du Chili », ajoutant plus loin que « les anciens Mapuches, d’après toutes les nouvelles théories, seraient originaires du territoire chilien même. Il s’agirait de groupes anciens, qui évoluèrent et changèrent. Il est probable qu’ils établirent aussi des contacts avec d’autres peuples du nord. La séquence des trouvailles archéologiques récentes est claire. Il existerait un lien, p. ex. en matière de céramique, entre les groupes potiers du petit nord, du centre du Chile et du sud mapuche ». L’auteur explicite ce qui précède en signalant que « nous pourrions dire en simplifiant que les cultures apprenaient les unes des autres, du nord au sud, pendant de longs siècles. Les enterrements, les jarres, les étoffes et les autres signaux culturels trouvés par les spécialistes montrent que dès le VIIe siècle, la culture Mapuche est de plus en plus constituée ».
En mai 2007, le chercheur Patricio Bustamante présenta une nouvelle hypothèse, dans laquelle il conjecturait que la culture molle (prononcer molyé), établie dans le nord du Chili, près de l’actuelle ville de La Serena, pourrait avoir été la culture mapuche archaïque. Cette hypothèse s’appuie sur la considération que la culture molle se développa entre l’an 1 et l’an 800 de notre ère et que les Mapuches apparurent en tant que culture distincte vers le VIIe siècle. Ces dates peuvent induire à croire erronément qu’à partir de cette date « disparut » la culture molle et que « naquit » de manière indépendante la culture mapuche. Une explication qui apparaît raisonnable pose que la culture molle muta vers la fin de la période, se transformant au point de paraître une culture totalement différente. Cela peut s’expliquer par des migrations qui les conduisirent à prendre possession d’espaces géographiques situés plus au sud, présentant un environnement climatique caractérisé par la prédominance de pluies et une abondance de bois. Sur la base d’un ensemble de preuves circonstancielles disponibles actuellement (an 2000) — toponymie, pétroglyphes qui pourraient représenter des légendes mapuches, absence de toponymes dans une langue inconnue et attribuables à la culture molle, le fait que toutes deux soient des cultures riveraines avec adoration de l’esprit des montagnes, et autres éléments —, il est permis de supposer que ce que nous désignons par culture molle pourrait être la culture mapuche archaïque.

### Expansion inca

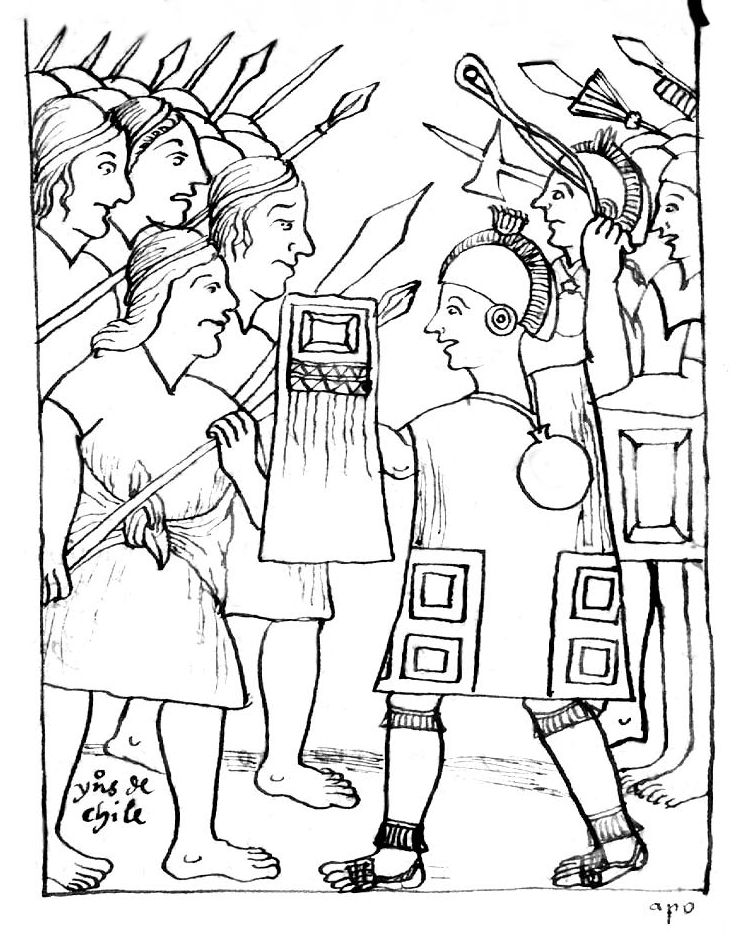
Affrontement entre un groupe d’autochtones de l’actuel Chile (à gauche) et les troupes du capitaine Apu Camac Inca (illustration de Guamán Poma de Ayala).

Les Mapuches eurent à affronter l’expansion de l’Empire inca ou Tawantisuyo, dont la poussée se fit sentir à partir du XVe siècle, avec l’extension vers le sud de la région méridionale de Collasuyo, l’une des quatre régions ou rumbos en lesquelles était divisé l’Empire inca.
Sous le règne de Túpac Inca Yupanqui, une expédition de conquête fut organisée qui traversa d’abord le Collao, Cochabamba et Tucumán, puis, depuis Charcas, fit mouvement vers le sud et soumit les diaguitas des vallées transversales et une partie des populations picunches que habitaient la Vallée du Chili (l’actuelle vallée de l'Aconcagua) et quelques zones situées au sud de celle-ci. Ainsi fut fixée la limite sud de l’Empire inca, que les historiens et archéologues font conventionnellement coïncider avec le río Maule.
L’Espagnol Alonso de Ercilla, en son poème épique La Araucana de 1569, l’Inca Garcilaso de la Vega, dans son ouvrage Comentarios Reales de los Incas de 1609, et les chroniqueurs Jerónimo de Vivar (Crónica y relación copiosa y verdadera de los Reinos de Chile, de 1558), Miguel de Olaverría (Informe de Miguel de Olaverria sobre el Reyno de Chile, sus Indios y sus guerras, 1594) et Vicente Carvallo y Goyeneche (Descripción histórico geografía del Reino de Chile, de 1796) ont relaté la campagne militaire inca menée en direction du fleuve Maule et la confrontation du corps expéditionnaire avec les Promaucaes du sud.
Les Incas appelaient Promaucaes ou Purumaucas ou encore purum aucca ces populations non encore assujetties à leur empire. Ils commencèrent par mettre sous leur tutelle quelques peuples de la Vallée du Chili, qui durent dorénavant leur payer tribut. La guerre à laquelle donna lieu cette campagne dans le sud opposa, au sud du fleuve Maule, 20 000 Incas de Yupanqui et un nombre à peu près égal de Mapuches. La tribu des Picunches, nommée Promaucaes par les Espagnols, ayant eu connaissance de la venue des Incas, conclut une alliance avec les Antallis, les Cauquis et les Pincus.
Les Incas envoyèrent des émissaires pour parlementer et amener les Promaucaes à reconnaître Túpac Inca Yupanqui comme souverain. Les Promaucaes cependant préférèrent livrer bataille et affronteront les Incas trois jours durant, événement connu sous le nom de bataille du Maule. La bataille provoqua un grand nombre de morts dans chaque camp, sans que l’une des deux armées n’en sortît victorieuse. Le quatrième jour, il fut décidé de ne pas s’affronter. Les Promaucaes se retirèrent du champ de bataille en chantant victoire. Les Incas, qui avaient d’abord envisagé de prolonger les opérations et de poursuivre leurs adversaires, afin d’assurer les conquêtes réalisées jusque-là, résolurent finalement de ne pas pousser davantage leur avance, mais de se borner à fortifier leurs positions et à administrer les territoires déjà conquis par eux plus au nord, où les nouveaux peuples vassalisés acceptèrent de bonne grâce la tutelle incaïque et sauront en retirer des bénéfices.
Quoique les recherches archéologiques n’aient pas apporté les preuves d’une présence inca au sud du fleuve Maule, il existe néanmoins quelques chroniques espagnoles indiquant que lors de cette expansion ou lors d’une autre ultérieure se serait produite une hypothétique dernière expansion ou invasion, plus avant encore dans le sud, jusqu’au fleuve Biobío, accomplie par des troupes incas sous le règne de Túpac Inca Yupanqui ou d’Huayna Capac. Lesdites chroniques sont, d’une part, le rapport de Miguel de Olaverría, qui déclare à la page 24 :

« Les Péruviens conquirent et assujettirent tous les Indiens qu’il y avait jusqu’au grand fleuve Biobío ; qu’ils sont arrivés jusqu’audit fleuve se voit aujourd’hui aux forts qu’ils construisirent sur la montagne du río Claro, où ils établirent la frontière et la partagèrent avec les Indiens de l’État (d’Arauco), avec lesquelles ils eurent de nombreuses batailles. »

et, d’autre part, dans la chronique du père Anello Oliva, contenue dans son Historia del Perú (publiée dans une traduction française) :

« (…) qu'il soumit jusqu’à la vallée d’Arauco, où il passa l’hiver, après y avoir fait construire quelques forts. Il soumit ensuite les provinces de Chillhue et de Chillcaras. »

Néanmoins, les historiens soulignent que les conquêtes des Incas au-delà du río Maule n’existent dans leur ensemble que par les écrits de chroniqueurs habitués à rédiger leurs chroniques avec peu de discernement et qui ne concordent que médiocrement entre eux.
Les chroniques mentionnent encore que dans la décennie 1520, les deux fils de l’Inca Huayna Capac (1467c-1528c), Huascar (1491-1533) et Atahualpa (1500-1533), se disputent l’Empire dans une guerre civile acharnée, laquelle contribue à affaiblir l’armée inca sur le territoire mapuche, les contraignant à abandonner leurs positions et à se replier plus au nord pour défendre dans des conditions mieux assurées le reste du territoire conquis peu avant.

### Arrivée des Européens et guerre d’Arauco

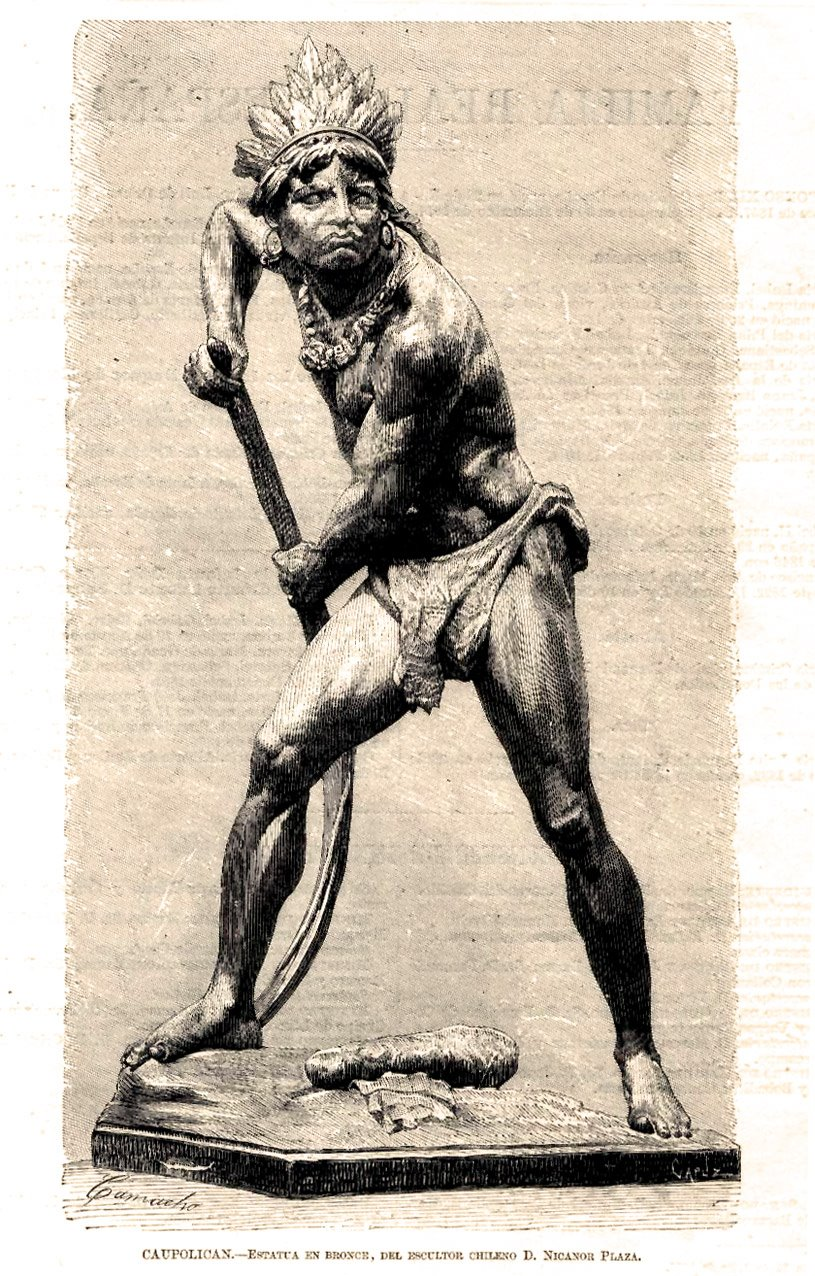
Gravure représentant la statue de Caupolicán, sculptée par Nicanor Plaza.

Quelques décennies plus tard, les conquistadors espagnols, après avoir terrassé l’Empire inca, tentèrent à leur tour de soumettre les Araucans, dont les effectifs de population étaient estimés à environ un million de personnes. La résistance des Mapuches donna lieu à un conflit prolongé, la guerre dite d’Arauco. L’action de figures telles que Lautaro (éminent commandant militaire mapuche, qui, enfant encore, avait été fait prisonnier par les Espagnols, et servit comme page auprès de Pedro de Valdivia) et plus tard le soulèvement de Pelantaro dans la décennie 1590, aboutirent à ce que la frontière militaire entre Espagnols et Mapuches fut fixée au fleuve Biobío. La bataille de Curalaba de 1598, où le gouverneur Martín Óñez de Loyola perdit la vie, scella la défaite des troupes espagnoles en territoire mapuche.
Au cours de cette première phase de la domination espagnole (seconde moitié du XVIe siècle et première moitié du XVIIe), la population autochtone vivant sur le territoire de l’actuel Chili (estimée à un million de personnes environ) se verra fortement diminuée, principalement par les maladies apportées par les Européens et contre lesquelles les Amérindiens n’étaient pas immunisés, dont en particulier le typhus (1554-1557), qui emporta 300 000 vies humaines, et la variole (1561-1563), de laquelle périrent 100 000 Amérindiens encore. Il est très probable qu’au moment de la bataille de Curalaba au Chili, il n’y eût plus guère que 200 000 autochtones.
Le poème épique Arauco Domado (littér. Araucanie domptée) de l’écrivain chilien Pedro de Oña, ainsi que l’œuvre théâtrale homonyme de Lope de Vega, racontent sous l’angle espagnol une partie de la guerre contre le peuple mapuche. De même, l’épopée La Araucana (1569, 1578 et 1589) du conquistador espagnol Alonso de Ercilla, dédiée au roi Philippe II d’Espagne, met en lumière la résistance dont fit preuve le peuple araucan. Dans cette œuvre, Ercilla évoque les Mapuches sous le nom d’Araucans, les présentant comme le produit du Chili.
| Espagnol | Français |
| --- | --- |
| en la región Antártica famosa, de remotas naciones respetada por fuerte, principal y poderosa; la gente que produce es tan granada, tan soberbia, gallarda y belicosa, que no ha sido por rey jamás regida ni a extranjero dominio sometida. Chile, fértil provincia y señalada | dans la région Antarctique fameuse, respectée des nations lointaines car forte, principale et puissante ; les gens qu’elle produit sont si distingués, si altiers, gaillards et belliqueux, qu’ils n’ont jamais été par nul roi régis ni à tutelle étrangère soumis. Chili, province fertile et éminente La Araucana, Alonso de Ercilla (1569) |

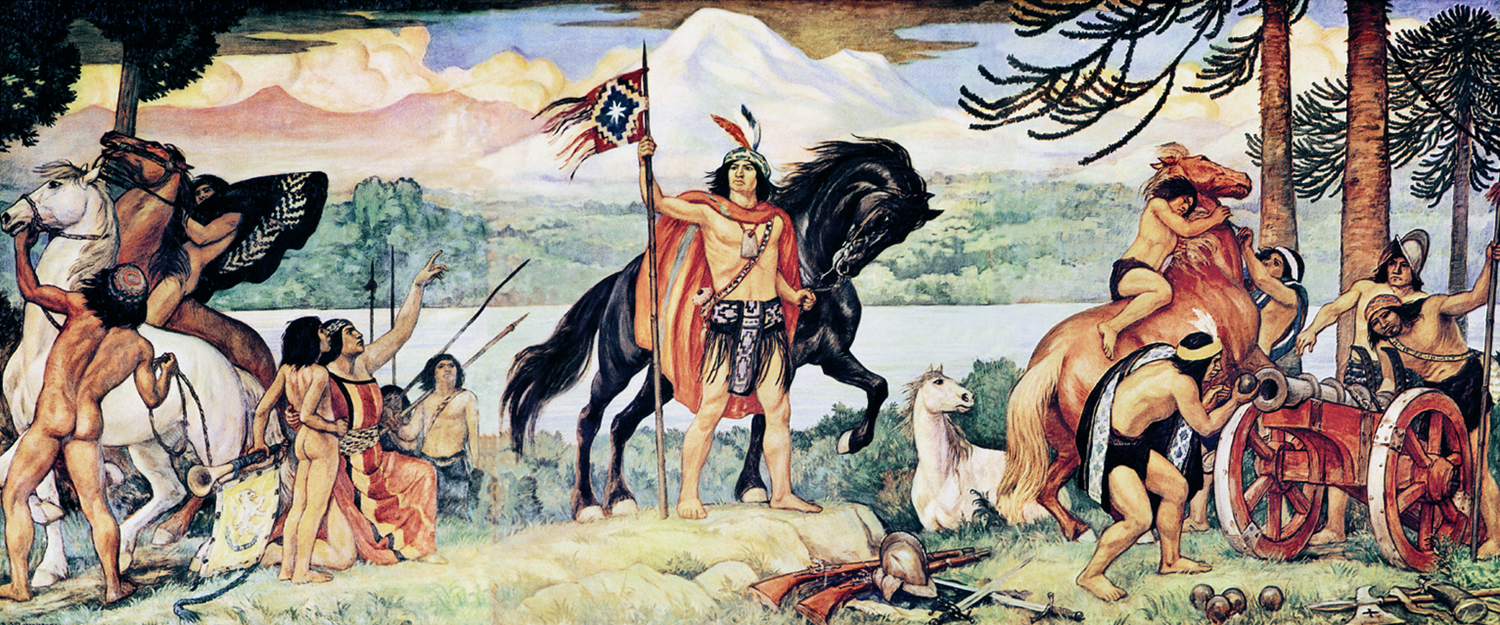
Le jeune Lautaro, tableau de Pedro Subercaseaux, montrant le génie militaire du personnage et l’habileté de ses compatriotes.

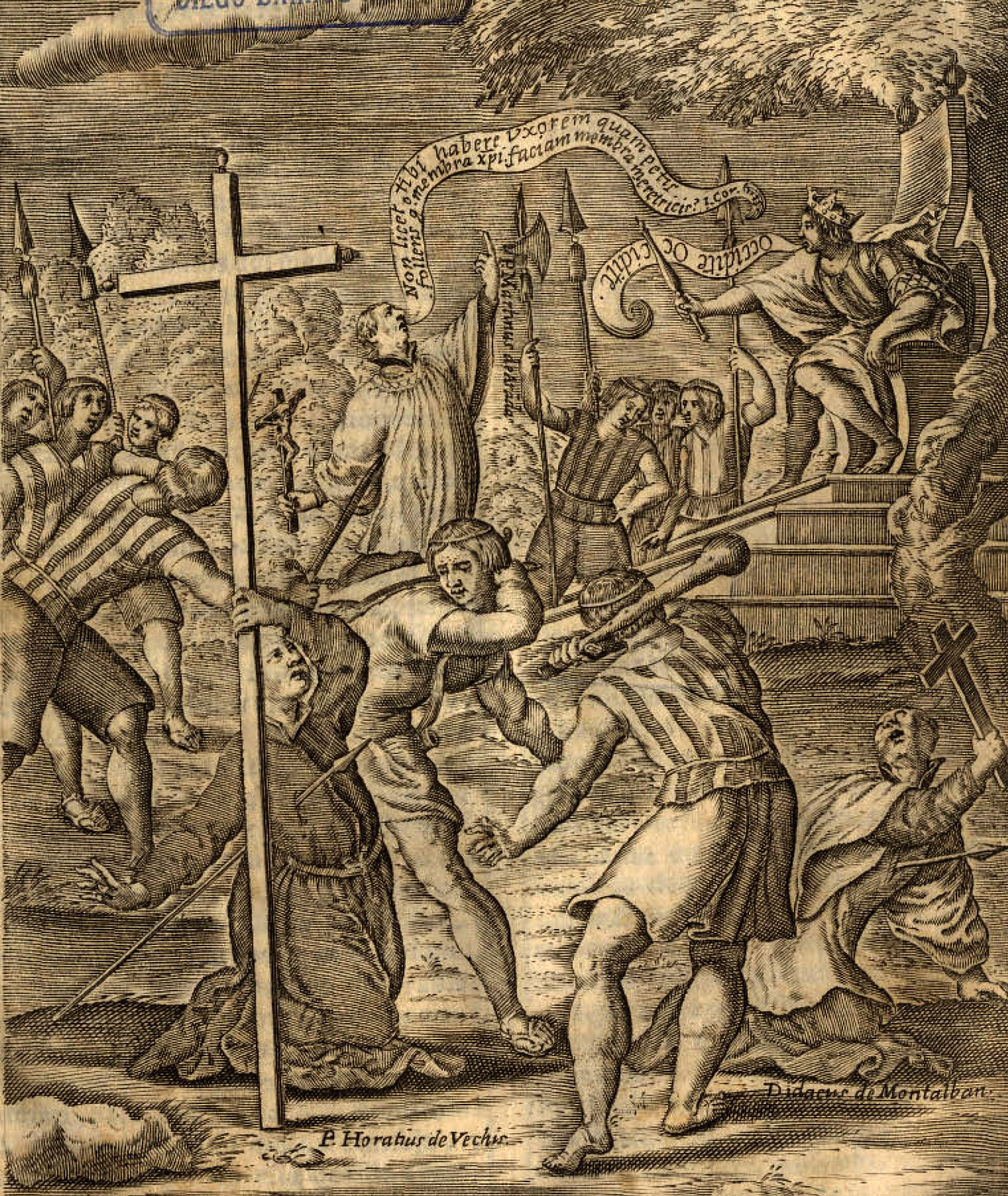
Jesuites martyrisés par les Mapuches en 1612 au Chili. Gravure tirée de l’Histórica Relación del Reino de Chile d’Alonso de Ovalle.

De fait, l’Araucanie ne sera jamais conquise par aucun Espagnol. Les historiens ont bien documenté que les groupes mapuches établis entre les fleuves Biobío et Toltén réussirent à résister aux conquistadors espagnols tout au long de la dénommée guerre d’Arauco, succession de batailles et d’événements qui s’étala sur quelque 300 ans, entrecoupée de longues périodes de trêve. Pedro Ordóñez de Ceballos (vers 1555-1634), dans son Viaje del Mundo, affirme que « les Pijaos, Taironas et Araucans sont les trois nations dont les gens sont les plus valeureux des Indes… ».
Dans les siècles suivants, les Espagnols seront hésitants à pénétrer en territoire mapuche. Pendant un temps, ils le tenteront par le biais de missions religieuses (pacifiques) dirigées par le père Luis de Valdivia, lors de ce qui sera appelé la Guerre défensive, qui du reste ne donna pas de résultats, et qui céda le pas aux dénommés parlements, rencontres lors desquelles les deux camps échangeaient des présents et signaient des pactes qu’ils juraient de respecter. Ainsi fut-il convenu, lors du parlement de Quillín en 1641, de mettre un terme à la guerre et de fixer la frontière au fleuve Biobío ; les Mapuches s’engagèrent à libérer leurs captifs et à faire front contre les ennemis de la Couronne. Il y eut par la suite d’autres parlements encore, qui se tinrent avec l’approbation du roi d'Espagne et pendant lesquels sera réitérée la reconnaissance par l’Espagne de l’indépendance des Mapuches vis-à-vis de la Couronne espagnole, les parties en cause s’engageant à renoncer aux actions belliqueuses. Il s’ensuivit une période de paix relative (abstraction faite de petites « protestations » en différents endroits du pays), qui permit à la population mapuche de se rétablir et d’atteindre les 150 000 à 200 000 individus vers la fin du XVIIIe siècle. Peu après commencèrent des migrations massives vers la Pampa.
Après l’indépendance du Chili, ces traités entre Mapuches et Espagnols furent reconnus par le gouvernement républicain du Directeur suprême Ramón Freire, sur les bords du ruisseau Tapihue, le 7 janvier 1825, lors du parlement général de Tapihue. Dans les articles 18 et 19 du pacte conclu à cette occasion, la souveraineté mapuche était reconnue sur les territoires sis au sud du Biobío.
L’anthropologue américain Tom Dillehay — celui qui découvrit à Monte Verde l’établissement humain le plus ancien d’Amérique — publia un ouvrage en 2007, dans lequel il explique pourquoi les Mapuches étaient, à l’arrivée des Espagnols, une société plus développée que ce que l’on avait cru jusque-là.

## Expansion vers l’est
La présence, de date plus récente, des Mapuches dans l’actuelle Argentine est due en partie à la pression exercée par les Espagnols, et en partie à un long processus de migration à travers les cols de la cordillère des Andes, processus assorti d’une transmission culturelle, par lequel les Mapuches se propagèrent entre les XVIIe et XIXe siècles dans les territoires situés à l’est des Andes, nommément dans le Comahue (englobant une grande partie de la région pampéenne et la portion nord de la Patagonie orientale), c’est-à-dire dans des terres jusque-là habitées par plusieurs peuples aux cultures et aux langues très différentes. La conséquence de ces mouvements de population sera l’araucanisation, violente ou pacifique, des Tehuelches du nord et des anciens Pehuenches.
Dès avant le milieu du XVIIIe siècle, il y eut une importante activité commerciale et d’échange de produits entre les habitants des plaines pampéennes et des montagnes de l’actuelle province de Buenos Aires, les habitants de la Patagonie septentrionale, et ceux des deux versants de la cordillère des Andes, notamment par le biais de deux foires très importantes qui se tenaient dans la chaîne du Cayrú et à Chapaleofú. Dans ces foires, appelées « foires des ponchos » par les jésuites de l’époque qui en firent mention (comme Thomas Falkner), différents types de produits s’échangeaient, allant de productions agricoles jusqu’à des pièces d’habillement telles que des ponchos. Le Cayrú se trouvait dans la partie la plus occidentale du Système de Tandilia (sur le territoire de l’actuel partido d’Olavarría), tandis que Chapaleofú fait référence aux abords du ruisseau homonyme, dans l’actuel partido de Tandil, ces lieux se situant tous deux dans l’intérieur de l’actuelle province de Buenos Aires. Ainsi commença-t-il à y avoir, par l’effet de ces mouvements de personnes en vue d’échanges commerciaux, dès avant le milieu du XVIIIe siècle, aussi une certaine interpénétration culturelle entre les différents peuples habitant la pampa humide, dans une aire allant de la Patagonie septentrionale jusqu’à la zone située au pied de la cordillère des Andes (sur ses deux versants, oriental et occidental) et jusqu’au littoral de l’océan Pacifique, cette interpénétration culturelle concernant en particulier les Tehuelches, les Ranquels et les Mapuches.
L’influence mapuche sur les autres peuples de Patagonie et de la Pampa, consécutive aux échanges commerciaux, fut suffisamment grande sur les Tehuelches et les autres peuples que pour conduire à ce qui est d’usage d’appeler la « mapuchisation » ou « araucanisation » des Pampas et de la Patagonie. Ainsi, une bonne partie des Tehuelches adopta nombre de coutumes mapuches ainsi que la langue mapudungun, tandis que les Mapuches faisaient siens certains éléments du mode de vie Tehuelche (comme p.ex. le fait de vivre dans des tolderías, réunion de toldos, tentes d’Amérindien faites de cuir et de branchages), ce qui tendit à faire s’estomper les différences entre les deux groupes, au point que leurs descendants se désignent eux-mêmes désormais comme Mapuche-Tehuelches.
Cette invasion, en partie violente, par les Mapuches de territoires situés à l’est des Andes a porté certaines personnalités argentines à apposer aux Mapuches l’étiquette d’envahisseurs et à juger irrecevables leurs revendications territoriales en Argentine.

### Indépendances et avènement des États du Chili et de l’Argentine
Vers 1880, l’Argentine et le Chili entreprirent des guerres de conquête contre les Amérindiens (Mapuches et Patagons) qui vivaient au sud du continent dans des régions restées largement hors de leur contrôle et difficilement pénétrables. Ces guerres, dont la conquête du Désert du général Julio Argentino Roca, qui firent des dizaines de milliers de morts parmi les Amérindiens, poursuivaient aussi un autre objectif : l'accès aux deux océans. Le Chili voulait s'ouvrir sur l'Atlantique par le sud et l'Argentine sur le Pacifique, là aussi par le sud. Finalement, la frontière fut stabilisée dans sa forme actuelle à la fin du XIXe siècle.

#### Au Chili

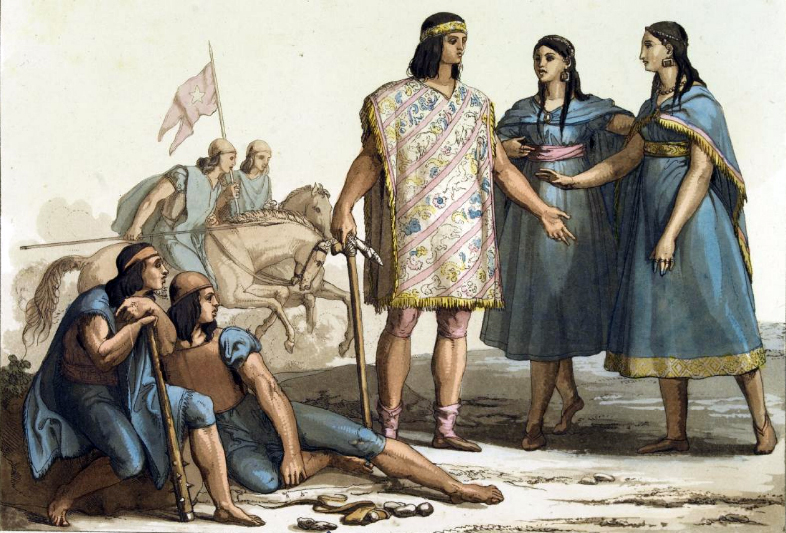
Dessin représentant des Mapuches, par Giulio Ferrario, publié à Milan en 1827.

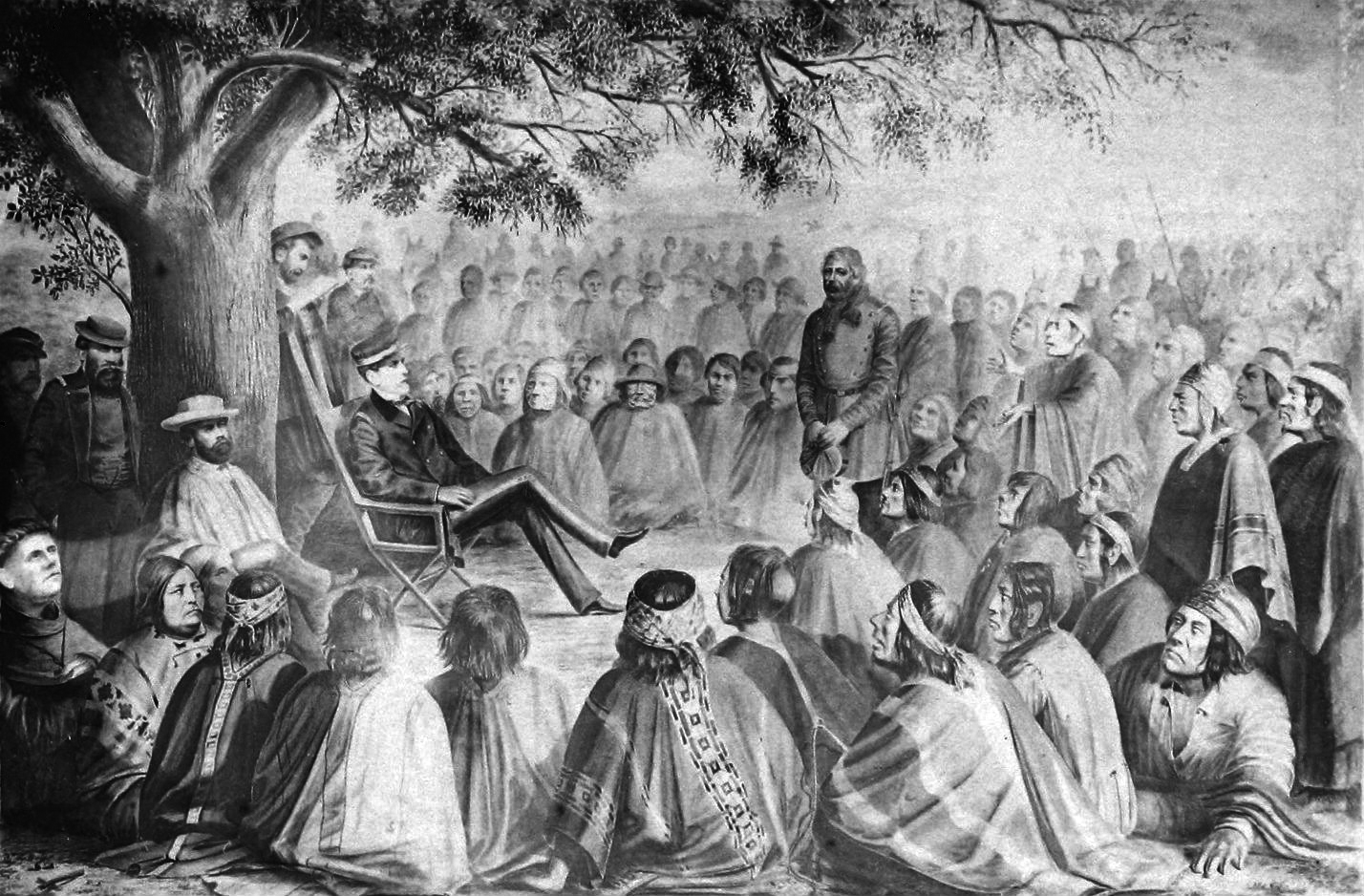
Cornelio Saavedra Rodríguez négociant avec des loncos Mapuches en 1869, dans les premières phases de l’occupation de l’Araucanie par les troupes chiliennes.

Pendant la guerre d'indépendance du Chili, les Mapuches prirent parti, la plupart du temps, pour les troupes royalistes, encore qu’ils ne s’engageront que peu dans les opérations militaires, pour la raison que celles-ci eurent lieu hors de leur territoire ; ce ne fut que dans la phase finale, pendant la dénommée Guerre à mort, que les Mapuches s’impliquèrent effectivement dans le conflit.
Son indépendance obtenue vis-à-vis de l’Espagne, le Chili poursuivit une même politique de retenue et de non-agression. Cependant, dans la deuxième moitié du XIXe siècle, un plan d’expansion de l’État chilien aux dépens du territoire mapuche fut conçu. De plus, lorsque le 17 novembre 1860 le Français Antoine de Tounens, après avoir gagné à ses projets l'enthousiasme de quelques chefs mapuches auxquels il avait promis des armes fut élu toqui (chef de guerre) suprême des Mapuches,,,, s'autoproclama,,,,, ou se fit proclamer, roi et (selon ses propos), « considérant que l'Araucanie ne dépend d'aucun autre État, qu'elle est divisée par tribus et qu'un gouvernement central est réclamé », décréta le 17 novembre 1761  qu'« une monarchie constitutionnelle héréditaire est fondée en Araucanie; le prince Orllie-Antoine de Tounens est nommé roi », l'affaire « au-delà de son caractère anecdotique (...) fit prendre conscience aux autorités chiliennes que les territoires d’Araucanie et de Patagonie pourraient susciter l’appétit d’aventuriers plus sérieux ou celui de puissances coloniales en mal de territoires ».
De 1861 à 1883, l’armée chilienne mettra en œuvre différentes stratégies, depuis des alliances avec des clans ennemis entre eux, jusqu’à la guerre ouverte, en passant par le subornement au moyen de boissons alcoolisées. Les opérations militaires, qui furent menées principalement sous la direction de Cornelio Saavedra (militaire chilien qui était le petit-fils du président du Premier comité de gouvernement autonome argentin, instauré à l’issue de la journée du 25 mai 1810), s’achevèrent sur la complète soumission des Mapuches en 1883. L’ensemble de ce processus reçut le nom euphémiste de Pacification de l'Araucanie.
En décembre 1866, le congrès chilien avait adopté une loi reconnaissant les droits propriétaires des Mapuches sur le « territoire autochtone », et mit sur pied une commission d’experts — la Commission sur l’implantation des autochtones (en espagnol Comisión radicadora de Indígenos) — dont la mission consistait à délimiter clairement les possessions autochtones. D’après ladite loi, toute terre sur laquelle les Mapuches ne seraient pas en mesure de justifier de leur droit de propriété serait considérée terre en déréliction (baldía), et dès lors bien national conformément à l’article 590 du Code civil de 1857. Le droit de propriété ne sera cependant considéré, selon les termes de la loi de 1866, comme constitué qu’au lendemain de la victoire militaire de l’État chilien en 1883, c’est-à-dire après que l’État se fut emparé militairement du territoire mapuche, par suite de quoi la plupart des terres furent déclarées fiscales (biens nationaux) par l’État, à l’encontre du sens de sa propre législation, l’État méconnaissant ainsi massivement les droits propriétaires des Mapuches. De la sorte, les Mapuches, qui auparavant détenaient quelque 10 millions d’hectares, devaient désormais survivre sur à peine 500 000 hectares, soit 5 % seulement de leur territoire antérieur. En outre, les politiques de colonisation des terres du sud favorisaient l’usurpation de nombreuses terres encore, y compris de terres communales reconnues telles par les Títulos de Merced de la Comisión radicadora, et finirent par marginaliser tout à fait les populations mapuches.
En ce qui concerne les communautés établies plus au sud sur le territoire chilien, comme celle des Lafquenches ou celles côtières de la province d'Arauco, les Huilliches de Valdivia, dans la province de Llanquihue, et de San Juan de la Costa (près d’Osorno), ou celles encore de l’île de Chiloé, si l’on dispose de peu d’informations à leur sujet, l’on sait avec certitude que les premières prirent part à la Guerre à mort et à la rébellion mapuche de 1881, bien que dans une moindre mesure. Cet engagement moindre s’explique, dans le cas des Huilliches, par l’aliénation, pendant la période coloniale, donc dès avant l’indépendance du Chili, d’une partie de leurs terres ancestrales à la suite de l’instauration de la grande propriété terrienne (sous forme d’haciendas) dans la zone concernée. Cette circonstance, couplée à celle, survenue une fois établie la république chilienne, de la colonisation européenne (surtout allemande et autrichienne) de Llanquihue, et au phénomène de croissance et d’expansion des villes et de nouveaux foyers de peuplement créés par le Chili, seront à l’origine de l’amenuisement des territoires des communautés huilliches et du refoulement de leurs populations en direction des zones situées le long du littoral ou au pied de la cordillère.

#### En Argentine
Compte tenu des relations que les Mapuches entretenaient depuis le milieu du XVIIIe siècle avec les peuples établis à l’est des Andes, une partie des troupes mapuches ayant combattu principalement aux côtés des soldats royalistes décida, au lendemain de l’indépendance du Chili, d’émigrer vers la région pampéenne d’Argentine, où du reste des Mapuches cohabitaient déjà avec les Tehuelches, et où fut ensuite constituée la Confédération boroane.
Plus tard, les frères Pincheira, qui dirigeaient entre 1817 et 1832 une guérilla royaliste contre les indépendantistes chiliens et argentins, inciteront les groupes mapuches boroans et les Ranquels araucanisés à perpétrer des raids (malones) dans les villages et domaines agricoles situés dans la frange limitrophe, razzias qui provoquaient de nombreux morts et lors desquelles ils emportaient des captifs et dérobaient le bétail qu’ils poussaient ensuite, par l’itinéraire de la rastrillada grande (ou Camino de los Chilenos) et par les cols de la cordillère, jusqu’au Chili, avec le dessein de troquer dans ce pays, par l’entremise des Pehuenches (qui commandaient aux cols andins), ce bétail pour des armes ou des boissons alcoolisées principalement.
En Argentine, les Mapuches et les « pampéens araucanisés » ou « mapuchisés » furent finalement soumis par l’État argentin à travers plusieurs incursions militaires effectuées au sud du Río Salado à partir du milieu du XIXe siècle, dont le point d’orgue sera la campagne dénommée Conquête du Désert (1879 et 1881) ― le terme « désert » servant en l’occurrence à désigner toute la vaste zone sous domination autochtone, englobant la totalité des actuelles provinces de la Patagonie argentine, toute la province de La Pampa, la moitié sud de celle de San Luis, la moitié sud de celle de Mendoza, ainsi que tout l’intérieur de la province de Buenos Aires sis au sud du fleuve Salado. Cette campagne, dirigée par le général Julio Argentino Roca et menée parallèlement à celle dite Pacification de l’Araucanie au Chili, fut fort préjudiciable aux Mapuches, qui subirent une défaite totale. Ce succès militaire sera l’une dans raisons de l’élection de Roca, l’année suivante, en 1880, au poste de président de la Nation argentine.
La Conquête du désert avait été précédée d’une série de plusieurs autres campagnes militaires contre le Désert entreprises par les gouvernements successifs de l’Argentine indépendante, dont notamment la Campagne de Juan Manuel de Rosas de 1833, qui permit aux troupes argentines de s’emparer de la presque totalité du territoire au nord des fleuves Río Negro et Río Limay, y compris la zone de Valcheta ; mais la longue guerre civile en Argentine fera que les Mapuches surent se ressaisir, de sorte qu’en 1870, les Mapuches pouvaient mener leurs rapines jusque dans les environs immédiats des villes de Mendoza, de la San Luis, de Río Cuarto, ainsi que dans le sud de la province de Santa Fe et dans une grande partie de la province de Buenos Aires, s’approchant jusqu’à seulement 70 km de la capitale.

### DuXXesiècleà l’époque actuelle

#### Redressement mapuche au Chili jusqu’à l’avènement du régime militaire
Les générations Mapuches suivantes feront surgir différentes organisations, telles que la Corporación Araucana de Venancio Coñoepán, la Federación Araucana d’Aburto Panguilef, la Sociedad Caupolicán et l’Unión Araucana d’Antonio Chiwailaf. Si ces organisations mapuches défendent des points de vue divergents, allant du traditionalisme au catholicisme assimilationniste, toutes cependant partagent la volonté de récupérer les terres usurpées afin de pouvoir préserver leur propre culture. Ainsi le « mouvement mapuche » a-t-il fait son entrée sur la scène publique chilienne, se mêlant à la politique et à ses partis, encore que conservant à tout moment sa spécificité. Ce processus atteignit son apogée à la fin de la décennie 1960 et au début des années 1970.

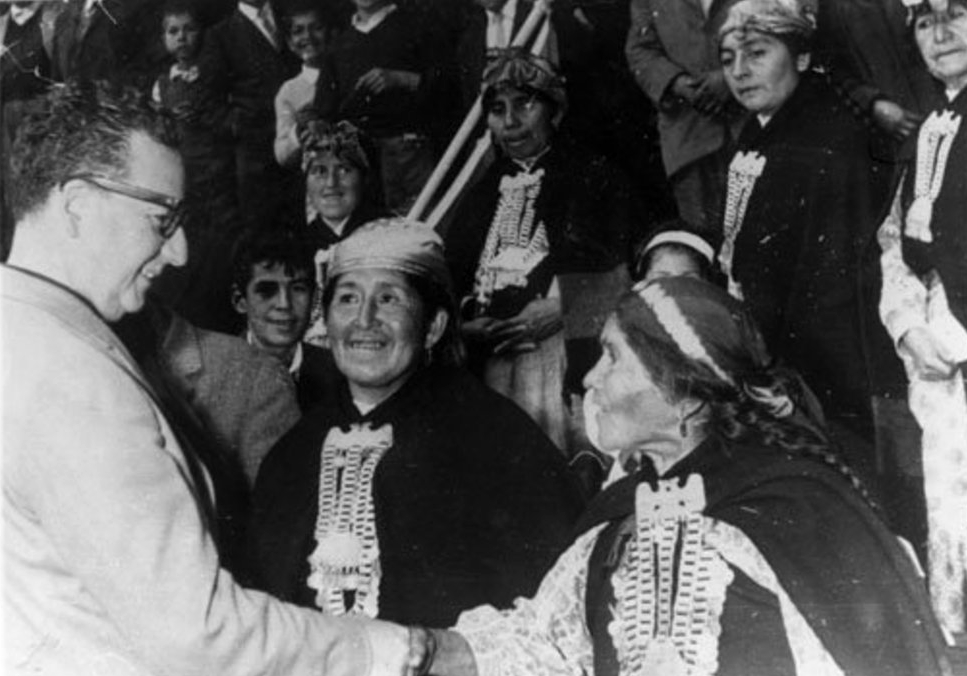
Le président chilien Salvador Allende (1970-1973) saluant un groupe de femmes mapuches.

Entre-temps, d’amples secteurs de la société chilienne s’étaient déclarés en défaveur du maintien du statu quo en ce qui concerne la situation des autochtones, ce qui permit aux Mapuches de mettre en avant, voire de concrétiser, leurs revendications terriennes. Ainsi, on assista en 1969, dans la province de Cautín, aux premières prises de possession de terres réclamées par les Mapuches, événement appelé el Cautinazo.
Avec le processus de réforme agraire impulsé par le gouvernement de Salvador Allende, plusieurs communautés mapuches furent portées à se radicaliser et à lancer une opération inédite de récupération de terres, en marge des programmes gouvernementaux. Vers 1972, les grands propriétaires terriens affectés par ces actions s’organisèrent en « comités de reprise » (comités de retoma) et en groupes paramilitaires, que le gouvernement réprima en s’appuyant sur la Loi de sécurité de l’État de 1958.

#### Sous le régime militaire et accord de Nueva Imperial
La dictature militaire sera implacable en Araucanie, où des centaines de personnes disparurent ou furent torturées. Les organisations cependant firent leur réapparition à partir de 1978, en réaction au décret-loi no 2568 portant suppression de la forme juridique de la propriété communale de la terre, qui était l’ultime rempart des propriétés mapuches et comportait la reconnaissance de la qualité d’autochtone de leurs occupants. Virent ainsi le jour, soutenus par la Fundación Instituto Indígena du diocèse de Temuco, les Centres culturels mapuches — appellation qui permettait d’échapper plus sûrement à la persécution par la dictature —, lesquels devaient ultérieurement (1981) céder le pas à l’organisation Ad Mapu, à partir de laquelle se développeront d’autres organisations.
Toutefois, le général Pinochet bénéficie du soutien d'une petite partie des Mapuches. En 1989, il se réunit avec un groupe de Mapuches appartenant aux Conseils régionaux, qui le nommèrent Gran Cabecillo (Grand Chef, Futa Lonco en langue mapuche). Sur le diplôme, en date du 20 février, on peut lire : « Le Comité général des Loncos et Caciques de Nueva Imperial et des 30 communes de la IXe région de l’Araucanie, a convenu de nommer Ulmen Futa Lonco S.E. le président de la République, le Capitaine général Augusto Pinochet Ugarte ».
En 1989 encore, Ana Llao de la communauté  Ad- Mapu, aux côtés des dirigeantes de plusieurs autres organisations mapuches, rencontra à Nueva Imperial le candidat de la coalition d’opposition (appelée Concertation des partis pour la démocratie), Patricio Aylwin Azócar. Lors de ce parlement, il fut convenu que l’État chilien accorderait la reconnaissance constitutionnelle aux droits économiques, sociaux et culturels des Peuples autochtones, qu’une Commission spéciale serait constituée conjointement avec les organisations autochtones aux fins d’élaborer un projet de loi autochtone. En contrepartie, les organisations autochtones s’engageaient à ne pas s’écarter de la voie institutionnelle pour faire aboutir leurs revendications,.

#### Relation avec les gouvernements de laConcertation

##### Le conflit forestier
Tout au début de la décennie 1990, alors que la démocratie venait d’être partiellement restaurée, l’organisation indépendantiste Consejo de Todas las Tierras (ou Aukiñ Wallmapu Ngulam, Conseil de toutes les terres, en abrégé AWNg) procéda à plusieurs occupations symboliques illégales de terres ancestrales mapuches détenues par des propriétaires privés. Le gouvernement répliqua en requérant l’application de la Loi de sécurité de l’État, ce qui entraîna la condamnation de 141 Mapuches et la suspension de leurs droits politiques.
En 1993 fut approuvée la loi no 19.253 dite de Développement autochtone. Le nouveau dispositif législatif institué par cette loi fut mis en œuvre avec la coopération des principaux responsables mapuches, jusqu’à ce que survînt en 1997 une nouvelle crise. L’entreprise ENDESA España commença la construction d’une deuxième centrale hydroélectrique dans la commune d’Alto Biobío (sous la dénomination de Centrale hydroélectrique Ralco). Les sœurs Quintremán ainsi que d’autres familles Mapuches-pehuenches résidant dans la zone touchée refusèrent de quitter leurs terres, en s’autorisant de la nouvelle législation qui exigeait un permis de la Corporation nationale de développement autochtone (en espagnol Corporación Nacional de Desarrollo Indígena, acronyme CONADI) pour pouvoir exproprier des terres autochtones. À la suite du refus de cet organisme gouvernemental d’approuver l’expropriation concernée, considérée attentatoire aux droits des Pehuenches, le président Eduardo Frei limogea le directeur de la CONADI et suspendit en outre l’autorité environnementale qui s’était elle aussi opposée au mégaprojet, de sorte que des milliers d’hectares de terres et de sites sacrés du peuple mapuche-pehuenche furent engloutis par les eaux par une décision autoritaire.
Dans le même temps, dans les vallées centrales, démarrait l’exploitation des plantations forestières aménagées vers le milieu de la période de gouvernement militaire, sur des terrains qui avaient été récupérés par les Mapuches sous la présidence d’Allende, mais qui par la suite étaient passés aux mains de groupes économiques. Tant les intérêts des grandes entreprises exploitant les plantations forestières en territoire mapuche, que la crainte des agriculteurs propriétaires de terrains considérés par les communautés mapuches comme usurpés et que la recrudescence de la violence vers la fin des années 1990 dans la zone, motivèrent le Sénat du Chili à exprimer, dans un rapport, sa préoccupation concernant la grave menace pesant sur la sécurité juridique dans la zone du conflit (S 680-12). Toutefois, l’objectivité de ce rapport a été mis en doute, attendu qu’il contient les déclarations de plus de 15 agriculteurs touchés, mais seulement d’un unique représentant Mapuche, en plus de ne pas examiner plus avant les causes du conflit.
Si des intérêts japonais et suisses sont présents dans l’économie araucanienne, les deux principales entreprises de foresterie toutefois sont chiliennes. Dans le passé, ces entreprises ont planté des milliers d’hectares en essences non-endogènes telles que le pin de Monterey, le sapin de Douglas et l’eucalyptus, çà et là en les substituant aux forêts valdiviennes existantes, quoique ce remplacement n’attire plus guère l’attention aujourd’hui.
Le Chili exporte du bois vers les États-Unis, bois provenant en quasi-totalité de cette région méridionale, pour une valeur annuelle d’environ 600 millions de dollars. L’association américaine de préservation de l’environnement Forestethics a mené une campagne internationale ayant abouti à ce que la chaîne Home Depot et d’autres grands importateurs de bois ont consenti à réviser leur politique d’achat afin d’« assurer la protection des forêts endogènes au Chili ». Certains dirigeants mapuches ont exprimé le souhait que les forêts soient plus vigoureusement protégées.
En 2009, le Chili a vu l'entrée en vigueur, vingt ans après sa promulgation par l'Organisation internationale du travail, de la Convention 169 de l'Organisation internationale du travail relative aux peuples indigènes et tribaux. Cela devrait conduire à un certain nombre de réformes juridiques, en particulier dans les codes de l'eau, du minerai, de la pêche et de celui régissant les concessions électriques (voir économie du Chili).

##### Démantèlement de la CAM et durcissement de la protestation sociale mapuche
Les conflits fonciers et les confrontations violentes persistaient dans certaines aires mapuches, en particulier dans les secteurs nord de la Région de l'Araucanie, dans la zone autour de Traiguén et de Lumaco. En 2003, dans une tentative de dissiper les tensions, la Comisión Verdad Histórica y Nuevo Trato (« Commission Vérité historique et Nouveau Traité ») émit un rapport appelant à un changement draconien dans le traitement par le Chili de ses peuples autochtones, dont plus de 80 % sont Mapuches. Parmi les préconisations de ce rapport, figurent la reconnaissance formelle des droits politiques et « territoriaux » des peuples autochtones, ainsi que la promotion de leurs identités culturelles.
Sous le gouvernement de Ricardo Lagos (2000-2006), la réponse de l’État au conflit mapuche emprunta deux voies principales : d’un côté, par l’application de la loi contre les actions illégales et violentes des activistes mapuches, qui atteignirent leur point le plus critique en 2002, lorsque, pendant une occupation illégale de terres dans la commune d’Ercilla (province de Malleco), le jeune comunero Alex Lemun Saavedra perdit la vie par l’action des carabiniers du Chili, qui avaient fait usage de carabines anti-émeute chargées à balles de plomb ; de l’autre côté, à travers une opération de renseignement baptisée « Operación Paciencia » dirigée depuis le sous-secrétariat à l’Intérieur présidé par Jorge Correa Sutil et tendant à cataloguer la Coordinadora de Comunidades en Conflicto Arauco-Malleco comme organisation à caractère terroriste, et à la rendre à ce titre susceptible de poursuites et ses dirigeants passibles d’incarcération. Des exemples paradigmatiques de tels jugements furent la dénommée « affaire Loncos », qui vit la condamnation de deux loncos, Pascual Pichun et Aniceto Norin, à cinq ans et un jour de prison pour « menace d’incendie terroriste », et l’« affaire Puluco-Pidenco », où quatre comuneros se virent infliger une peine de 10 ans et un jour d’emprisonnement pour « incendie terroriste ».
Ces jugements ont été dénoncés par l’Organisation des Nations unies (ONU), par la bouche de son rapporteur spécial pour les peuples autochtones Rodolfo Stavenhagen, et par d’autres organisations, comme Amnesty International, qui ont condamné ces jugements comme étant d’une légalité douteuse. Les faits furent dénoncés, et une plainte déposée, auprès de la Commission interaméricaine des droits de l'homme (CIDH), notamment pour infraction au droit à un procès équitable, inscrit dans la Convention interaméricaine des droits de l’homme ; la CIDH déclara la plainte recevable.
En mars 2007, le Comité des droits de l'homme de l’ONU, organisme chargé de surveiller l’application du Pacte international relatif aux droits civils et politiques de 1966, dénonça lui aussi, dans ses observations jointes au rapport sur le Chili, les pratiques de criminalisation à l’encontre du mouvement social mapuche, enjoignant à l’État chilien de modifier la loi no 18.314, dite loi antiterroriste. En outre, se référant aux articles 1er et 27 dudit pacte, le Comité dit déplorer que les « terres anciennes » continuaient d’être en péril à cause de l’expansion de l’exploitation forestière et à cause de grands projets d’infrastructure et de production d’énergie, et rappela que l’État chilien devait mettre tous ses soins à ce que les négociations avec les communautés autochtones aboutissent à trouver une solution respectueuse des droits aux terres de ces communautés, conformément aux articles 1er, alinéa 2, et 27 du pacte, et pour cela accélérer les procédures en vue de ce que ces terres ancestrales fussent reconnues et dûment délimitées ; de même, il exhorta l’État chilien à mener des consultations avec les communautés autochtones avant d’octroyer des licences pour l’exploitation économique des terres objet de controverse et de garantir qu’en aucun cas l’exploitation envisagée ne porte atteinte aux droits reconnus dans le pacte. En 2004, le Comité des droits économiques, sociaux et culturels avait déjà formulé des observations allant dans le même sens.
En mars 2006, quatre des neuf prisonniers mapuches condamnés au titre de la loi antiterroriste engagèrent une grève de la faim illimitée, qui dura 62 jours sans obtenir que le gouvernement de Michelle Bachelet consentît à faire réviser le controversé verdict prononcé sous le gouvernement de son prédécesseur.
En 2007, beaucoup de groupes mapuches n’avaient pas renoncé à leurs revendications territoriales et nombre de leurs organisations exigeaient l’autonomie pour leurs territoires, la dévolution de leurs terres et une meilleure représentation politique. En octobre 2007, une nouvelle grève de la faim eut lieu, et se termina sans que le gouvernement chilien eût seulement consenti à s’asseoir à la table de négociation demandée par les grévistes.
En 2008, alors que Michelle Bachelet exerçait la charge de chef de l’État, Matías Catrileo, né le 11 septembre 1985, étudiant en agronomie, Chilien d’origine mapuche, trouva la mort le 3 janvier 2008, quand une balle de pistolet-mitrailleur Uzi frappa son dos et perfora son poumon. Matías Catrileo participait à une occupation illégale d’un bien-fonds privé que les communautés mapuches revendiquaient comme territoire ancestral, ce qui avait poussé la force publique à intervenir. À la suite de ces événements, le carabinier présumé auteur de l’assassinat fut incarcéré pendant que l’enquête judiciaire suivait son cours. Des critiques furent émises à l’endroit du procureur militaire chargé de mener l’enquête, José Pinto Aparicio, celui-ci étant le même que celui qui dirigea l’instruction sur l’assassinat d’Alex Lemun en 2002, crime demeuré impuni, la cour martiale ayant en effet rendu un non-lieu en 2004.
La police chilienne a aussi parfois monté de fausses accusations contre des militants mapuches.

### Revendication du droit à l’autodétermination
Si l’Empire espagnol n’était pas parvenu à occuper effectivement la totalité du territoire habité par les Mapuches (ou Araucans), les États indépendants nés de la désintégration de cet empire à la suite de la guerre d'indépendance hispanoaméricaine (1865-1866), en l’espèce le Chili et l’Argentine, réussirent plusieurs décennies plus tard, par des campagnes militaires — Pacification de l'Araucanie au Chili et Conquête du Désert en Argentine — à consolider leur souveraineté sur l’intégralité des territoires qu’ils avaient hérités de l’Espagne, et à reléguer les Mapuches dans des « réductions » côté chilien et dans des « réserves » côté argentin.
Au XXIe siècle, bien que la population mapuche apparaisse majoritairement urbaine, elle garde en même temps des liens avec ses communautés d’origine, maintient ses réclamations territoriales et exige la reconnaissance de sa civilisation.
Plusieurs organisations mapuches demandent la reconnaissance du droit à l’autodetermination des Mapuches, qui, argumentent-elles, leur revient en leur qualité de peuple, aux termes de la Charte de l'Organisation des Nations unies. Par l’adoption de la Déclaration des droits des peuples autochtones par l’Assemblée générale des Nations unies le 13 septembre 2007, la communauté internationale a reconnu expressément la qualité de peuple aux autochtones, ainsi que l’a déjà confirmé le rapporteur spécial des Nations unies, Miguel Alfonso Martínez, qui, dans l’étude dont il avait été missionné par cette organisation internationale, soutint qu’ il « n’a pas pu trouver d’argument juridique suffisant pour que puisse être défendue l’idée que les autochtones auraient perdu leur personnalité autochtone internationale comme nations/peuples ». Les peuples autochtones jouissent d’ores et déjà d’une représentation à l’Organisation des nations et des peuples non représentés (UNPO).
Quelles que soient les différences entre les diverses fractions mapuches au regard de l’ampleur de l’autonomie revendiquée et des bénéfices réclamés, la plupart des organisations Mapuches se mirent volontiers, pour leur autodétermination, dans celle obtenue notamment par le peuple inuit au Groenland depuis la décennie 1990, et aspirent à quelque chose de semblable, ou se réfèrent aux bénéfices accordés aux autochtones de Bolivie après l’élection d’Evo Morales, un président aymara.
De plus, certaines organisations mapuches, notamment Wallmapuwen, ont noué des liens avec le Bloc nationaliste galicien (BNG) et avec Gauche républicaine de Catalogne (ERC), et proposent d’instaurer au Chili une réplique du système espagnol de communautés autonomes, et d’inscrire dans la constitution la reconnaissance des peuples autochtones, à l’instar de la reconnaissance des administrations et langues régionales en Espagne.
La cause des Mapuches a également trouvé un écho dans le monde culturel non mapuche, témoin le cas de l’écrivain internationaliste Asel Luzarraga, qui fut mis en détention, ou celui de la documentariste Elena Varela, qui, après une période de détention, fut mise en liberté surveillée, traitements qui, aux yeux des militants mapuches, s’inscrivent dans une offensive de l’État chilien visant à étouffer les voix qui prennent la défense de ce peuple autochtone.

## Culture
La civilisation mapuche est une culture à tradition orale. Le comportement social et religieux sont régis par l’admapu (ensemble de traditions, lois, règles de droit et normes anciennes). Son idiome est le mapudungun, langue agglutinante qui jusqu’à présent (2017) n’a pu être apparentée de manière satisfaisante à aucun autre idiome. Dans le domaine du sport, les Mapuches pratiquent traditionnellement le chueca, sport qui rappelle le hockey ; autrefois, les Huilliches en particulier s’adonnaient également au linao, sorte de balle pelote.
En matière de patrimoine culturel matériel sont à signaler plus particulièrement l’art textile et l’argenterie.

### Organisation sociale
L’organisation et la structure sociales mapuches s’appuient principalement sur la famille et les relations entre les familles, la famille se composant du père, de sa ou de ses femmes, et de ses enfants. Le mode prédominant de descendance est la ligne patrilinéaire, encore que des indices existent que le système de parenté ait pu être matrilinéaire à l’époque précolombienne. Les enfants conçus par le père chez d’autres femmes n’étant pas considérés comme apparentés, il n’y avait pas à leur endroit de tabou sexuel ; cette perception, et les conduites qu’elle autorisait, amena les Espagnols à conclure à une pratique généralisée de l’inceste. La polygamie traditionnelle a cessé d’avoir cours chez les Mapuches modernes.
Des regroupements de familles liées entre elles par le partage d’un ancêtre commun (les dèmes au sens de Murdock) forment les unités socio-politiques autonomes et sont appelés lofs, terme dont on trouve parfois les variantes lov, levo ou caví chez les historiens. Les différentes familles constituant un lof vivaient dans des rucas (maisons en bois) voisines et s’entraidaient. Chaque lof avait pour chef un lonko (« tête » en langue mapudungun).
En temps de guerre, les Mapuches s’unissaient en groupes plus larges dénommés rehues, composés de plusieurs lofs, et équivalent à une tribu. Chaque rehue était dirigé par un chef militaire appelé toqui. Par temps de grandes calamités, telles que sécheresse, épidémie, invasion ou autre grand malheur affectant une grande extension de territoire, plusieurs rehues s’associaient pour former des groupements nommés aillarehues, dont le chef était le mapu-toqui, « chef militaire d’une région en état de guerre ».
Ces aillarehues eurent à jouer un rôle de premier plan quand il s’agit d’affronter les Espagnols. La lutte contre les conquistadors espagnols détermina les Mapuches à conclure des alliances entre plusieurs aillarehues. Les groupes résultant de telles alliances entre plusieurs aillarehues étaient désignés par le terme de butalmapus ou « circonscription militaire ». Les chefs des butalmapus étaient choisis par les toquis, et ce chef suprême était appelé par les Espagnols Gran toqui. Il y eut dans l’histoire mapuche trois principaux butalmapus, à savoir :
- Lafken mapu : dans la région du littoral.
- Lelfun mapu : dans la région des plaines.
- Inapire mapu : dans la région de la précordillère.

Dans l’organisation sociale Mapuche actuelle, les groupes rassemblant des familles liées entre elles et établies dans un même secteur géographique spécifique sont appelés communautés.

#### Coutume familiale et système de parenté

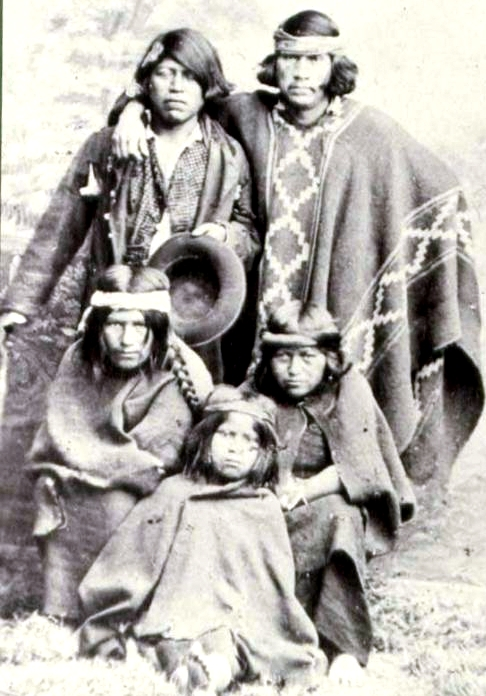
Famille mapuche (fin XIXe siècle).

La famille mapuche remplissait essentiellement deux fonctions : économique et culturelle.
- Dans l’ordre économique, elle se manifestait comme une unité de production et de consommation. Tous les membres exerçaient une fonction économique, différenciée selon le sexe et l’âge.
- Sur le plan culturel, c’était dans la sphère familiale que les jeunes membres de la famille étaient socialisés et apprenaient la culture mapuche, faisant leur le mode de vie traditionnel.

Ces deux aspects, l’économique et le culturel, n’étaient cependant pas séparés l’un de l’autre, l’initiation culturelle ayant lieu en effet dans le cadre du processus de production et de consommation, et inversement ― raison pour laquelle le développement culturel est indissociable de celui économique.
La transmission des savoirs culturels s’effectue dans la sphère domestique (des parents vers les enfants, des grands-parents vers les petits-enfants, des oncles et tantes vers les neveux et nièces, etc.) et au travers de la pratique : l’on enseigne et apprend (l’élevage du bétail, la préparation des aliments, la confection de textiles, etc.) au moment même où l’activité est accomplie.

##### Règles régissant la vie familiale
- La patrilinéarité : les membres d’une même famille sont unis par des liens de parenté selon une lignée d’ancêtres masculins. La nomenclature des relations familiales est du type omaha.
- L’exogamie : on cherchait les partenaires en dehors du propre groupe familial.
- La résidence post-nuptiale virilocale : la femme suivait son mari à la résidence de celui-ci.

### Droit
L'az mapu (ou admapu) est le droit pratiqué dans la société mapuche. Les récits des kimche rendent compte de ce système de normes, transmis de génération en génération par voie orale. L'az mapu régit les relations sociales des Mapuches et leur lien avec l'environnement naturel. L'expression « Kizugvnewkvlelafuy ta che » signifie littéralement « personne ne se commande seul », soulignant l'importance des normes collectives.
Selon Myrna Villegas Díaz, l'az mapu représente davantage qu'un ensemble de normes, car il intègre une dimension spirituelle et cosmopolitique. De plus, la compréhension de l'az est différente dans chaque lof (es), même si on peut constater certains principes directeurs permanents tels que le Yam et le Gen. Le Yam désigne le respect dû par exemple à la terre ou aux animaux, tandis que le Gen désigne les esprits tutélaires de chaque chose chargés de sanctionner tous manquements à l'éthique de l'az.
Le fait d'enfreindre l'az mapu est appelé kizugvnewvn. Selon Juan Rain, cela est toujours sanctionné dans la culture mapuche, avec le lonko comme garant ultime du respect de l'az. Victorino Antilef souligne que les sanctions sont organisées tant au niveau familial que communautaire. Selon Myrna Villegas Díaz, les conflits sont généralement résolus par les personnes concernées sans l'intervention d'un tiers, en faisant recours à des procédures amiables telles que la kutxenku ou le malón, se rapprochant ainsi de la justice réparatrice plutôt que de la logique du droit pénal. On peut ajouter beaucoup d'autres principes, par exemple le Ñuke Mapu (es) pour la conception de la terre, le küme mogen qui est une éthique proche du buen vivir, ou linarumen qui désigne le fait d'être conscient des conséquences de ses actions.
Selon Ernesto Huenchulaf, le guillatún (es) est un événement socioculturel et politique crucial pour le système juridique de l'az mapu. L'intensité et la fréquence de sa tenue varient de région en région, souvent à cause de l'impact de la colonisation et de ses conséquences.
Le coyag (es) est une forme de parlement important dans l'az mapu.
Le concept jusnaturaliste des droits humains est intégré dans l'az mapu à travers des interprétations et représentations propres. Selon les recherches d'Elsy Curihuinca Neira, le concept d'intérêt supérieur de l'enfant – tel que formulé dans les standards onusiens des droits de l'enfant – se retrouve dans l'az mapu.
Le droit chilien ne reconnaît traditionnellement pas le droit mapuche, qu'il appréhende indirectement à travers la Loi sur les Indiens et les lois antiterroristes. Cependant, la jurisprudence pénale chilienne a démontré une ouverture à l'application du az mapu, en se fondant sur la convention 169 de l'Organisation internationale du travail relative aux peuples indigènes et tribaux, par exemple dans le domaine des violences familiales. La jurisprudence chilienne récente montre aussi une tendance à la reconnaissance du droit propre (es) autochtone en matière de gestion des terres, en concevant que le droit de propriété peut avoir des sens différents dans différents systèmes.

### Croyances et religion

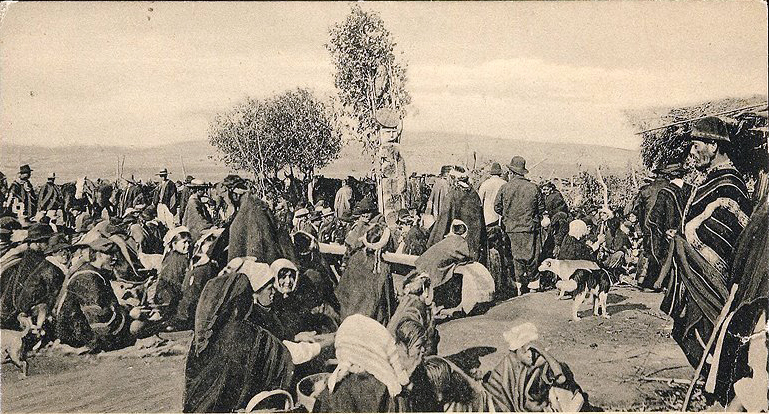
Funérailles mapuches à Concepción, vers 1901-1903, avec un chemamull au centre.

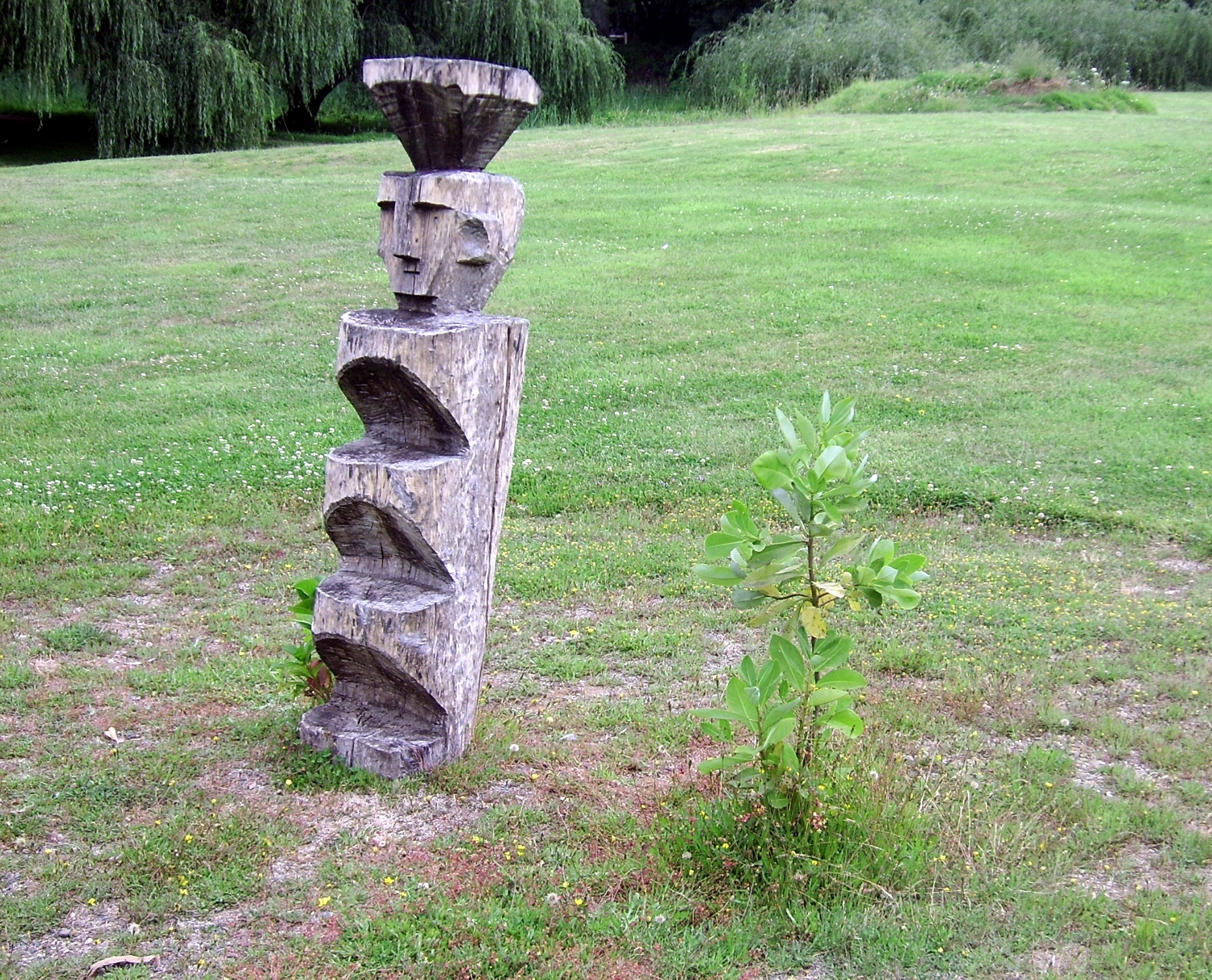
Rehue et canelo, symboles sacrés des Mapuches.

Schématiquement, la religion Mapuche est construite sur l’idée d’une connexion entre monde spirituel et monde tangible. Ses principaux éléments sont : le respect au monde spirituel ; le culte des esprits ou des ancêtres mythiques, appelés pillans et wangulén (Antu, Kuyén, etc.) ; le culte des esprits de la nature, appelés ngen ; et la relation entre peuple mapuche et Ñuke Mapu (« terre mère »).
Que la croyance des Mapuches en un être supérieur et omnipotent ait été antérieure à leur contact avec le christianisme est objet de controverse ; quoi qu’il en soit, à l’heure actuelle, les Mapuches croient en Ngünechen (« seigneur des gens », hispanisé en Guenechén ou Ngenechén) comme dieu équivalent au — ou synonyme du — Dieu chrétien, mais un dieu qui avait réellement, avant l’influence chrétienne, présenté les caractéristiques des antiques esprits individuels et indépendants. Pour les Mapuches, Ngünechen est à la fois père, mère, frère et sœur ; sont vénérées en outre une « amie du soleil », qui guérit les maladies des hommes, et des divinités stellaires. L’est et le sud sont sacrés pour les Mapuches, car c’est de ces directions que soufflent les vents bénéfiques, de même que leur est sacré le bleu du ciel. Les animaux sacrés sont les chevaux, qui sont principalement destinés à être montés, mais que l’on tue et consomme à l’occasion de grandes festivités comme p.ex. le guillatún.
Le huecuvus (dont on trouve aussi les graphies huevuva, huecuvas, huecuve, huecufe ou wecufe) est dans la mythologie mapuche un esprit malfaisant envoyé vers les hommes par le dieu Pillán ; pouvant se manifester comme un tourbillon, ou prendre toute autre forme, il est susceptible de causer aux hommes malheurs et adversités, tels que maladies, mauvaises récoltes, intempéries et autres fléaux. Selon la croyance populaire, rien n’est en mesure de prémunir les humains contre un huecuvus.
D’autre part, la mythologie mapuche se signale par un grand nombre d’êtres mythologiques, tels que le chonchón et des personnages semi-mythiques comme les kalkus. La tradition mapuche renferme également un récit mythique de la création des terres de la partie sud du Chili, à savoir l’histoire de Coi Coi-Vilu et Tren Tren (ou Ten Ten).
Les médiateurs par excellence de la religion mapuche sont le ngenpin, le ou la machi, et le lonco, chargés du culte et de la célébration des différents rituels. Parmi les rituels les plus remarquables figurent notamment le guillatún, rituel mixte, d’adoration et d’agrément, d’une grande variabilité selon le territoire où il est célébré, avec un caractère nettement religieux dans la zone de la précordillère et de la cordillère, et le machitún, cérémonie de curation et d’augures.
Il existe des antécédents de sacrifices humains d’enfants chez les Picunches sous la domination incaïque, ainsi que de prisonniers assassinés rituellement pendant la guerre d'Arauco, ou lors de rites sacrificiels destinés à éviter ou à mettre fin à une calamité frappant le peuple mapuche. Le dernier cas dont on ait connaissance se produisit dans le sillage du tremblement de terre de Valdivia en 1960, le plus dévastateur jamais enregistré au Chili par les sismologues, lorsque, dans les environs de Puerto Saavedra, après le raz-de-marée faisant suite au séisme, une machi immola et jeta à la mer un enfant de cinq ans.
Aujourd’hui, les Mapuches sont majoritairement de confession catholique (et dans une moindre mesure évangélique), que leur religion soit le produit du syncrétisme ou qu’il résulte d’une conversion directe consécutive à l’emprise chrétienne. Cependant, en pratique, le « christianisme mapuche » apparaît bien plutôt comme un « paganisme pétri d’éléments catholiques », et les rituels classiques et les machis (prêtres et prêtresses traditionnels) continuent d’y occuper une position centrale,. Les machis actuels sont à 80 pour cent des femmes,. En novembre 2007 fut approuvée la première béatification d’un Mapuche, le jeune Argentin Zéphyrin Namuncurá (1886-1905).

### Cérémonies et traditions
La culture mapuche connaît une multiplicité de cérémonies et de traditions, dont les plus connues sont le guillatún, le machitún, le llellipun, le machiluwün, le ngeykurewen et la célébration du we tripantu. Trois de celles-ci vont être brièvement décrites ci-après.
- Le guillatún[186] (ngillatun), le plus important des rituels mapuches, est une cérémonie propitiatoire et d’action de grâce à la divinité. Elle nécessite un lieu spécialement aménagé à cette fin, le ngillatuwe. Au centre de cet espace est installé un rehue (ou rewe, sorte d’autel constitué d’un tronc d’arbre taillé en degrés et fiché en terre), autour duquel prennent place les participants. La cérémonie, qui se prolonge sur un minimum de deux journées et sur un maximum de quatre, a pour objet de demander à Guenechén ou à d’autres êtres spirituels de gratifier le peuple de pluies, de récoltes abondantes, d’un accroissement du bétail et d’autres faveurs dans les années à venir, tout en les remerciant pour leurs bienfaits des années passées ; dans le même temps, tout au long du rituel, l’on prend soin de tenir à l’écart les esprits malfaisants. Durant la cérémonie, des danses ont lieu, accompagnées d’oraisons, et des offrandes sont faites, sous forme notamment de sacrifices d’animaux et de dons de fruits locaux et de muday (boisson alcoolisée à base de céréales). Le petit guillatún se célèbre chaque année, le grand tous les quatre ans vers Noël[178]. Le guillatún revêt aussi une grande signification sociale, s’agissant en effet d’un rituel qui réunit la communauté pendant plusieurs jours et lors duquel les familles et les personnes de connaissance se rendent mutuellement les honneurs en partageant les repas, typiquement un morceau de viande (cheval, porc, bœuf ou mouton, bouilli ou grillé) et un bout de iwiñ kofke, pain frit dans de la graisse de cheval. Il n’est pas rare qu’une famille tue au minimum un cheval et un cochon, afin d’offrir des mets à tous leurs hôtes et connaissances. La fête conjugue des éléments du Nouvel An européen avec une démonstration impressionnante d’art équestre araucan traditionnel : un autel rustique est dressé et porté ensuite en procession solennelle par des cavaliers, de plus en plus rapidement, pour se terminer en plein galop. En outre, des agneaux sont sacrifiés, dont le sang est exposé dans des écuelles posées sur l’autel, en offrande à la divinité. Enfin, du chicha (sorte de bière à base de maïs ou de pommes) est consommée en fortes quantités. Cette festivité voit aussi généralement officier un (ou une) machi ; il (ou elle) escalade les degrés d’un rehue, censé symboliser une échelle conduisant au ciel et par laquelle l’officiant s’élève jusque dans l’au-delà, auprès des dieux. Arrivé au fin haut du rehue, il se met à tourner autour de son axe, tout en frappant sur un cultrún (tambour), sans interruption, jusqu’à entrer en transe et à tomber finalement sur le sol, où il reste étendu comme mort, puis reprend connaissance, et annonce avoir appris de Dieu que celui-ci est satisfait des offrandes et des prières[178],[187]. Ce rite du voyage dans l’au-delà, où le machi se fait parfois accompagner d’esprits auxiliaires et qui s’effectue en état d’extase, ces actes accomplis dans le monde des esprits, l’élection des machis par Dieu, la période d’initiation de plusieurs années, la forme et la signification du tambour, et le symbole central de l’échelle céleste rappellent si fortement le chamanisme sibérien, que d’aucuns ont voulu établir un rapport générique entre culture mapuche et chamanisme ; cependant, selon toute vraisemblance, il ne s’agit en l’espèce que d’une analogie fortuite[178], et la postulation de rapports homologiques avec les civilisations sibériennes est considérée aujourd’hui comme relevant de la pure conjecture[188].

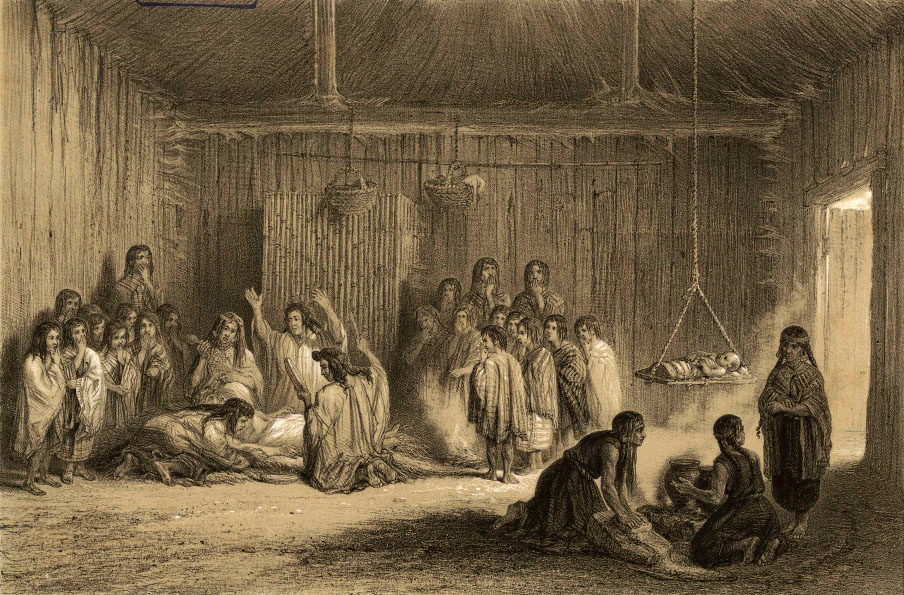
Une cérémonie de machitún, gravure dans Atlas de la historia física y política de Chile de Claude Gay.

- Le machitún (ou machitun) a pour but la guérison d’une personne malade. Lors de cette cérémonie, les ancêtres sont évoqués, lesquels, dans la croyance mapuche, ont quitté le monde terrestre pour le monde spirituel et possèdent l’art de diagnostiquer les maux et affections. Le rite fait intervenir un (ou une) machi, qui au début de la cérémonie escalade les sept marches du rehue et y dépose des feuilles de cannelier, l’arbre sacré des Mapuches, pour les brûler ensuite. Au son du cultrún, il (ou elle) prie et chante auprès du malade, jusqu’à entrer dans un état de transe (küymin), lui permettant d’entrer en communication avec les esprits et de s’entendre révéler par eux la cause de la maladie du patient, qui selon la croyance mapuche gît dans quelque maléfice ou transgression, ainsi que la marche à suivre pour le guérir, qui consistera généralement à administrer des infusions, spécifiques à chaque mal. La plupart du temps, la cérémonie se déroule à l’intérieur de la ruca (maison) du malade et en présence de sa parentèle. Le (ou la) machi se fait assister par des aidants (dungumachife) chargés de traduire ses paroles, et par d’autres acolytes chargés de chasser les esprits mauvais impliqués dans la maladie à traiter. Une fois mise au jour l’origine du mal, et ce dernier « retiré » du corps du malade, un remède est préparé à base d’herbes médicinales, complété d’autres traitements[189],[190].
- Le we tripantu (hue tripantu dans la transcription espagnole, ou wiñoy tripantu) est la fête du nouvel an mapuche. Sa date est fixée au solstice d’hiver (hémisphère sud), entre le 21 et le 24 juin, de sorte qu’à l’aube du 24 juin, un autre cycle de vie commence dans le monde mapuche et sur la terre mère. C’est en général une journée de retrouvailles, d’harmonisation et d’équilibre des relations humaines. Une tradition courante de cette fête est de se baigner à l’aube dans une rivière ou dans un lac pour se purifier[191].

### Constructions et sculptures

#### Habitation

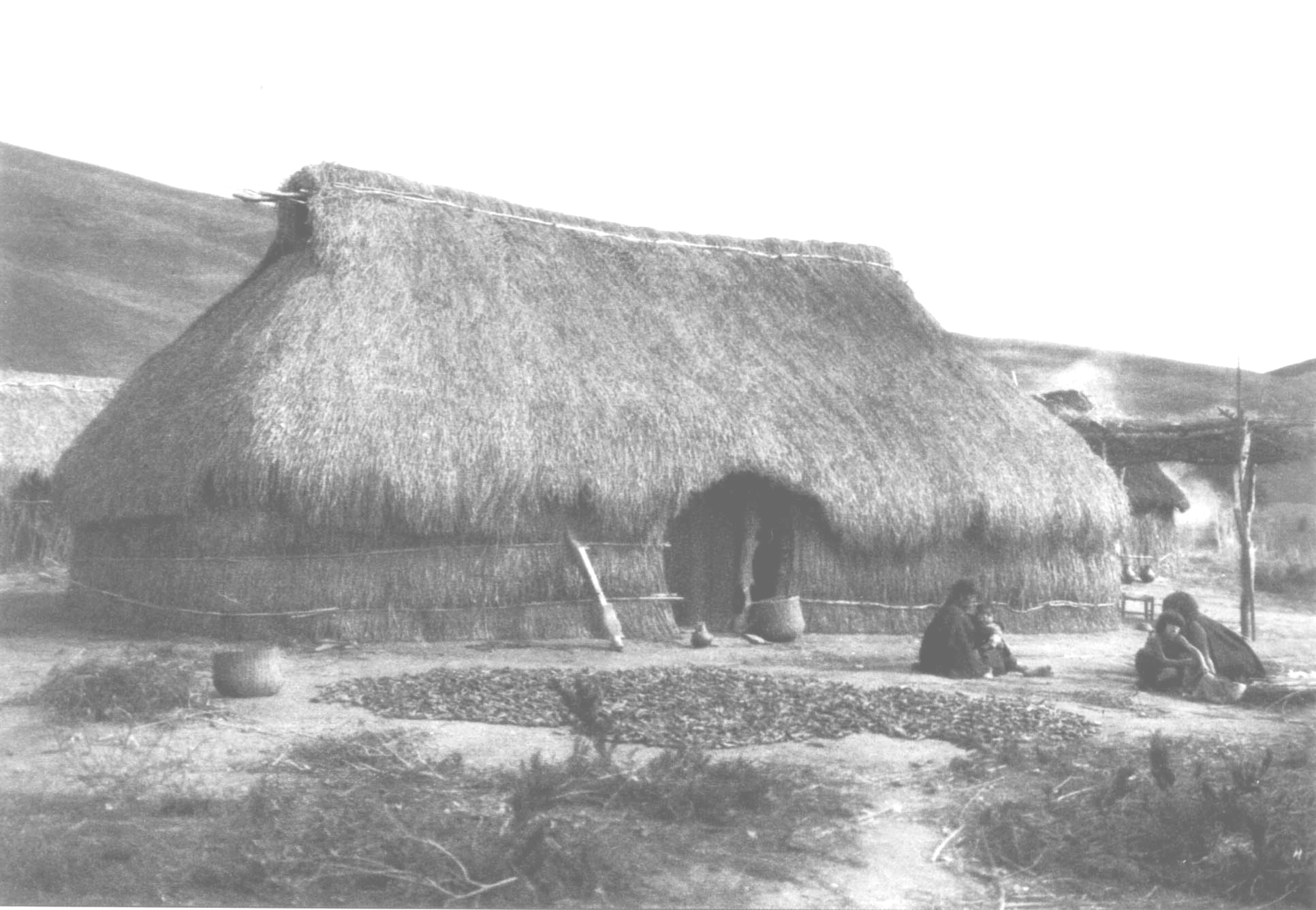
Maison mapuche (ruca), sur une photographie de 1930.

L’habitation traditionnelle des Mapuches est la ruka (ou ruca en transcription espagnole), construction assez vaste, d’une superficie variant entre 120 et 240 mètres carrés, constituée de murs d’adobe, de planches ou de bambous, tapissés de tiges de massette à l’intérieur. Elles sont renforcées au-dedans par des piliers de bois qui supportent une toiture de joncs ou de quelque graminée semblable à la paja brava. Elles sont habituellement dépourvues de fenêtres ; l’unique entrée, tournée vers l’orient, reste ouverte, mais est abritée des rayons du soleil par une ramada (auvent) formée de piquets supportant une couverture de branches. L’ingénieur Gustave Verniory, engagé par le gouvernement chilien pour aider à la construction de chemins de fer, et qui séjourna dix années en Araucanie à la fin du XIXe siècle, se lia d’amitié avec un cacique (polygame) et put donc visiter sa ruca, dont il décrivit l’intérieur comme suit dans ses mémoires :

« Le sol est en terre battue. Le fond de la hutte est divisé par des cloisons de roseaux en quatre compartiments d’environ trois mètres de large sur deux de profondeur, deux à droite, deux à gauche, s’ouvrant sur un couloir central ; c’est à peu près la disposition d’une écurie anglaise.

Au centre de trois d’entre eux, entouré d’un cercle de pierres, est un foyer où le feu couve sous la cendre ; il manque dans le quatrième. D’après les notions que j’ai déjà acquises sur la vie des Indiens, j’en conclus que le cacique a trois femmes […].

Dans ces appartements privés, il n’existe d’autre mobilier que le lit conjugal en planches à un pied au-dessus du sol, large de trois pieds et couvert de peaux de mouton, et d’autres couchettes de peaux superposées ou de paille à même le sol pour les membres de la famille. Des vêtements sont pendus aux cloisons.

Dans la partie avant de la hutte, aucun meuble, si ce n’est quelques tronçons d’arbre et des peaux jetées de ci de là. Aux perches formant l’armature et au clayonnage pendent des provisions diverses : des bottes d’épis de maïs, des sacs en peau de vache gonflés de blé, des outres faites de la tête d’un cheval ou d’un veau contenant des œufs, un curieux sac à farine formé de la peau cousue d’un jeune veau et, ce qui me frappe le plus, des marmites en pis de vache durcis.

Sur un tronc équarri posé le long d’une des parois sont rangés de nombreux ustensiles de ménage : des jarres en terre cuite, des écuelles en bois, des calebasses et gourdes évidées de toutes formes, des cruches en terre glaise, des coquilles de grosses moules de rivière servant de cuillers. À côté, une grande auge en bois contenant la provision d’eau. Dans un coin, la lance du cacique, une grosse massue en bois dur, une selle, un lasso, une trutruca ou grande corne pour sonner le ralliement de la tribu. »

#### Autel et structures funéraires

Taille d’un chemamüll, statue funéraire mapuche, en regard d’une personne.

- Une structure rituelle importante est le rewe (rehue, selon la graphie espagnole ; prononcer réwé), autel sacré utilisé par les Mapuches dans de nombreuses cérémonies. C’est un tronc d’arbre d’environ deux mètres de haut, fiché en terre, plus ou moins grossièrement sculpté et entaillé d’une série de marches que le machi gravit à reculons lors de fêtes religieuses et sur lesquelles il peut se tenir debout. La ruca (demeure) d’un machi se reconnaît au rehue qui se dresse aux abords, ombragé par le feuillage odorant d’un cannelier, arbre sacré[194].
- À signaler encore les statues de bois appelées chemamüll (de che, personne, et mamüll, bois, soit : « bois ayant forme humaine »), poteau funéraire que l’on dresse sur la tombe du défunt à l’issue de la cérémonie de funérailles. C’est un tronc dont la partie supérieure, sommairement sculptée à la hache, figure une tête coiffée d’une sorte de chapeau haut-de-forme[195].
- En 2007, l’archéologue américain Tom Dillehay a dénombré environ 300 tumulus funéraires, nommés cuel, aux alentours de Purén et de Lumaco. Ces buttes artificielles coniques, faites de pierraille et de boue, peuvent dans certains cas dépasser les 40 mètres de hauteur. L’auteur a formulé l’hypothèse que dans la plaine limoneuse de Purén se serait développé un foyer de peuplement suffisamment important que pour permettre l’édification de monuments funéraires. Dillehay fait remonter les cuel à deux centaines d’années avant l’arrivée des Espagnols, soit les XIVe et XVe siècles. Il conjecture en outre que ces structures aient pu être le fruit de l’influence inca ou de quelque autre des cultures des Andes centrales en général[196].

### Mathématiques
Le système de numération mapuche est décimal, avec des noms particuliers pour les neuf unités (dans l’ordre : kiñe, epu, küla, meli, kechu, kayu, regle, pura, aylla), la dizaine (mari), la centaine (pataka) et le millier (warangka), le reste des nombres étant formé par composition, au moyen de sommes et de multiplications, où une unité nommée à gauche d’un nombre d’ordre supérieur multiplie celui-ci, et lui est additionnée si elle est nommée à droite. Par exemple, kechu pataka küla mari küla représente 533 (5 x 100 + 3 x 10 + 3).
Selon le missionnaire Félix de Augusta (1860-1935), les Mapuches ne disposaient pas d’une méthode établie pour opérer avec des fractions et des décimales, de sorte que l’auteur dut adapter la terminologie espagnole aux usages mapuches.
Au XIXe siècle, Claudio Matte, dans son syllabaire de 1884 familièrement appelé Silabario del ojo, affirmait que les Mapuches ne savaient pas compter et qu’ils utilisaient des métaphores pour exprimer les nombres, affirmation qui sera à l’origine d’une croyance erronée qui durera des décennies.

« [...] la loi relative à l’instruction primaire obligatoire de 1928 se chargea de formaliser le mépris indigène envers notre peuple en ce qui touche au système numérique et au comptage, et M. Claudio Matte, grand savant de l’université du Chili, auteur du Silabario El Nuevo Método, communément appelé Silabario El Ojo, dans les années 50, soulignait dans la leçon no 21, sous le titre Los Indios Mapuche no saben contar, que pour dire ‘un’ ils disent ‘soleil’, et pour dire deux ils disent ‘patte d’oiseau’. »

— Juan Ñanculef Huaiquinao, Centre de documentation mapuche.

### Art textile

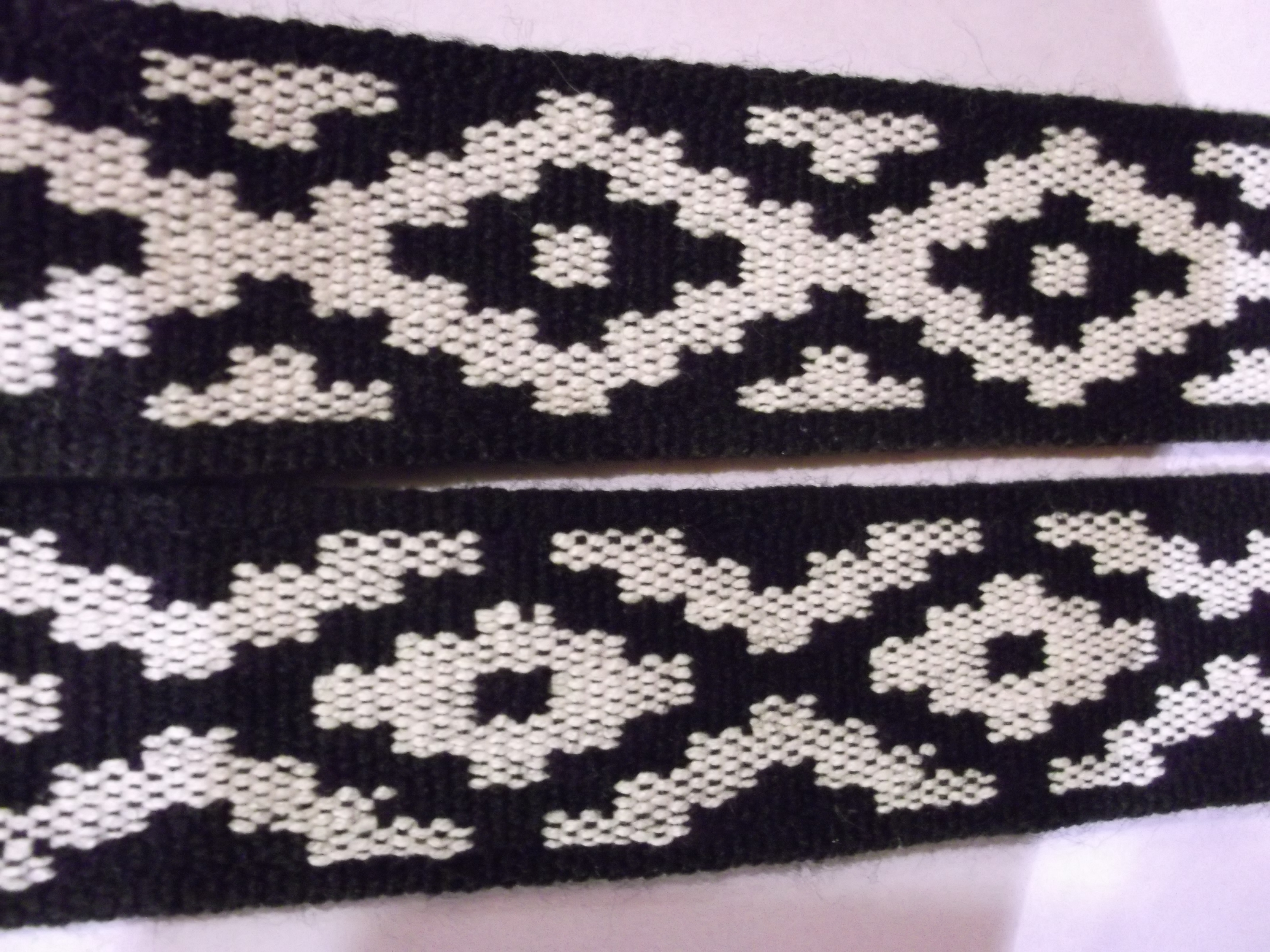
Ruban mapuche présentant le motif typique du guemil, très semblable à la chacana.

Les données les plus anciennes sur l’art du tissage dans les zones les plus australes du continent américain (c’est-à-dire la partie méridionale des actuels États du Chili et de l’Argentine) ont été recueillies dans quelques sites archéologiques, comme les cimetières pitrén non loin de la ville de Temuco, le site Alboyanco dans la région du Biobío, et le cimetière Rebolledo Arriba dans la province de Neuquén. Des preuves y ont été trouvées de l’existence de tissages mettant en œuvre des techniques et des dessins complexes et remontant à une date aux alentours de 1300-1350. Sur la base de ces trouvailles et d’autres encore, un lien a pu être établi entre l’artisanat textile développé en Araucanie et les cultures andines du nord (actuels Équateur et Pérou), et il a été postulé que les tissus et le savoir-faire textile seraient arrivés jusque dans la région araucane par des contacts et des échanges avec ces lointaines régions.
Les documents historiques les plus anciens attestant de l’existence de l’art textile chez les autochtones du sud des actuels territoires argentin et chilien sont des chroniques d’explorateurs et de colonisateurs européens datant du XVIe siècle. Ces témoignages font état de ce que, à l’arrivée des Européens dans la région d’Araucanie, les natifs de cette zone étaient vêtus de tissus fabriqués par eux-mêmes à partir de la laine de lamas, dont les Mapuches pratiquaient l’élevage. Ultérieurement, et après adoption du bétail ovin apporté par les Européens, ces autochtones commencèrent à élever ces animaux et à en utiliser la laine pour la confection de leurs tissus, jusqu’à ce que cette laine vint à supplanter largement l’emploi du poil de lama. Vers la fin du XVIe siècle, ces ovins élevés et améliorés par les autochtones avaient acquis un corps plus robuste et une laine plus grosse et plus longue que celle du bétail apporté par les Européens.

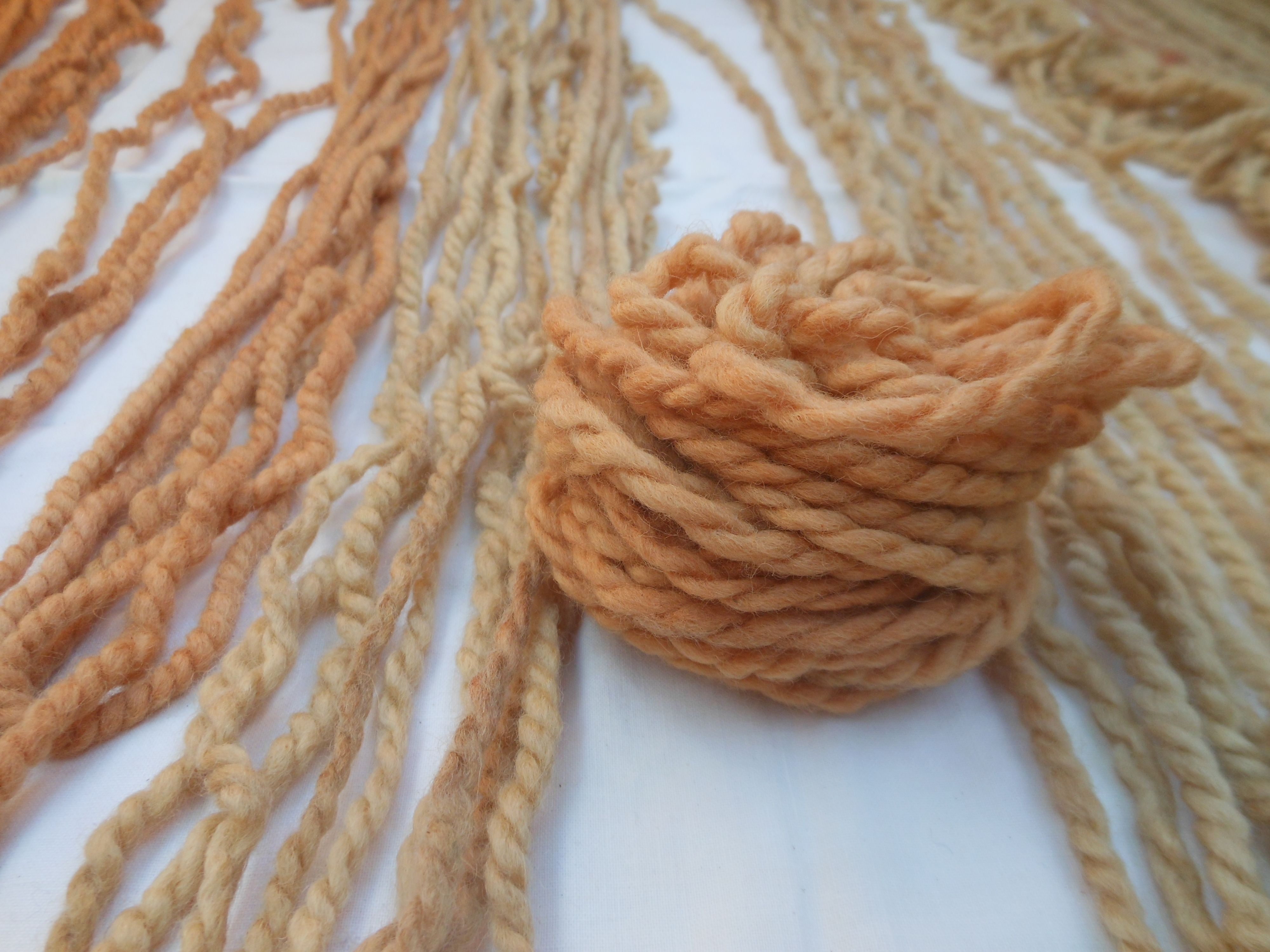
Laine teinte à l’aide de teintures végétales.

L’objet vestimentaire principal était le chamal, pièce de tissu de forme carrée, que les hommes fixaient à la ceinture et dont ils s’enveloppaient les jambes en guise de pantalon, et que les femmes assujettissaient à l’épaule gauche avec une grosse épingle, pendant qu’un autre chamal faisait office de jupe. Pour teindre ces pièces vestimentaires, les Mapuches utilisaient de l’argile ou des teintures végétales, dont ils combinaient les tonalités et avec lesquels ils créaient des motifs dénotant un grand sens artistique. Cette tenue vestimentaire de base était complétée de capes, de bandeaux, de rubans pour la tête, et d’une ceinture.
Le métier à tisser mapuche était posé de façon verticale et se composait d’un bâti de quatre pièces de bois, une pour élever la chaîne, une autre pour apprêter la trame, une navette, et une dernière pour soutenir les fils élevant un plan de la chaîne. De cette machine dérive le métier à tisser chilote ou quelvo, de plus grande taille et de disposition horizontale.

#### Importance économique des textiles
Ces tissus étaient confectionnés par les femmes, qui transmettaient leur savoir-faire de génération en génération, par tradition orale et en faisant appel à l’imitation gestuelle, habituellement dans le milieu familial. Les femmes douées d’une grande habileté textile étaient très valorisées, jouant en effet, par l’élaboration de leurs tissus, un important rôle économique et culturel, raison pour laquelle un homme, quand il voulait épouser une femme, devait apporter un trousseau beaucoup plus grand si la femme convoitée était une bonne tisseuse.
À l’heure actuelle (2017), de nombreuses femmes mapuches continuent de confectionner des tissus selon la coutume ancestrale et de transmettre leur savoir à la manière traditionnelle, c’est-à-dire au sein du foyer et de la famille, de mère à fille et de grand-mère à petite-fille. Ce mode d’apprentissage est basé sur l’imitation gestuelle, et ce n’est qu’à de rares occasions, et en cas de stricte nécessité, que l’apprentie se voit donner des instructions explicites ou de l’aide de la part de ses instructrices. Le savoir se transmet donc au moment même de la réalisation des tissus, et faire et transmettre ont lieu simultanément.

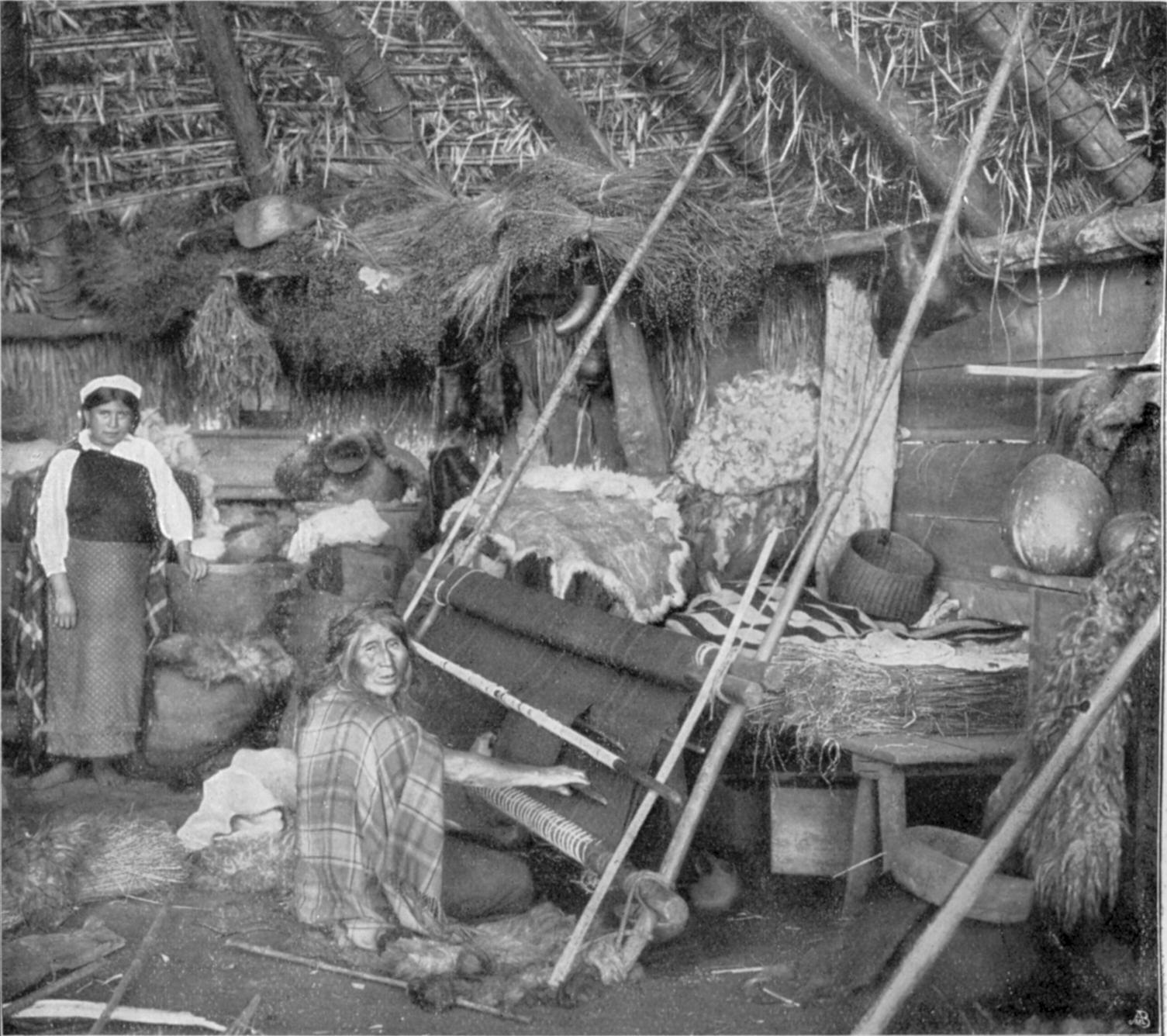
Intérieur et métier à tisser, Chili.

Dans les sociétés andines, les textiles avaient une grande importance et étaient fabriqués dans le but d’être utilisés comme vêtement, comme ustensile et abri pour le foyer, et également comme marque de prestige. Aux XVIe et XVIIe siècles, cette dernière fonction des textiles se fit jour aussi dans la région d’Araucanie, où, selon plusieurs chroniqueurs du Chili, les autochtones essayaient de s’emparer d’habits et d’étoffes espagnoles comme trophée de guerre, ou d’en acquérir par leurs négoces avec les Espagnols. En outre, c’était vêtus de leurs meilleurs habits que les corps des défunts étaient déposés dans leurs sépultures.
D’autre part, l’activité textile permettait d’engendrer des surplus, susceptibles de servir de biens d’échange et d’alimenter un commerce fort important pour les autochtones. Nombre de témoignages écrits remontant jusqu’au XVIe siècle attestent que les étoffes étaient destinées au troc entre les différents groupes autochtones, puis, à la suite de la colonisation européenne, entre ceux-ci et les colons. Grâce à ces trocs, les Mapuches pouvaient faire l’acquisition de biens qu’ils ne fabriquaient pas ou qu'ils prisaient particulièrement, comme p.ex. les chevaux. Les volumes de tissus produits par les femmes mapuches en Araucanie et dans le nord de la Patagonie et commercialisés ensuite étaient considérables et constituaient une ressource économique de première importance pour les familles autochtones. Aussi, dès avant la colonisation européenne, les textiles confectionnés par les Mapuches avaient-ils cessé d’être destiné à l’usage exclusif de la famille ou des seuls groupes autochtones.
À l’heure actuelle, les tissus élaborés par les Mapuches continuent d’être destinés tant à l’usage domestique qu’à la vente ou au troc, ou à servir de cadeau. Toutefois, depuis déjà le début du XXe siècle, les femmes mapuches et leurs familles s’habillent de vêtements provenant du dehors et fabriqués à base de matériaux d’origine industrielle, et parmi les productions textiles locales, seuls les ponchos, les capes, les ceintures et les rubans sont encore d’usage courant. Aujourd’hui encore, une bonne partie des tissus produits sont écoulés dans le commerce et représentent dans beaucoup de cas une importante source de revenus pour les familles.

### Argenterie et parures

Dessin représentant une trapelacucha, ornement pectoral en argent traditionnellement porté par les femmes mapuches.

L’argenterie est l’une des facettes les plus prégnantes de la culture matérielle mapuche. C’est dans la deuxième moitié du XVIIIe siècle que les orfèvres argentiers mapuches se mirent à produire de l’argenterie fine en grande quantité. L’essor de l’orfèvrerie a pu être attribué aux pourparlers de Quillín de 1641 et à ceux de Negrete de 1726, qui instaurèrent une trêve des hostilités entre Espagnols et Mapuches et permirent au commerce de s’épanouir entre les Mapuches, désormais reconnus de facto indépendants, et le Chili colonial,. Dans ce contexte d’échanges croissants, les Mapuches commencèrent fin XVIIIe siècle à accepter les paiements en monnaie d’argent pour leurs produits, qui consistaient en général en bétail et en chevaux. Ces pièces de monnaie, en argent ou autre, obtenues à l’issue de négociations politiques, serviront de matière première aux artisans orfèvres mapuches (en mapudungun : rüxafe),,. Les pendentifs mapuches anciens en argent comprennent souvent des pièces non fondues, incorporées telles quelles dans le bijou, ce qui aide les chercheurs modernes à dater les objets,. La grande partie des monnaies d’argent espagnoles provenait des mines de Potosí dans le Haut Pérou.
La grande diversité des créations d’argenterie fine chez les Mapuches s’explique par le fait que ces objets étaient notamment destinés à servir de marqueur d’identification aux différents reynma (familles), lof mapu (territoires), ainsi qu’à des loncos (caciques) et machis (prêtres) déterminés. Au fil du temps, les parures en argent ont été sujettes à changements en fonction des modes, mais certains modèles de base associés à des concepts philosophiques et spirituels ont résisté au passage des ans et n’ont pas subi de modifications majeures. Ces pièces sacrées qui apportent fécondité et protection sont le support d’un message codifié qui fait référence au statut social de la femme qui les porte.
L’activité d’orfèvrerie et la diversité artistique mapuches connurent leur apogée à la fin du XVIIIe siècle et au début du XIXe siècle. Au XIXe siècle, tout cacique mapuche important avait en principe au moins un orfèvre argentier à sa disposition. La campagne militaire de 1869 menée par l’État chilien contre le territoire mapuche indépendant provoqua pendant l’hiver de cette année une famine chez les Mapuches, aggravée encore par une épidémie de variole. Cette circonstance portera certains Mapuches à vendre leurs parures d’argent dans les villes de la Frontera (c’est-à-dire sises sur la ligne de démarcation entre le territoire tenu par eux et celui sous domination chilienne) en échange de nourriture. Selon l’universitaire mapuche Carlos Aldunate, il n’y avait plus en l’année 1984 d’orfèvres parmi ses contemporains mapuches.
Gustave Verniory donne dans ses mémoires un bref inventaire des parures féminines mapuches :

« Les femmes d’un cacique riche sont des joailleries ambulantes. Il y a d’abord les chaînettes qui relient les extrémités des deux tresses, puis les boucles d’oreille pesant souvent une demi-livre, puis les colliers, les bracelets, les diadèmes, les bagues nombreuses, les anneaux aux chevilles, les pendentifs et surtout l’épingle […], plaque ronde de la dimension d’une assiette formant la tête, avec une tige longue d’un pied, le tout en argent ; d’autres fois, la tête est une sphère énorme. »

Le principal ornement féminin cependant est le pendentif pectoral (c’est-à-dire qui se porte en sautoir sur la poitrine, trapelacucha en mapudungun), qui, s’il peut varier dans sa forme, se présente néanmoins le plus souvent comme un assemblage de trois colonnes parallèles séparées constituées de plaquettes rectangulaires reliées entre elles par des chaînons d’argent aplatis ; au sommet de ces trois colonnes, et les maintenant ensemble, se trouve une figure plate composée d’un oiseau bicéphale, à ailes éployées, tandis que la base est constituée d’une pièce plate en demi-cercle ou trapézoïde, se terminant en bas par un alignement de pendeloques sous forme de petits disques.

### Musique

#### Musique traditionnelle
Au contraire de la musique populaire ou profane, qui est fort sujette à la mode et n’a pas été consignée ou enregistrée, la musique religieuse a été préservée en ce qu’elle est répétée cérémoniellement, à l’identique, comme p. ex. les chants des guillatúns (parmi lesquels les tayüḻfe, qui accompagnent de chants les danses des choyke), qui peuvent passer pour des échantillons de musique traditionnelle mapuche. Cependant, il existe par ailleurs aussi des chansons d’amour, des chansons à boire ou des chansons évoquant tel événement survenu dans la terre natale ou telle personne en vue. Le chant mapuche peut être chanté a cappella ou être accompagné de quelque instrument de musique cérémonielle.
Dans l’arsenal des instruments de musique mapuches figurent des instruments de percussion, tels que le cultrún, dont l’utilisation est exclusivement rituelle, et les cascahuillas, grelots attachés aux jointures des doigts, et des instruments à vent, comme la trutruca, canne creuse de bambou avec une corne à son extrémité, ou la pifilca, aérophone de la famille des flûtes, sans biseau, semblable à un sifflet. Un instrument original est le trompe ou torompe, idiophone dont on fait vibrer une languette et qui se sert de la gorge et de la bouche comme caisse de résonance.

#### Musique actuelle
À ces instruments traditionnels s’en sont joints d’autres, comme l’accordéon et la trompette en Araucanie, et la guitare et le bombo dans la région des Lacs. Parmi les chanteuses modernes de musique mapuche, il convient de mentionner en particulier Beatriz Pichimalén, Aimé Paine et Nancy San Martín.

### Poésie contemporaine
Le peuple mapuche a produit une vaste littérature orale, que favorisait le goût traditionnel de ce peuple pour le maniement esthétique de son idiome et par la circonstance que le talent oratoire y était élevé au rang de compétence sociale suprême. Les principales formes du récit sont l’epew, sorte de fabliau, et le nütram.
La culture mapuche s'appuie traditionnellement sur une transmission orale, leur littérature écrite est relativement récente. Ce peuple s'intègre dans les modes de transmission dominants. À partir du XXe siècle, de nombreux poètes mapuches décidèrent de basculer de l’oralité vers l’écriture et commencèrent ainsi à apparaître sur la scène de la littérature écrite. Plusieurs parmi eux ont publié leurs recueils dans des éditions bilingues espagnol-mapudungun, mais les caractéristiques centrales de la majorité de ces auteurs sont le recours à la langue vernaculaire et la présence dans leurs œuvres des topos littéraires propres à l’ethnie mapuche, tels que les références à l’environnement naturel, la symbologie et la cosmovision mapuches. Parmi ces écrivains, le poète Elicura Chihuailaf, auteur du livre Sueños azules y contrasueños, professeur à l’université de Temuco, est parvenu à une reconnaissance au niveau latino-américain.
Parmi les poètes mapuches contemporains méritent mention :
- Lorenzo Aillapán (1940 - ) : poète et musicien, qui se déclare üñümche, homme-oiseau, car capable de comprendre le langage des oiseaux. A également travaillé occasionnellement comme acteur.
- Emilio Antilef : journaliste et poète.
- Elicura Chihuailaf (1952 - ) : l’un des poètes mapuches les plus célébrés. Son œuvre se signale par l’utilisation d’éléments de la symbologie traditionnelle, comme le culte des ancêtres et la couleur bleue. Il a traduit en mapuzugun des œuvres de Pablo Neruda et de Víctor Jara.
- Rosendo Huenumán García (1935 - ) : poète et compilateur de poésie traditionnelle. Il fut député pour le Parti communiste du Chili jusqu’en 1973[219].
- Jaime Luis Huenún (1967 - ) : poète huilliche, également éditeur d’anthologies d’autres auteurs mapuches.
- Leonel Lienlaf (1969 - ) : poète se déclarant ouvertement poète bilingue ; également musicien.
- Eliana Pulkillanca (1963 - ) : poète autodidacte lafkenche, de la zone de la Communauté autochtone Lonco Kashillahue de Piutril, San José de la Mariquina.
- Graciela Huinao (1956 - ) : poète et conteur huilliche, elle fut la première femme mapuche à faire paraître un livre.
- María Catrileo (1944 - ) : écrivain et enseignant d’anglais, de mapudungún et d’espagnol à l’université australe du Chili.

### Cuisine mapuche, pratiques alimentaires
- Le merkén est un élément traditionnel de la cuisine mapuche.

### Ethnotourisme
Vers la fin du XXe siècle, certaines communautés mapuches ont entrepris de créer des programmes de tourisme, plus spécifiquement d’ethnotourisme, dénommés « tourisme mapuche ». Celui-ci s’inscrit dans une nouvelle tendance touristique, qui implique une nouvelle façon de voyager et un autre choix de destinations et dont les pratiquants s’interdisent de porter préjudice aux cultures locales, d’altérer des équilibres vieux de plusieurs siècles voire de millénaires, ou de détruire les écosystèmes naturels. Il s’agit en l’occurrence de formes alternatives de développement touristique respectant les ressources et les communautés locales, dans la conviction qu’ainsi pourront être protégés et renforcés la culture et l’environnement de la destination touristique choisie. Le tourisme responsable se définit comme un voyage qui prend en considération les contextes naturels, socio-culturels, économiques et politiques de la destination, s’attachant à accroître les bénéfices et à minimiser les impacts négatifs du tourisme.
C’est dans cet esprit qu’a été mis en place l’ethnotourisme dans des zones habitées par le peuple mapuche. À cet égard se signale en particulier l’écotourisme organisé par des communautés huilliches, se traduisant notamment par la participation des Huilliches dans la création d’un réseau de parcs sylvestres dans l’Aire marine et côtière Lafken Mapu Lahual, dans la province d'Osorno, au Chili, mais prenant plusieurs autres formes encore telles que le tourisme d’aventure, l’agritourisme, le tourisme rural, le tourisme écologique, le tourisme scientifique, le tourisme historico-culturel, et l’ethnotourisme. Ce dernier se donne comme but la préservation de l’identité ethnique et la valorisation et transmission du patrimoine culturel.
En Amérique latine, des pays comme le Pérou, la Bolivie, le Mexique et le Nicaragua ont mis au point au niveau national nombre de programmes déjà fort élaborés. En comparaison, le Chili n’en est qu’à ses débuts (2006), mais est en croissance rapide, grâce en partie aux Mapuches, désireux de revaloriser leurs racines et de les partager avec le reste du monde.

## Mapuches célèbres
- Caupolicán (es), cacique engagé dans la résistance de 1553-1558 aux conquistadors espagnols, toqui (chef militaire)
- Lautaro/Leftraru (1553-1557)
- Galvarino (?-1557)
- Colocolo (1490-1558)
- Juana Calfunao Paillaléf, cheffe communautaire actuelle
- Aucán Huilcamán (es) (1965-), porte-parole du Conseil de toutes les terres (1990)
- Elisa Loncón, linguiste et présidente de l'Assemblée constituante du Chili en 2021
- Daniela Catrileo, écrivaine et poétesse
- Natividad Llanquileo, avocate et membre de l'Assemblée constituante du Chili en 2021

#### En français
- Alain Devalpo, Voyage au pays des Mapuches, éditions cartouche, 2007 (lire en ligne)
- Guillaume Boccara, Guerre et ethnogenèse mapuche dans le Chili colonial. L'invention du soi, Paris, L'Harmattan, 1998, 391 p. (ISBN 2-7384-7298-2)
- Michèle Arrué, « Les Mapuches du Chili et la question de leur identité », Amérique Latine Histoire et Mémoire,‎ octobre 2004 (lire en ligne)
- Michèle Arrué, Comment peut-on être Mapuche ? Continuité et adaptation des Mapuches du Chili, thèse de doctorat 1992, Paris : Université Paris 8. 446 p.
- Sergio Zamora, Les Guerriers de la pluie : Histoire du peuple mapuche, t. 1, Montigny-le-Bretonneux, Yvelinédition, avril 2010, 185 p. (ISBN 978-2-84668-264-0)
- Pierre Kalfon, PAMPA : (roman), Editions du Seuil, avril 2007
- Sergio Zamora, Les Guerriers du crépuscule - Brève histoire des Mapuche (1810-1884), Yvelinédition, septembre 2011
- Thomas Hakenholz, Un peuple autochtone face à la « modernité ». La communauté mapuche-pewenche et le barrage Ralco (Alto Bío Bío, Chili), 2002, mémoire de maîtrise, Université Aix-Marseille. 213 p.
- Abrégé géopolitique de l'Amérique latine, Ellipses, Paris, 2006
- Raúl Zibechi, « La longue résistance mapuche », sur RISAL.info, 2007 (consulté le 1er mai 2012)
- Alain Devalpo, « Opposition pacifique des Mapuches chiliens », Le Monde diplomatique,‎ février 2006 (lire en ligne, consulté le 1er mai 2012)
- Charles Wiener, Lebrun, Araucanie et indiens Araucans : Pris dans un étau l'Araucan a été, définitivement, vaincu et écarté, 1881, 1888 [lire en ligne (page consultée le 1er mai 2012)]
- Philippe d’Araucanie (pseudonyme de Philippe Boiry), Histoire du Royaume d’Araucanie (1860-1979) : une dynastie de princes français en Amérique latine, La Rochelle, 1979, 468 p.
- Gustave Verniory, Dix années en Araucanie (1889-1899), Rennes & Paris, coédition Éd.CoLibris & Musée du quai Branly, janvier 2013, 925 p. (ISBN 978-2-916937-03-8 et 978-2-35744-058-6). Édition établie, préfacée et annotée par Angèle Martin et Paz Núñez-Regueiro.
- Jo Briant, Ces Indiens qui veulent vivre : Guaranis du Paraguay, Aymaras et Mapuches du Chili, Grenoble, Éditions La Pensée Sauvage, 1992, 167 p. (ISBN 2-85919-085-6, OCLC 609217733, BNF 35551640).

#### En espagnol
- Carlos Aldunate del Solar, « Mapuche: gente de la tierra », Culturas de Chile, Santiago, Andrés Bello,‎ 2015
- Margarita Alvarado, Hijos del Viento, Arte de los Pueblos del Sur, Siglo XIX, Buenos Aires, Fundación PROA, 2015, « El esplendor del adorno: El poncho y el chanuntuku »
- José Bengoa, Historia del pueblo mapuche : siglo XIX y XX, Santiago du Chili, LOM Ediciones, 1999 1985
- José Bengoa, Historia de un conflicto : los mapuches y el Estado en el siglo XX, Santiago du Chili, Planeta, 1999
- Paulina Brugnoli et Soledad Hoces de la Guardia, « Estudio de fragmentos del sitio Alboyanco », Hombre y Desierto, una perspectiva cultural, no 9,‎ 1995, p. 375–381
- Ruth Corcuera, Herencia textil andina, Buenos Aires, Impresores SCA, 1987
- Ruth Corcuera, Ponchos de las Tierras del Plata, Buenos Aires, Fondo Nacional de las Artes
- Martín Correa et al., La reforma agraria y las tierras mapuche. Chile 1962-1975, Santiago du Chili, LOM Ediciones, 1998
- Susana Chertudi et Ricardo Nardi, « Tejidos araucanos de la Argentina », Cuadernos del Instituto Nacional de Investigaciones Folklóricas, no 2,‎ 1961, p. 97-182
- Fédération internationale des droits de l’homme, Chile. La otra transición chilena, derechos del pueblo Mapuche, política penal y protesta social en un estado democrático, 2006. Consulté le 24 septembre 2007.
- Fédération Internationale des Droits de L’homme, Los Mapuche-Pehuenche y el proyecto hidroelétrico de Ralco en Alto Bío Bío : un pueblo indígena amenazado, Genève, mars 1998, no 256, 27 p.
- Juan Carlos Garavaglia, « Los textiles de la tierra en el contexto colonial rioplatense: ¿una revolución industrial fallida? », Anuario IEHS, no 1,‎ 1986, p. 45-87
- (es) Isabel Hérnandez, Autonomía o ciudadanía incompleta. El pueblo mapuche en Chile y Argentina, Santiago du Chili, Pehuén Editores, 2003, 383 p. (ISBN 956-16-0371-3)
- Human Rights Watch, Indebido proceso: los juicios antiterroristas, los tribunales militares y los Mapuches en el sur de Chile, 2004. Consulté le 24 septembre 2007.
- Mario Ibarra, Algunas reflexiones y notas a propósito de algunos tratados, en éste momento, no reconocidos, firmados entre potencias coloniales o Estados actuales y pueblos indígenas, dans : Seminario de expertos sobre tratados, convenios y otros acuerdos constructivos entre los estados y los pueblos indígenas, Genève 2003, éd. Bureau du Haut Commissariat des Nations unies pour les droits de l’homme.
- Claude Joseph, Los tejidos araucanos, Santiago, Imprenta San Francisco, Padre Las Casas, 1931
- Raúl Mandrini et Sara Ortelli, « Repensando viejos problemas: Observaciones sobre la Araucanización de las Pampas », RUNA XXII,‎ 1995, p. 135-150
- Patricia Méndez, « Herencia textil, identidad indígena y recursos económicos en la Patagonia argentina », Revista de la Asociación de Antropólogos Iberoamericanos en Red, nos 4, 1,‎ 2009, p. 11-53
- Patricia Méndez, « Los tejidos indígenas en la Patagonia argentina: cuatro siglos de comercio textil », Anuario INDIANA, no 26,‎ 2009, p. 233-265
- María Delia Millán de Palavecino, « Vestimenta Argentina », Cuadernos del Instituto Nacional de Investigaciones Folklóricas, no 1,‎ 1960, p. 95-127
- John Murra, Formaciones económicas y políticas del mundo andino, Lima, Instituto de Estudios Peruanos, 1975
- Ricardo Nardi et Diana Rolandi, 1000 años de tejido en la Argentina, Buenos Aires, Ministerio de Cultura y Educación, Secretaría de Estado de Cultura, Instituto Nacional de Antropología, 1978
- Observatorio de derechos de los pueblos indígenas (2005), Los derechos de los pueblos indígenas en Chile: Balance de 2004, Temuco (Chili), consulté le 24 septembre 2007.
- Pedro Ordóñez de Ceballos, Viaje del Mundo, Cartas a Real Audiencia de Santafe, 1851
- Miguel Ángel Palermo, « Economía y mujer en el sur argentino », Memoria Americana, no 3,‎ 1994, p. 63-90
- Jorge Pinto, De la inclusión a la exclusión : la formación del estado, la nación y el pueblo mapuche, Santiago du Chili, Instituto de Estudios Avanzados, 2000
- (es) Alejandro Saavedra Peléz, Los mapuches en la sociedad chilena actual, Santiago du Chili, LOM Ediciones, 2002, 283 p. (ISBN 956-282-490-X)
- Víctor Toledo Llancaqueo, En segura y perpetua propiedad. Notas sobre el debate jurídico sobre derechos de propiedad indígena en Chile, siglo XIX, dans : Actes du 4e congrès chilien d’anthropologie, Colegio de antropólogos de Chile, Santiago, 2001, p. 1129-1136
- Ricardo Verta, José Aywin, Andrea Coñuecar et Elicurá Chihauilaf, El despertar del pueblo mapuche. Nuevos conflictos, viejas demandas, Santiago du Chili, LOM Ediciones, 2004 (ISBN 956-282-647-3)
- Angélica Wilson, Arte de Mujeres, Santiago du Chili, Ed. CEDEM, coll. « Colección Artes y Oficios (no 3) », 1992
- Inca Garcilaso de la Vega, Comentarios Reales, dans : Marta Blanco, El Inca Garcilaso de la Vega, un indio antártico 1539-1616
- Vicente Carvallo Goyeneche, Descripción Histórico Geografía del Reino de Chile, Tome I, chapitre I Descubrimiento de Chile i entrada de los españoles en él
- Jerónimo de Vivar, Crónica y relación copiosa y verdadera de los reinos de Chile
- Luciano Prates, El uso de recursos por los cazadores-recolectores posthispánicos de Patagonia continental y su importancia arqueológica, Relaciones de la Sociedad Argentina de Antropología, 2009.
- Jon Imanol Guerediaga Goitia, Drama y símbolo en la espiritualidad mapuche, Bilbao, thèse de doctorat (dir.: Prof. Dr Patxi Lanceros), université de Deusto, mai 2010, 212 p. (lire en ligne)

#### En anglais
- Ward Churchill, A Little Matter of Genocide : Holocaust and Denial in the Americas 1492 to the Present, City Lights Publishers, janvier 2001, 531 p.
- Leslie A. Ray, The Language of the Land : The Mapuche of Chile and Argentina, Copenhague, Latin America Bureau ; International Work Group for Indigenous Affairs, mars 2005 et 2007, 336 p.
- Stefan Eim, The Conceptualisation of Mapuche Religion in Colonial Chile (1545-1787), 2010 (lire en ligne)

### Filmographie
- 2018 : Mala Junta de Claudia Huaiquimilla

#### 1530
- Pedro de Valdivia (1497-1553), conquistador espagnol au Chili
- Conquête espagnole du Chili (1540-1598) (es)
- Guerre d'Arauco (1536-1810) (1608-1683), Rio Biobío (rivière sacrée)
- Esclavage des Mapuches (es), encomienda
- Rébellion mapuche de 1598 (es), bataille de Curalaba (1598), chef Pelantaro
- Destruction des sept villes (colonies espagnoles en territoire mapuche) (es)

#### 1600
- Parlements mapuches (es) (1612-1825)
- Archives générales des affaires autochtones (es) (Archivo General de Asuntos Indígenas, AGAI, Chili)
- Soulèvement mapuche de 1655 (en)
- Soulèvement mapuche de 1723 (en)
- Soulèvement mapuche de 1766 (en)
- Guerre à mort (Chili) (1819-1821)
- Campagnes précédant la conquête du Désert (es)
- Campagne du Désert (1833-1834) (en), menée par Juan Manuel de Rosas (1793-1877)
- Calfucurá (1778-1872), grand chef mapuche
- Colonisation de Llanquihue (1850-1895, germano-argentine)
- Occupation de l'Araucanie (1861-1883, Chili, pacification)
- Royaume d'Araucanie et de Patagonie (1860-1862, avec des rémanences)
- Conquête du Désert (1878-1885)
- Soulèvement mapuche de 1881 au Chili
- Colonisation européenne de l'Araucanie (es) (1883-1914, Chili)

#### Période récente
- Conflit mapuche (en) (1990-présent)
- Conseil de toutes les terres (1990), organisation indigéniste mapuche au Chili
- Wallmapuwen, mouvement nationaliste mapuche au Chili (Région de l'Araucanie et Province d'Arauco, 2005-2017)
- Violence dans la Macrozone Sud (es) (Araucanie du Chili, 1997-présent)

#### Spécialistes non mapuches
- Alonso de Ercilla (1533-1594), La Araucana (1569-1589)
- Georges Claraz (1832-1930)
- Philippe Boiry (1927-2014), défenseur du peuple mapuche